# 2024年の政治
< 2023年 | 2024年の政治 | 2025年 >
2024年の政治（2024ねんのせいじ）とは、2024年の政治分野に於ける出来事についてまとめたものである。なお、国旗が無い記述は日本における出来事である。

## 出来事

### 1月
- 1日
  -  ヴィオラ・アムヘルトがスイス連邦大統領、カリン・ケラー＝ズッターが連邦副大統領に就任[1]。
  -  イスラエル最高裁判所は、2023年にベンヤミン・ネタニヤフ政権が押し進め全国的な反対運動を引き起こした、裁判所が不合理な政府決定を覆すことを禁じた司法改革法は無効と判断[2]。
  -  国際連合安全保障理事会非常任理事国にアルジェリア・ガイアナ・大韓民国・シエラレオネ・スロベニアが就任。任期は2025年12月31日まで[3]。
  -  チャドのマハマト・デビ暫定大統領が野党指導者のスュクセ・マスラ（英語版）を新首相に任命[4]。
  -  内陸国のエチオピアは、ソマリアから半独立状態にあるソマリランドと同国の港湾の利用などについての覚書に調印[5]。翌2日、ソマリアはこれに抗議し駐エチオピア大使を召還[6]。
  -  エストニアで同性結婚が合法化[7]。
- 2日
  -  大韓民国の最大野党・共に民主党の李在明代表は、釜山広域市の加徳島新空港の敷地を視察した後、記者団からの質問に答えていたところを凶器を持った男に襲撃され、首の左側から血を流して倒れた[8][9]。李に意識はあり、命に別条はなかった[10]。
  -  マーシャル諸島議会は次期大統領にヒルダ・ハイネ前大統領を選出、現職のデービッド・カブアを17対16で下す。3日に就任[11]。
- 4日
  -  クウェートのミシュアル首長は新首相にムハンマド（英語版）元副首相を任命[12]。
  -  マダガスカルのアンドリー・ラジョエリナ大統領は、昨年12月20日に辞任表明していたクリスチャン・ンツァイ首相を再任[13]。
- 5日
  -  ロシアのウクライナ侵攻でロシア軍に参加した10人以上のネパール人が戦死し、4人がウクライナ側で捕虜となったことにより、ネパール政府は国民のロシアおよびウクライナへの就職のための渡航を禁止[14]。
  -  大韓民国の尹錫悦大統領は、国会で可決された、妻の金建希に対する株価操作関与疑惑を政府から独立した特別検察官に捜査させる法案に拒否権を行使。法案は国会に差し戻される[15]。
- 6日
  -  欧州理事会議長のシャルル・ミシェルが6月の欧州議会選挙に立候補し、当選した場合は11月末までの任期を繰り上げて7月中旬に議長を辞任すると表明[16]。
  -  コンゴ民主共和国にて2023年12月20日に執行された選挙（英語版）で不正や暴力行為が確認されたとして、選挙管理委員会が3人の大臣、4人の州知事を含む82人の立候補者を失格処分とすると発表[17]。11日、内務大臣がキンシャサ特別州、赤道州、モンガラ州の州知事を一斉に職務停止とし、副知事が職務を代行[18]。
- 7日
  - 自民党派閥の政治資金パーティーを巡る政治資金規正法違反事件で、東京地検特捜部は、清和政策研究会（安倍派）に所属する池田佳隆衆議院議員と池田の政策秘書を同法違反（虚偽記入）容疑で逮捕[19]。同日、自民党は池田を除名処分とすることを決定[20]。
  -  バングラデシュ総選挙（英語版）を執行。主要野党バングラデシュ民族主義党がボイコットしたこともあり、シェイク・ハシナ首相率いる与党アワミ連盟が小選挙区の300議席中222議席を獲得し圧勝。無所属の62議席の多くはアワミ連盟が裏で支援していたとされる[21][22]。ハシナは11日に首相就任宣誓し4期目（通算5期目）がスタート[23]。
- 8日
  -  フランスのエリザベット・ボルヌ首相が辞任[24]。翌9日、エマニュエル・マクロン大統領は新首相にガブリエル・アタル国民教育相を任命[25]。11日に新内閣閣僚発表（後述）。
  -  プントランド議会はサイード・アブドゥラヒ・デニを大統領に再選。有力候補のギュルド・サラー（Guled Salah）を45対21票で破る[26]。
  -  麻薬取引業者のホセ・アドルフォ・マシアス・ビジャマル（英語版）の脱獄により、エクアドルで報道機関の占拠などを含む紛争（英語版）が発生。大統領のダニエル・ノボアは非常事態宣言を出した。9日にノボアは、国内は武力衝突の状態にあると宣言して軍に制圧を命じた[27][28]。
- 9日
  -  韓国国会は宇宙航空庁（朝鮮語版）を新設する法案と犬食を禁止する法案を可決[29][30]。
  -  大韓民国の野党・共に民主党の元党首の李洛淵は「非李在明系」の同党議員4人による「原則と常識」というグループに協力すると表明[31]。「原則と常識」の李元旭（朝鮮語版）、金鍾民（朝鮮語版）、趙応天（朝鮮語版）は翌10日に共に民主党を離党[32]。李は11日に離党を宣言し[33]、16日に新党「新しい未来」（仮称）の結党発起人大会を開催[34]。
  -  ブータン国民議会選挙（英語版）の本選を執行。47議席のうち国民民主党が30議席を獲得し勝利、ブータン縁起党（英語版）は17議席[35]。28日に新政権が発足（後述）。
- 10日
  -  パプアニューギニアの首都ポートモレスビーで警察が給与の減少に抗議し、朝からストライキを行ったため、同市で暴動（英語版）が発生。これに対し、首相のジェームズ・マラペは原因がコンピュータの不具合だとして、修正を約束したが、ラエでも破壊と略奪が発生した。6人の国会議員は辞職し、うち元閣僚のジェームズ・ノマネはマラペに危機管理能力が足りないとして辞職を促した[36][37]。
  -  大韓民国大統領の尹錫悦は趙兌烈を外交部長官に任命[38]。
- 11日
  -  ガブリエル・アタル内閣（フランス語版）の閣僚が発表。エリザベット・ボルヌ内閣の閣僚のほとんどは留任するが、文化相にラシダ・ダティが再入閣。労働相および保健・連帯相にカトリーヌ・ヴォートラン（フランス語版）、欧州・外務相にステファーヌ・セジュルネ（フランス語版）が新任、アタルの後任の国民教育・青少年相にスポーツ・オリンピック・パラリンピック相のアメリー・ウデア＝カステラ（フランス語版）が兼任[39]。
  -  シント・マールテン総選挙（英語版）を執行。15議席のうち、国家連合（英語版）が4、統一人民党（英語版）が3議席を獲得[40]。
- 12日
  - 高見康裕衆議院議員が防衛大臣補佐官に就任。防衛生産・技術基盤の強化を担当する[41]。
  -  大韓民国大統領の尹錫悦は2022年9月の訪米期間中に発した米国国会と米国大統領のバイデンを侮辱したと思われる発言を韓国メディアのMBCが報道したことに対し、外交部がMBCを提訴したことについて、ソウル西部地方法院（朝鮮語版）は大統領の発言が音声鑑定を通しても内容を確認できないほど不明瞭だとして、原告勝訴の判決を出してMBCに虚偽報道の訂正を命じた。MBC側は控訴すると表明[42]。
- 13日
  - 2月の京都市長選挙を巡り、日本維新の会の馬場伸幸代表と教育無償化を実現する会の前原誠司代表は、過去に企画した政治資金パーティーに疑惑が浮上した村山祥栄への推薦を取り消し、自主投票とすると表明。村山を推薦していた国民民主党京都府連と地域政党・京都党も同様の対応を決めた[43]。
  -  中華民国総統選挙・第十一回中華民国立法委員選挙を執行。総統選挙は民主進歩党の頼清徳副総統が得票率40.05％を獲得し初当選。中国国民党の侯友宜新北市長は33.49％で2位、台湾民衆党の柯文哲前台北市長は26.46％で3位[44]。立法委員選挙は中国国民党が113議席中52議席を獲得し第1党となるが過半数には届かず、民主進歩党が51、台湾民衆党は8、無所属2議席[45]。18日、陳建仁行政院長（首相）が立法院招集を前に内閣総辞職を決定、蔡英文総統は慰留[46]。
- 14日
  -  デンマークのクリスチャンスボー城にて王位継承式が行われ、女王マルグレーテ2世が退位宣言書に署名。長男のフレゼリク王太子がフレゼリク10世として国王に即位（マルグレーテ2世の退位（英語版））[47]。
  -  グアテマラの共和国議会は新任議員の就任宣誓が遅れていることを理由に、午後3時から予定されていたベルナルド・アレバロの大統領就任式（英語版）を延期[48]。アレバロは約9時間後の15日0時過ぎに宣誓を行い、大統領に就任[49]。
  -  コモロ大統領選挙（英語版）を執行。5人の野党候補は不正があったと主張[50]。1月16日に現職のアザリ・アスマニの勝利が発表されたため、17日に国内で大臣の家および車への放火を伴う抗議が発生。18日時点では1人が死亡、6人が負傷[51]。
- 15日
  -  北朝鮮の金正恩朝鮮労働党総書記は最高人民会議での演説で、大韓民国を「第1の敵対国」と見做すよう、憲法の改正を指示。また、会議では対南窓口機関の金剛山国際観光局、民族経済協力局（朝鮮語版）、祖国平和統一委員会の廃止も決定[52]。
  -  ナウル政府は中華民国との断交を発表[53]。
- 16日
  - 日本維新の会と教育無償化を実現する会が衆参両院で統一会派・『日本維新の会・教育無償化を実現する会』を結成[54]。
  -  シンガポールの交通相のスブラマニアム・イスワラン（英語版）は富豪のオン・ベン・セン（英語版）にかかわる汚職の疑いにより辞任、18日に法廷に出廷。後任の交通相はチー・ホン・タット（英語版）[55]。
- 17日
  - 2023年4月の江東区長選挙を巡る公職選挙法違反事件で、東京地検特捜部は、柿沢未途衆議院議員を同法違反（買収など）の罪で起訴。木村弥生前区長についても、買収と違法なネット広告を配信したとする公選法違反罪で在宅起訴。現金を受領した同法違反（被買収）罪で区議3人と元区議1人を在宅起訴[56]。
  -  パキスタン外務省は前日のイランによるバルチスタン州へのミサイル攻撃に対し、駐イラン大使の召還および本国滞在中の駐パキスタン・イラン大使の再入国の拒否を表明。イラクもイランのメディアが15日のイラク北部のアルビールへの攻撃の目標が「イスラエルのスパイセンター」と言った後、駐イラン大使を召還した[57]。
  -  イギリスの庶民院は密入国した人をルワンダに移送する法案を賛成多数で可決[58]。
- 18日
  - 日本共産党は第29回大会で人事を決めた。委員長は志位和夫から田村智子へ交代、志位は空席であった議長に就任、前議長の不破哲三は中央委員から退任、書記局長の小池晃は続投、山添拓は政策委員長に起用[59]。
  - 室井邦彦参議院議員の死去に伴い、参議院比例区の日本維新の会の名簿で次点の藤巻健史の繰り上げ当選が決定[60]。
  -  2023年に公布された「全北特別自治道の設置およびグローバル生命経済都市の造成のための特別法」により、大韓民国の全羅北道は全北特別自治道に改編[61]。なお、祝賀式典では地元選出の国会議員の姜聖熙が大統領の尹錫悦との握手中にトラブルを起こしたため、大統領警備員により強制退場させられた[62]。
- 19日
  - 宏池会（岸田派）の元会計責任者が政治資金規正法違反容疑で立件される見通しとなったことを受けて、岸田文雄首相が「政治の信頼回復のために宏池会を解散する」と表明[63]。志帥会（二階派）と清和政策研究会（安倍派）も解散を決定[64]。
  - 東京地検特捜部は政治資金規正法違反（虚偽記載）の罪で、安倍派と二階派の会計責任者を在宅起訴し、岸田派の元会計責任者を略式起訴。また、安倍派から還流を受けたパーティー収入を関連政治団体の収支報告書に記載しなかったとする同法違反で、同派の大野泰正参議院議員を在宅起訴し、谷川弥一衆議院議員を略式起訴。二階派の二階俊博会長の秘書も、二階派からパーティー収入約3500万円を得ながら関連政治団体の収支報告書に記載しなかったとして略式起訴[65]。同日、大野と谷川が自民党を離党[66]。
  - みんなでつくる党は齊藤健一郎、浜田聡両参議院議員を除名処分にしたと発表した。党所属の国会議員はいなくなり、政党助成法上の政党要件を失った[67]。
  -  フィリピン元老院議員のジンゴイ・エストラーダ（英語版）は収賄の疑いにより有罪判決を受けた[68]。
- 20日
  -  コンゴ民主共和国の現職大統領、フェリックス・チセケディは就任宣誓し、2期目が始まった[69]。
  -  大韓民国の与党、国民の力の元党首の李俊錫は新しく結成した改革新党の初代党首に選出された。結党大会には巨大両党以外の第三勢力の集結に期待する李洛淵、金鍾仁らの大物政治家も出席した[70]。
- 21日
  - 大津市長選挙が投開票され、現職の佐藤健司が再選[71]。
  - 八王子市長選挙が投開票され、新人の初宿和夫が初当選[72]。
  - 田原本町長選挙が投開票され、新人の高江啓史が初当選[73]。
  - 甲良町長選挙が投開票され、新人の寺本純二が初当選[74]。
  - 出雲崎町長選挙が投開票され、新人の仙海直樹が初当選[75][76]。
  - 六戸町長選挙が投開票され、新人の佐藤陽大が初当選[77]。
  -  イスラエル首相のベンヤミン・ネタニヤフは声明でアメリカ合衆国大統領のジョー・バイデンが電話会談で求めた「2国家共存案」を再度拒否。1月18日以降にネタニヤフは2国家共存案への拒否の表明を繰り返していた[78]。
  -  大韓民国大統領室側が韓東勲に国民の力非常対策委員長を辞退してほしいという要求を出したが、韓は拒否した[79]。
  -  リヒテンシュタイン国民投票（第1回）（英語版）を開催。太陽光発電の設置義務、建築規制および電子健康記録に関する3つの項目はいずれも反対多数で否決[80][81][82]。
- 22日
  - 政治資金規正法違反で略式起訴され自由民主党を離党していた谷川弥一衆議院議員が衆議院議長宛に議員辞職願を提出[83]。24日に額賀福志郎議長は辞職を許可した[84]。
  - 無所属の上田清司参議院議員が会派「国民民主党・新緑風会」を退会[85]。
  -  ジョセフ・ボアカイがリベリアの大統領に就任[86]。
  -  インド首相のナレンドラ・モディは過去の宗教暴動で破壊されたアヨーディヤーのバーブリー・マスジドの跡地に建設されたヒンドゥー教寺院の落成式に出席[87]。
  -  ウクライナ大統領のウォロディミル・ゼレンスキーが「歴史的なウクライナ人地域」である現代のロシア連邦のクバーニ、スタロドゥブシュチナ（ウクライナ語版）とスロボダ・ウクライナ地域に住んでいたウクライナ人の歴史を調査・公表・保護するための法令に署名した[88]。また、ロシア以外の国籍を有する海外ウクライナ人およびその子孫にウクライナとの二重国籍を承認する法案をヴェルホーヴナ・ラーダに提出した[89]。
  -  賄賂の容疑により収監中の共に民主党の元党首の宋永吉は新党の「政治検察解体党」（仮称）の結成を宣言[90]。
- 23日 -  トルコ大国民議会はスウェーデンのNATO加盟を承認[91]。
- 24日
  - 参議院予算委員長の末松信介は辞任の意向を表明[92]。
  - 千代田区が発注した区立お茶の水小学校・幼稚園の工事をめぐり、非公表の入札情報を業者に漏らしたとして、警視庁は、千代田区議の嶋崎秀彦と元同区行政管理担当部長を官製談合防止法違反容疑で逮捕[93]。3月9日、見返りに賄賂を受け取ったとして嶋崎をあっせん収賄容疑で再逮捕[94]。
  -  ナウルは中華人民共和国と国交樹立[95]。
  -  タイの憲法裁判所は前進党前党首のピター・リムジャロェーンラットが選挙法に違反しておらず、議員資格を保持できると宣告[96]。
  -  大韓民国の統一部は朝鮮民主主義人民共和国側が祖国統一三大憲章記念塔を撤去したのを確認[97]。
  -  コロンビアのアルバロ・レイバ（英語版）外相がパスポート作成業者入札をめぐり複数の違反を犯したとして、司法長官府が3カ月間の職務停止処分を決定[98]。
- 25日
  - 自民党の近未来政治研究会（森山派）が解散を正式決定。政治資金パーティーを巡る裏金事件で立件されていない派閥では初めて[99]。26日には派閥の形式を取っていない有隣会（谷垣グループ）も解散を決定[100]。
  -  大韓民国の与党・国民の力所属の女性国会議員、裵賢鎮はソウル特別市江南区で見知らぬ男に襲撃され、病院に搬送された[101]。
  -  ネパール国民議会（上院）選挙（英語版）を執行[102]。与党連合が19議席中の18議席を獲得（ネパール会議派10、ネパール共産党統一毛沢東主義派5、ネパール共産党統一社会主義派2、ネパール人民社会党（英語版）1）、ネパール共産党統一マルクス・レーニン主義派は1議席[103]。
  -  北マケドニアで5月8日に執行される議会選挙に伴い暫定的な選挙管理内閣が樹立されるため、ディミタル・コバチェフスキ首相が辞表提出。選挙後の5月9日に復帰するとも表明[104]。26日、ステボ・ペンダロフスキ大統領がタラト・ザフェリ元国防相に暫定政権の組閣を要請[105]。28日、議会はザフェリの暫定首相就任を賛成65、反対3、棄権52票で承認。VMRO-DPMNEは投票を棄権[106][107][108]。
  -  25人の共和党の州知事は米国とメキシコの国境で行われる「オペレーション・ローン・スター（英語版）」について、バイデン政権を非難し、テキサス州知事のグレッグ・アボットを支持する声明を発表[109]。
  -  米ワシントンの連邦地裁は、ドナルド・トランプ前政権の大統領補佐官で、2021年1月の議会襲撃事件を調査する下院特別委員会への証言を拒んだとして議会侮辱罪に問われたピーター・ナヴァロに禁錮4月と罰金9500ドルの有罪判決を言い渡した[110]。
- 26日
  - 第213回国会召集[111]。
  - 自由民主党の参議院幹事長に松山政司同副会長、参議院国会対策委員長に石井準一参議院議院運営委員長が就任[112]。
  - 立憲民主党の代表代行に辻元清美が就任。西村智奈美、逢坂誠二と合わせ代表代行は3人体制となる[113]。
  - 東京簡易裁判所は政治資金規正法法違反（虚偽記入）罪で略式起訴された谷川弥一元衆議院議員と岸田派の元会計責任者についてそれぞれ罰金100万円、公民権停止3年の略式命令を出した[114]。
  -  ツバル総選挙（英語版）を執行。8人の新人や元首相のエネレ・ソポアンガ（英語版）ら16人が当選した一方、現首相で親台湾派のカウセア・ナタノが落選[115]。
  -  国際司法裁判所は、ガザ地区への攻撃を続けるイスラエルに対し暫定措置としてジェノサイド行為を防ぐ「全ての手段」を講じることなどを命じた。同裁判所は人道危機に懸念を示したが、作戦停止の命令には踏み込まなかった[116]。
  -  ベネズエラの最高裁判所は今年後半に予定されている大統領選（英語版）の野党統一候補マリア・コリナ・マチャド（英語版）の公職就任を禁じたニコラス・マドゥロ政権の決定を支持する判決を言い渡した[117]。
- 27日
  -  国際連合パレスチナ難民救済事業機関（UNRWA）の一部のスタッフが2023年10月7日のハマスによるイスラエル攻撃に関与したというイスラエルの非難を受け、アメリカ合衆国・カナダ・ドイツ・オーストラリア・フィンランド・イタリア・スイス・オランダ・イギリスの9か国は同機関への資金拠出を停止[118]。日本の外務省も28日にUNRWAへの資金拠出を一時停止すると発表した[119]。
  -  欧州理事会議長のシャルル・ミシェルが欧州議会議員選挙への出馬および早期辞任の表明を撤回[120]。
- 28日
  - 東京都府中市長選挙を執行。現職の高野律雄が4選[121]。
  - 岩国市長選挙を執行。現職の福田良彦が5選[122]。
  - 青ヶ島村長選挙が投開票され、元職の佐々木宏が再選[123]。
  -  それぞれクーデターで元政権を転覆したマリ、ブルキナファソ、ニジェールの3か国は西アフリカ諸国経済共同体（ECOWAS）からの脱退を発表[124]。
  -  ツェリン・トブゲが昨年12月〜今年1月の選挙結果を受けてブータンの首相に返り咲いた[125]。
  -  フィンランド大統領選挙（英語版）の1回目投票を執行。アレクサンデル・ストゥブ元首相（国民連合党）が得票率27.2％、ペッカ・ハーヴィスト（英語版）前外相（緑の同盟）が25.8％で、この二人が2月11日の決選投票に進出[126]。
- 29日
  -  ジョージア首相のイラクリ・ガリバシヴィリが秋の総選挙（英語版）に先立って与党・グルジアの夢＝民主グルジア党首へのオファーを受け入れ辞任し、現在のイラクリ・コバヒゼ党首とポストを交換すると表明[127][128]。
  -  南アフリカの与党・アフリカ民族会議は今年の総選挙に向けて、他党への支援を表明した元大統領のジェイコブ・ズマの党籍を一時停止[129]。
- 30日 -  パキスタンの元首相のイムラン・カーンは国家機密を漏洩した罪により、懲役10年の刑を言い渡された[130]。翌31日にはまた外国の要人から受け取った贈答品を違法に売却した罪により、禁錮14年の有罪判決を言い渡された[131]。
- 31日
  - 所属する安倍派による裏金問題を受け、総務大臣政務官の小森卓郎と国土交通大臣政務官の加藤竜祥が辞任。小森の後任に西田昭二、加藤の後任に尾﨑正直がそれぞれ就任[132]。
  -  マレーシア国王にジョホール州スルターンのイブラヒム・イスカンダルが即位[133]。
  -  タイの憲法裁判所は人民代表院の最大野党・前進党と前党首のピター・リムジャロェーンラットに対し、王室に関する不敬罪の改正を公約に掲げているのは憲法違反だとして中止するよう命じた[134]。
  -  ミャンマーの実権を握っている国軍が国営放送で、31日で期限を迎える非常事態宣言をさらに6カ月延長すると表明[135]。

### 2月
- 1日
  - 柿沢未途が衆議院議員を辞職[136]。
  -  中華民国立法院が中国国民党所属で元高雄市長の韓国瑜を立法院長に選出[137]。一方、再選に失敗した民主進歩党の游錫堃は翌2日をもって立法委員を辞任すると表明[138]。
  -  グルジアの夢＝民主グルジアが党大会を開催し、イラクリ・コバヒゼ党首を次期首相候補に指名[139]、8日に首相就任（後述）。
- 2日
  -  1マレーシア・デベロップメント・ブルハド汚職事件（英語版）により入獄中の元マレーシア首相のナジブ・ラザクの刑期が恩赦により12年から6年に減刑された[140]。
  -  トンガの国王トゥポウ6世がシャオシ・ソヴァレニ首相の国防大臣（兼任）への任命、またフェキタモエロア・ウトイカマヌ（英語版）を外務大臣兼観光大臣に任命することの同意を取り消すと発表[141]。5日、内閣はこの決定は違憲として拒否し、引き続き職務を続行すると国王に通告[142]。
- 3日
  -  北アイルランド議会が自治政府首相にシン・フェイン党副党首のミシェル・オニール、副首相に民主統一党のエマ・リトル＝ペンジェリー（英語版）を選出し、自治政府が2年ぶりに発足[143]。
  -  セネガル大統領のマッキー・サルが大統領選挙（英語版）の透明性確保を理由に、選挙の執行を2月25日としていた措置を全て破棄する法令に署名したと発表[144]。セネガル議会は5日、当該選挙を12月15日に延期する法案を165人中105人の賛成で可決し、4月2日までだったサルの任期は後任が決まるまで延長されることとなった[145][146]。15日、憲法評議会（フランス語版）は大統領選挙の延期を定めた法律を違憲とする決定を下し、できるだけ早期に選挙を実施するよう求めた[147]。
- 4日
  - 京都市長選挙を執行。元官房副長官の松井孝治が初当選[148]。
  - 豊田市長選挙を執行。現職の太田稔彦が4選[149]。
  - 前橋市長選挙を執行。野党推薦新人の小川晶が現職の山本龍を下し初当選[150]。
  - 道志村の村議会解散の是非を問う住民投票を執行。賛成票は有効投票の過半数に達せず、リコールは不成立となった[151]。
  -  エルサルバドル議会選挙・大統領選挙（英語版）を執行。大統領選挙は現職のナジブ・ブケレが勝利宣言[152]。
  -  ナミビアのハーゲ・ガインゴブ大統領が死去したことに伴い、ナンゴロ・ムブンバ副大統領が大統領に昇格[153]。
  -  ポルトガル領アゾレス諸島の自治議会選挙（英語版）を執行。57議席中、民主同盟（英語版）が26議席を獲得し最大勢力を維持。社会党は23、到着（英語版）が5議席[154]。
- 5日
  -  バッキンガム宮殿はイギリス国王のチャールズ3世ががんを患っており、治療を受けていると公表[155]。
  -  カザフスタンのカシムジョマルト・トカエフ大統領はアリハン・スマイロフ首相の辞任を了承し、ロマン・スクリャール（英語版）第一副首相を首相代行に任命[156]。6日、スマイロフの後任として、オルジャス・ベクテノフ（ロシア語版）を第13代首相に任命[157]。同日中に議会は賛成69、棄権7票で新政権を承認[158]。
  -  イエメン大統領指導評議会はアフマド・アワド・ビン・ムバーラク（英語版）外相を首相に任命[159]。
  -  オランダ内シント・マールテンのアジャム・バリー（英語版）総督が新政権発足のための情報提供者(informateur)が2日に提出した最終報告に基づき、リュック・メルセリーナ（英語版）に組閣を要請[160]。
- 6日
  -  ウクライナ議会は戒厳令と総動員令を90日間延長し5月中旬までとする法案を可決。戒厳令下の国政選挙の執行は違法のため、3月に予定されていた大統領選挙（英語版）も延期へ[161]。
  -  アメリカ合衆国下院にて、メキシコ国境から流入する不法移民への対策を怠ったとして共和党が提出したアレハンドロ・マヨルカス国土安全保障長官の弾劾訴追案の採決が行われ、賛成214、反対216の反対多数で否決[162]。13日にやり直しとなる2回目の採決が行われ、賛成214、反対213の1票差で可決[163]。
- 7日
  -  タイ王国政府と深南部三県の分離主義勢力はマレーシアのクアラルンプールで会談を行い、数十年にわたる紛争を終わらせようとするロードマップに原則合意した[164]。
  -  アゼルバイジャン大統領選挙（英語版）を執行。現職のイルハム・アリエフが得票率92.1％で再選[165]。16日、議会はアリ・アサドフ首相の続投を賛成105、反対1票で承認[166]。
  -  6日に死去した元チリ大統領のセバスティアン・ピニェラの国葬（英語版）は遺体がプダウェル国際空港に到着してから開始、9日まで挙行[167]。国葬にはエドゥアルド・フレイ・ルイスタグレ、ミシェル・バチェレなどの元大統領が出席[168]。
  -  コンゴ民主共和国のフェリックス・チセケディ大統領が新内閣組閣に向けて、議会意向の情報提供者(informateur)にオーギュスタン・カブヤ(Augustin Kabuya)を任命[169]。
  -  ニカラグアは元パナマ大統領のリカルド・マルティネリの政治亡命を認める[170]。
- 8日
  - 埼玉県皆野町の柴崎勉町長は、体調不良を理由に町議会議長に退職届を提出[171]。
  -  秋の総選挙（英語版）に先立ち、与党グルジアの夢＝民主グルジアから次期首相候補に指名されていたイラクリ・コバヒゼが、正式に首相へ就任した。議会はコバヒゼの首相就任を賛成84、反対10、棄権56票で承認[172][173]。
  -  ウクライナのウォロディミル・ゼレンスキー大統領は、ヴァレリー・ザルジニー軍総司令官の解任を発表。後任には、オレクサンドル・シルスキー陸軍司令官を充てる[174]。
  -  パキスタン総選挙（英語版）を執行、直後には与党パキスタン・ムスリム連盟ナワーズ・シャリーフ派(PML-N)と最大野党パキスタン正義運動(PTI)の双方が勝利宣言[175]。264議席中、PTIが支援する無所属議員が93、PML-Nが75、パキスタン人民党(PPP)が54議席を獲得。13日、PML-NとPPPなど6党が連立政権樹立で合意し、新首相にシャバーズ・シャリフ前首相を擁立へ[176]。
- 9日
  -  マレーシアの連邦裁判所はクランタン州議会が制定した一部のイスラム刑法が違憲であると宣告[177]。
  -  大韓民国の第三極の4つの勢力（改革新党、新しい未来（朝鮮語版）、新しい選択（朝鮮語版）、原則と常識）が「改革新党」として合併し、李洛淵と李俊錫の共同代表体制が統率することに合意[178]。しかし、同月19日に4月の総選挙の選挙運動指揮権を李俊錫に委任すると決定した後、李洛淵派が反発し合流の撤回を表明した[179]。
- 10日 -  ハンガリーのノヴァーク・カタリン大統領が児童虐待隠蔽に加担した男性に恩赦を与えたことを謝罪し、大統領からの辞任を表明。法務大臣として恩赦に副署名したヴァルガ・ジュディット（英語版）も国会議員を辞任[180]。
- 11日
  - 飛騨市長選挙は告示、都竹淳也が無投票で3選[181]。
  - 本巣市長選挙は告示、藤原勉が無投票で5選[182]。
  -  フィンランド大統領選挙（英語版）決選投票を執行。国民連合党から立候補したアレクサンデル・ストゥブ元首相が対立候補で緑の同盟から立候補したペッカ・ハーヴィスト（フィンランド語版）前外務大臣を破り当選[183]。
- 12日 -  リベリアの国防大臣にプリンス・C・ジョンソン3世（英語版）が9日に就任したことで兵士の妻らが抗議運動を行ったことを受け、ジョンソンが就任4日目にして辞表提出[184]。翌13日にジェラルディン・ジョージ(Geraldine George)が国防大臣代行に就任。同国史上初の女性の国防省トップ[185]。
- 13日
  - 佐賀県警察は、ふるさと納税PR強化事業の委託契約を巡り、評価委員の氏名や他社の企画提案書といった秘密事項を業者側に漏らしたとして、官製談合防止法違反（入札妨害）などの疑いで神埼市長の内川修治を逮捕[186]。
  -  ロシア内務省がエストニアのカヤ・カッラス首相やタイマル・ペテルコップ（英語版）国務長官、リトアニアのシモナス・カイリス（英語版）文化大臣をソ連時代の記念碑破壊に関与した容疑で指名手配リストに掲載したと発表[187]。
- 14日
  -  キューバと大韓民国は国交を樹立[188]。
  -  インドネシア議会選挙・大統領選挙（英語版）を執行。大統領選挙はプラボウォ・スビアント国防大臣が初期集計で過半数を得る見通しとなり勝利宣言[189]。3月20日に最終結果を発表（後述）。
  -  オランダ議会は新政権発足のための情報提供者(informateur)にキム・ピュテルス（英語版）元第一院（上院）議員を新たに任命[190]。
- 15日
  -  クウェートのミシュアル首長が、国民議会が憲法の原則に違反したとして議会解散を発令[191]。
  -  ギリシャ議会は同性婚の合法化を可決[192]。
- 17日 -  アフリカ連合はモーリタニアのモハメド・ウルド・ガズワニ大統領を今年度の議長に選出[193]。
- 18日
  - 藤沢市長選挙を執行。現職の鈴木恒夫が4選[194]。
  - 草津市長選挙に現職の橋川渉以外の立候補届け出がなく、無投票で5選決定[195]。
  -  タイ王国のタクシン・シナワット元首相が仮釈放[196]。
- 19日
  -  イスラエル外相のイスラエル・カッツはブラジルのルーラ大統領がハマスとの戦争をホロコーストに例えたのに対し、発言を撤回しない限り、ルーラ大統領をペルソナ・ノン・グラータに指定すると表明[197]。
  -  ギニア移行政権のママディ・ドゥンブヤ暫定大統領がベルナール・グム（英語版）内閣を解任[198]。同月27日にドゥンブヤ暫定大統領は後任として、バー・ウリ（英語版）を首相に任命[199]。
  -  大韓民国国会副議長の金栄珠（朝鮮語版）は共に民主党公認管理委員会から現役議員のうち評価が下位20%に属し、予備選の減点対象であると通報されたため、「侮辱を感じる」として共に民主党を離党すると宣言した[200]。
  -  ルワンダはアメリカ合衆国が提案したコンゴ民主共和国東部からの軍隊撤収案を却下[201]。
- 20日
  - 旧統一教会との接点が指摘される盛山正仁文部科学相の不信任決議案の採決が衆議院本会議で行われ、与党や日本維新の会などの反対多数で否決された[202]。
  - 立憲民主党の梅谷守衆議院議員の事務所は、新潟県上越市で開かれた1月の新年会で梅谷が会合の対価として有権者に日本酒の一升瓶を渡したことを認めた[203]。
- 21日 -  イスラエル国会はネタニヤフ政権の「イスラエルはパレスチナ国家の一方的な承認に反対し続ける」との決定を支持する決議を採択[204]。
- 22日 -  パナマの裁判所はニカラグア大使館で避難中の元大統領のリカルド・マルティネリの逮捕を命じた[205]。
- 23日
  - 社会民主党が党大会を開き、福島瑞穂党首の3選を正式に承認[206]。
  -  大韓民国の与党・国民の力の比例代表用衛星政党「国民の未来」が結党[207]。
  -  オーストリアの裁判所はセバスティアン・クルツ元首相に偽証の罪で懲役8月執行猶予3年の判決を言い渡した[208]。
- 24日 -  西アフリカ諸国経済共同体（ECOWAS）はニジェールに対する制裁の大部分を解除[209]。
- 25日
  -  ベラルーシ議会選挙（英語版）を執行。110議席中、親ルカシェンコのベラヤ・ルス（英語版）が51議席を獲得し第1党。無所属が40、労働正義共和党（英語版）が8、ベラルーシ共産党（英語版）が7、ベラルーシ自由民主党（英語版）が4議席[210]。ルカシェンコ大統領は投票後に来年予定の大統領選挙（英語版）への出馬を表明[211]。
  -  カンボジア上院選挙（英語版）を執行。58議席中、与党カンボジア人民党が55議席を獲得し勝利。野党議席はクメール意志党（英語版）の3議席のみ。元首相のフン・センは上院議長に就任する見込み[212]。
  -  リヒテンシュタイン国民投票（第2回）（英語版）が執行され、国民の直接選挙による政府閣僚の任命については賛成32％、反対68％で否決[213]。
- 26日
  - 舞鶴市議会は、一部会派が発行した広報紙の内容を市がホームページで批判したとして、鴨田秋津市長に対する問責決議案を賛成19人、反対5人の賛成多数で可決[214]。
  -  ツバル議会は、先月26日に行われた総選挙（英語版）で当選した元検事総長のフェレティ・テオ（英語版）の第16代首相就任を全会一致で承認[215]。
  -  パレスチナ国のムハンマド・シュタイエ首相が辞任表明[216]。
  -  ハンガリー議会がスウェーデンの北大西洋条約機構（NATO）加盟を承認し、32番目の加盟国となることが確定[217]。
  -  ハンガリー大統領選挙（英語版）が執行され、憲法裁判所所長だったシュヨク・タマーシュを選出、3月5日に就任（後述）[218]。
  -  アメリカ合衆国共和党全国委員会のロナ・マクダニエル（英語版）委員長が3月8日をもって辞任すると発表[219]。
- 28日
  - 岐阜県羽島郡岐南町の小島英雄町長はこの日、町の第三者委員会が自身によるセクシャルハラスメント行為などを認定し、即時辞職を求める報告書を公表したことを受け、「『セクハラありき』で納得いかない部分もあるが、従わざるを得ない」などとして3月5日付で町長を辞任することを表明[220]。
  -  アメリカ合衆国共和党のミッチ・マコーネル上院院内総務が11月中に退任する意向を表明[221]。
  -  ガーナの国会はLGBT運動の宣伝、支援または擁護に対し、最大5年の懲役刑に処せられる法案を可決[222]。
  -  チャドの治安部隊は野党・国境なき社会党（英語版）の本部を攻撃し、マハマト・デビ大統領の従兄弟で党首のヤヤ・ディロ・ジェルー（英語版）が銃撃戦で死亡[223][224]。
- 29日
  -  大韓民国国会は4月10日執行の第22代総選挙の選挙区画定案を確定。京畿道と仁川広域市の地域区はそれぞれ1増、ソウル特別市の地域区と比例代表の議席数はそれぞれ1減[225]。
  -  大韓民国の尹錫悦大統領により国会に差し戻された妻の金建希に対する株価操作関与疑惑などを政府から独立した特別検察官に捜査させる法案が国会で否決されたため、廃案へ[226]。
  -  ハイチのアリエル・アンリ首相が警察官の派遣をめぐってケニアへの外遊中、首都ポルトープランスで政府閣僚と警察官を攻撃対象としたギャング暴動が勃発[227]。

### 3月
- 1日
  - 衆議院本会議で、小野寺五典予算委員長の解任決議案を与党と日本維新の会などの反対多数で否決。小野寺委員長が2024年度予算案を1日に採決することを職権で決めたことに反発した立憲民主党が提出していた[228]。
  -  アレクサンデル・ストゥブが第13代フィンランド大統領へ就任[229]。
  -  イラン総選挙（英語版）および専門家会議選挙（英語版）を執行[230]。
- 3日
  -  大韓民国の野党・共に民主党をはじめとする汎野党圏の比例代表用衛星政党「共に民主連合」が結党[231]。
  -  大韓民国の曺国元法務部長官を党首とする祖国革新党が成立[232]。
  -  パキスタン国民議会はシャバーズ・シャリフ前首相を新首相に選出。オマル・アユーブ・カーン（英語版）元経済相を201対92で破る[233]。
  -  エルサルバドル自治体首長選挙・中央アメリカ議会議員選挙（英語版）を執行[234]。
  -  スイス国民投票（英語版）を執行。スイス老齢遺族保険（フランス語版）（年金）支給額の1か月分増加は可決されたが、定年の引き上げは否決[235][236]。
- 4日
  -  アメリカ合衆国の連邦最高裁判所は、11月の大統領選挙に向けた共和党のドナルド・トランプ前大統領の立候補資格を認めなかったコロラド州最高裁の判断を覆し、同州での立候補を認める決定を出した[237]。
  -  フランス議会は憲法に人工妊娠中絶の権利を明記することを780対72の賛成多数で承認[238]。
  -  大韓民国外交部は、駐オーストラリア大使に李鐘燮前国防部長官を任命したと発表[239]。しかし、海兵隊員殉職事故を巡る軍の不適切対応を隠蔽した疑惑の捜査対象となっていたことから野党を中心に「逃避」との批判が噴出し、29日に辞意を表明[240]。
- 5日
  -  同日に就任したハンガリーのシュヨク・タマーシュ大統領は、先月26日に議会が承認したスウェーデンの北大西洋条約機構（NATO）加盟批准書に署名。スウェーデンの加盟手続が近日中に完了する見込み[241]。
  -  中華人民共和国の第14回全国人民代表大会第2次会議（中国語版）が開幕。4日、報道官の婁勤倹（中国語版）は今後の数年間に閉会後の国務院総理の記者会見を開催しないと発表[242]。
  -  ペルーのアルベルト・オタロラ（英語版）首相が辞任表明、汚職疑惑については否定[243]。6日、ディナ・ボルアルテ大統領は、後任に元法務人権大臣のグスタボ・アドリアンセン（スペイン語版）を任命[244]。
  -  ブルガリアのニコライ・デンコフ首相が辞任表明。翌6日、議会が辞任を賛成216、反対0、棄権0票で承認[245]。
- 6日
  -  スーパー・チューズデーで大敗を喫したニッキー・ヘイリーがアメリカ合衆国大統領選挙からの撤退を表明し、ドナルド・トランプ前大統領の共和党候補者指名獲得が事実上確定[246]。
  -  ネパールのプラチャンダ首相が副首相含む16人の閣僚を入れ替える大規模な内閣改造[247]。
  -  セネガルのマッキー・サル大統領が次期大統領選挙の準備に入るアマドゥ・バ（英語版）首相を解任し、シディキ・カバ（英語版）内務大臣を新首相に任命[248]。同時に、大統領選挙（英語版）を3月24日に実施することを発表したが[249]、憲法評議会は実施日を3月31日に設定[250]し、直後にサルの提案した3月24日を受け入れた[251]。
  -  ペルー国会は現在の一院制から二院制に戻す憲法改正案を賛成多数で可決。2026年の総選挙（英語版）から実施予定[244]。
- 7日
  -  スウェーデンが北大西洋条約機構（NATO）に加盟[252]。
  -  ウクライナのウォロディミル・ゼレンスキー大統領が前軍総司令官のヴァレリー・ザルジニーを駐イギリス大使に任命する人事を決定[253]。
- 8日
  - 自由民主党青年局の近畿ブロック会議後の懇親会で下着のような衣装の女性がダンスショーをする過激な演出があったことが発覚。同日、会に参加した藤原崇党青年局長と中曽根康隆党青年局長代理は党に役職辞任届を提出し、受理された[254]。
  -  共和党全国委員会が新委員長にドナルド・トランプ前大統領が推薦したマイケル・ワトリー（英語版）を選出。ナンバー2の共同委員長にはトランプの次男の妻ララ・トランプが就任[255]。
  -  トルコのレジェップ・タイイップ・エルドアン大統領は同月31日執行の統一地方選（英語版）を「任期中最後の選挙」と表現し、2028年の次期大統領選に出馬しないことを示唆した[256][257]。
  -  アイルランド憲法改正国民投票（英語版）を執行[258]。結婚以外の手段により結成された長期的な関係を「家庭」と見なす条文の追加および「女性の家庭内の役割」を強調する条文の削除はいずれも反対多数で否決[259]。
- 9日 -  パキスタン大統領選挙（英語版）を執行。連立与党であるパキスタン人民党の共同総裁のアースィフ・アリー・ザルダーリー元大統領が対立候補でパシュトゥンクワ・ミッリー・アワミ党（英語版）から立候補したマフムード・カーン・アチャクザイ（英語版）を破り当選[260]。ザルダーリーは翌10日に就任宣誓[261]。
- 10日 -  ポルトガル総選挙（英語版）を執行。与党・社会党が230議席中77議席にとどまり敗北宣言。野党で中道右派連合の民主主義同盟が79議席、極右政党・シェーガは公示前の4倍となる48議席の大躍進[262]。
- 11日
  - 官製談合防止法違反などの罪で起訴されている佐賀県神埼市の内川修治市長が辞職届を提出[263]。
  -  ハイチのアリエル・アンリ首相が辞任表明[264]。
  -  国際刑事裁判所が赤根智子裁判官を所長に選出[265]。
- 12日 -  11月のアメリカ合衆国大統領選挙はジョー・バイデン大統領（民主党）、ドナルド・トランプ前大統領（共和党）がそれぞれ党の予備選挙で過半数の選挙人を確保し、2020年に引き続いて両者の対決となることが確定[266]。
- 13日 -  AI法は欧州議会で可決[267]。
- 14日
  - 2023年4月の江東区長選挙を巡り公職選挙法違反（買収など）の罪に問われた元衆議院議員の柿沢未途に対し、東京地方裁判所は懲役2年、執行猶予5年の判決を言い渡した[268]。
  - みんなでつくる党が東京地裁から破産手続き開始の決定を受けたことが分かった。負債額は約11億円[269]。
  -  クロアチアの国会は議員投票により解散へ。次期総選挙（英語版）は2か月以内に執行予定[270]。
  -  パレスチナ国のマフムード・アッバース大統領がムハンマド・ムスタファ元副首相を首相に任命[271]。
- 15日
  -  昨年11月のオランダ総選挙で第1党となった、極右・自由党のヘルト・ウィルダース党首は連立交渉の不調を理由に首相就任断念を表明[272]。
  -  ロシア大統領選挙が投票開始（～17日）。現職のウラジーミル・プーチンが得票率87％の暫定結果を受けて早々に勝利宣言[273]。21日、選挙管理委員会はプーチンの得票率を87.28％と発表。投票率は77.49％[274]。
- 17日
  - 自由民主党が第91回党大会を開催。政治資金事件に関係した議員の処分を厳格化する党規律規約などの改正について報告され、党則改正を決定[275]。
  - 長野県松本市長選挙にて、現職の臥雲義尚が接戦の末に再選[276]。
  - 愛知県大府市長選挙を告示。現職の岡村秀人以外に届け出がなく、無投票での3選が決定[277]。
- 18日 - 自由民主党の衛藤晟一党紀委員長は「政治資金収支報告書に誤記載があったことの道義的責任をとりたい」として辞任を申し出た[278]。19日、後任に逢沢一郎が就任[279]。
- 19日
  - 日本政府は、子供と接する職の従事者に性犯罪歴の有無を確認する「日本版DBS」の創設法案を閣議決定。今国会中の成立を目指す[280][281]。
  - 愛知県飛島村長選挙を告示。現職の加藤光彦以外に届け出がなく、無投票での再選が決定[282]。
  -  国家反逆行為や破壊工作などの罰則を定めた国家安全条例案を香港立法会が全会一致で可決。23日に施行する[283]。
- 20日
  -  ベトナム共産党中央委員会はヴォー・ヴァン・トゥオンの国家主席、中央委員会委員、政治局員からの辞任を許可[284]。21日、国会が国家主席解任を決議。ヴォー・ティ・アイン・スアン国家副主席を国家主席代行に任命[285]。
  -  アイルランドのレオ・バラッカーが首相と統一アイルランド党党首からの辞任を表明。理由は個人的かつ政治的なものとだけ説明し、党には4月6日までに後任を決めるよう要請[286]。
  -  現職のマーク・ドレイクフォード（英語版） 首相の辞任により、ウェールズ議会が後任として初の黒人となるヴォーン・ゲシング（英語版）を選出[287]。
  -  インドネシア選挙管理委員会は2月執行の大統領選挙（英語版）でプラボウォ・スビアント国防大臣が得票率59％で当選したことを正式に発表[288]。
- 21日
  -  ポルトガルのマルセロ・レベロ・デ・ソウザ大統領は社会民主党のルイス・モンテネグロ党首を新首相に指名[289]。
  -  アルジェリアのアブデルマジド・テブン大統領が、大統領選挙（英語版）を3カ月前倒しし、9月7日に実施すると発表[290]。
  -  インドの捜査当局は、酒類販売政策を巡る汚職事件に関連し、デリー首都圏政府のアルヴィンド・ケジリワル首相を逮捕[291]。
- 22日
  - 東京高等裁判所は、統合型リゾート事業をめぐる汚職事件で、秋元司元衆議院議員を懲役4年、追徴金約760万円とした一審判決を支持し、無罪を訴えた秋元側の控訴を棄却[292]。
  -  ドイツ連邦参議院は大麻を一部解禁する法案を批准。2月にドイツ連邦議会で既に通過したため、4月1日より発効[293]。
- 23日
  -  スロバキア大統領選挙（英語版）の第1回目投票を執行。無所属のイヴァン・コルチョク（英語版）元外相が42.5％、声・社会民主主義のペテル・ペレグリニ国民議会議長が37.0％の票を獲得し、4月6日の決選投票に進出[294]。
  -  朝鮮民主主義人民共和国の祖国統一民主主義戦線中央委員会が平壌で会議を開き、解体を正式に決定した[295]。
- 24日
  - 熊本県知事選挙を執行。木村敬前副知事が初当選[296]。
  - 三重県明和町長選挙を執行。下村由美子元副町長が初当選[297]。
  -  セネガル大統領選挙（英語版）を執行。同月25日の暫定開票結果で、野党有力候補者であったバシル・ジョマイ・ファイが過半数の57%を獲得し、勝利宣言。マッキー・サル大統領の後継候補とされていたアマドゥ・バ（英語版）前首相は敗北を認めた[298][299]。
  -  アイルランドのレオ・バラッカー首相の辞意表明に伴う与党・統一アイルランド党の党首選挙の立候補が締め切られ、唯一の立候補者だったサイモン・ハリス高等教育相が党首に就任[300]。
- 25日
  - 自由民主党の二階俊博元幹事長が党本部で記者会見を開き、「派閥（二階派）の政治資金問題をめぐり、政治不信を招く要因となったことに対し、改めて国民に深くおわびを申し上げる」と述べ、次期衆院選に立候補しない考えを表明[301]。
  - 参院予算委員会で、再生可能エネルギー導入に向けた規制の見直しに関して内閣府の有識者会で提出された資料に中国国営企業のロゴの透かしが入っていたことが発覚。岸田文雄首相は「不適切な内容が判明した場合、厳正な対処を講じる」と述べた[302]。
  -  トンガのシャオシ・ソヴァレニ首相が兼任する国防大臣からの辞任に同意、フェキタモエロア・ウトイカマヌ（英語版）外務大臣も辞任表明。ソヴァレニ首相は国王トゥポウ6世に対し、外相兼国防相にトゥポウトア・ウルカララ（英語版）皇太子を任命するよう提案[303]。
- 26日 -  ウクライナのウォロディミル・ゼレンスキー大統領は国家安全保障・国防会議のオレクシー・ダニーロフ書記を解任し、後任に対外情報局長官のオレクサンドル・リトビネンコを任命[304]。
- 27日
  -  マルタ議会はミリアム・スピテリ・デボノ元議会議長を次期大統領として承認（賛成75、反対0）。4月4日に就任[305][306]。
  -  コロンビア外務省は、アルゼンチン大統領ハビエル・ミレイが左翼ゲリラ出身のコロンビア大統領グスタボ・ペトロを「テロリスト」、「殺人者」、「共産主義者」だと指摘したことを受けてアルゼンチンの外交官を国外追放すると発表[307]。
- 28日
  -  ラトビアのクリシュヤーニス・カリンシュ外相が4月10日に辞任すると表明。首相在任中にプライベートジェット機を使用したことについて、検察が公金を浪費した疑いで捜査を始めたと発表していた[308]。
  -  パレスチナ自治政府首相のムハンマド・ムスタファが新内閣を発足。首相が外相を兼務[309]。
  -  国際連合安全保障理事会は対北朝鮮制裁を監視する専門家パネルの任期を延長する決議案をロシアの拒否権行使により否決[310]。
- 29日 -  ブルガリアのルメン・ラデフ大統領がディミタール・グラフチェフ（英語版）会計検査院長を暫定首相に指名[311]。
- 30日 -  不法蓄財の疑いにより検察と警察の捜査を受けたペルーのディナ・ボルアルテ大統領は辞職を否定[312]。
- 31日
  - 岐阜県郡上市長選挙・郡上市議会議員選挙を執行。市長選挙は新人の山川弘保が初当選[313]。
  - 大阪府茨木市長選挙が告示され、現職の福岡洋一が無投票で3選[314]。
  -  ブルガリアとルーマニアはシェンゲン圏に加盟。ただし、空路と海路の国間移動のみに適用[315]。
  -  イスラエルのベンヤミン・ネタニヤフ首相が前日夜の定期検査で見つかったヘルニアを手術。ヤリブ・レビン（英語版）副首相兼法相が職務を一時代行[316]。
  -  トルコ統一地方選挙（英語版）を執行。イスタンブールやアンカラの市長選挙は野党・共和人民党が勝利宣言するなど与党・公正発展党に厳しい結果に[317]。

### 4月
- 1日
  -  馬英九元中華民国総統の中国大陸訪問が開始[318]。
  -  イスラエルのクネセトが、同国の国家安全保障に危害をもたらす外国メディアを一時的に閉鎖する権限を政府に付与する時限法案を承認。カタールのアルジャジーラが標的[319]。
  -  コンゴ民主共和国のフェリックス・チセケディ大統領が新首相にジュディス・スミンワ計画大臣を指名[320]。
  -  サンマリノ執政にアレッサンドロ・ロッシ（英語版）（連帯民主主義（イタリア語版））とミレーナ・ガスペローニ（英語版）（我々は共和国のために（英語版））が就任[321]。
  -  ペルー大統領ディナ・ボルアルテの不正蓄財疑惑を受けて19人の閣僚のうち6人が相次いで辞任[322]。
- 2日
  - 静岡県の川勝平太知事は6月議会をもって辞任すると表明[323]。その後、前倒しして10日に県議会議長に辞職願を提出[324]。
  -  中国共産党中央紀律検査委員会は元司法部部長の唐一軍を重大な規律違反と違法行為の疑いで調査していると発表[325]。
  -  ポルトガル新首相に社会民主党党首のルイス・モンテネグロが就任。少数与党政権[326]。
  -  パキスタン上院選挙（英語版）を執行。一部の州は未実施[327]。
  -  セネガルの新大統領にバシル・ジョマイ・ファイが就任[328]。
- 3日
  -  フン・センがカンボジア元老院議長に選出[329]。
  -  オーストラリアのアンソニー・アルバニージー首相はサム・モスティンを次期総督に任命すると発表。7月1日に就任予定[330]。
  -  トーゴ政府は4月20日に予定されていた総選挙（英語版）の延期を発表。改憲案審議を巡る混乱が原因[331]。
  -  汚職の取調を受けた南アフリカ国民議会のノシヴィウェ・マピサ＝ンカクラ（英語版）議長は辞任。翌4日に警察に出頭[332][333]。
  -  ベネズエラのニコラス・マドゥロ大統領はガイアナの大半を占めるエセキボ地域を自国領とする法律に署名。ガイアナのイルファーン・アリ大統領は国際法違反だと反発[334]。
- 4日
  - 自由民主党は派閥裏金事件に関わった安倍派と二階派の議員ら39人の処分を決定。安倍派座長を務めた塩谷立元党総務会長と、参院側トップだった世耕弘成前党参議院幹事長は離党の勧告、事務総長経験者の下村博文元党政務調査会長と西村康稔前経済産業相は党員資格停止1年、高木毅前党国会対策委員長は同6カ月とした。 世耕は処分決定後に離党届を提出し受理された[335]。
  -  メキシコのロペス・オブラドール大統領によるダニエル・ノボアがエクアドルの大統領に選出されたことに対する批判発言により、エクアドル政府はメキシコ大使をペルソナ・ノン・グラータに指定[336]。
  -  トンガのシャオシ・ソヴァレニ首相が内閣改造を実施し、自ら兼任する国防相と、フェキタモエロア・ウトイカマヌ（英語版）外相兼観光相は3月28日に辞任していたことを確認[337]。国防相と外相の後継は未発表[338]。
  -  クウェート総選挙（英語版）を執行[339]。
- 5日
  -  ブルガリアの暫定首相に指名されていたディミタール・グラフチェフ（英語版）会計検査院長が閣僚名簿を提出。ルメン・ラデフ大統領は4月9日に政府を任命し、6月9日に新たな議会選挙を実施する意向を表明[340]。
  -  アイスランドのカトリーン・ヤコブスドッティル首相は、6月1日の大統領選挙に立候補するため辞任すると発表[341]。
  -  エクアドル当局が首都キトのメキシコ大使館に突入し、亡命を求めて保護されていたエクアドルのホルヘ・グラス（英語版）元副大統領を拘束。メキシコ側は在外公館の不可侵を定めたウィーン条約に抵触していると猛反発し、エクアドルとの国交を断絶すると発表[342]。翌6日、ニカラグアもエクアドルとの断交を発表[343]。11日、メキシコ政府は国際司法裁判所に提訴[344]。
- 6日 -  スロバキア大統領選挙（英語版）決選投票を執行。声・社会民主主義のペテル・ペレグリニ国民議会議長が53％を獲得し当選、6月15日に就任予定。無所属のイヴァン・コルチョク（英語版）元外相は47％[345]。
- 7日
  - 徳島市長選挙を執行。遠藤彰良前市長が返り咲き当選[346]。
  - 岐阜県下呂市長選挙を公示。現職の山内登のみ立候補を届け出たため、無投票で再選[347]。
  -  ハイチ指導者が暫定評議会の設立に関する政治協定に調印。投票権を持つメンバー7名と持たないオブザーバー2名の合計9名で構成、2026年2月7日まで有効。辞任を表明済みのアリエル・アンリ首相からの政権移譲の承認を目指す[348]。
- 9日 -  アイルランド下院議会は統一アイルランド党党首のサイモン・ハリスの新首相指名を賛成88、反対69票で承認、マイケル・D・ヒギンズ大統領が任命し首相就任。37歳での首相就任は同国史上最年少[349]。
- 10日
  -  大韓民国総選挙を執行。300議席中、与党の国民の力と国民の未来は合計108議席にとどまり敗北したが、大統領弾劾を防ぐ100議席は確保。野党の共に民主党と共に民主連合が合計175、祖国革新党が12議席を獲得[350]。翌11日に韓悳洙国務総理（首相）が辞任の意向を表明[351][352]。
  -  中国は最高指導者の習近平党総書記と中華民国の馬英九前総統が北京の人民大会堂で会談。両者は『一つの中国』の堅持を強調[353]。
  -  5月20日に中華民国総統に就任する頼清徳副総統が、新政権における行政院長（首相）に側近で元民進党主席の卓栄泰を指名すると発表[354]。
- 12日 -  国際通貨基金（IMF）理事会はクリスタリナ・ゲオルギエヴァ（英語版）を専務理事に再任。任期は10月1日から5年間[355]。
- 14日
  - 岐阜県岐南町長選挙を執行。後藤友紀前町議が新人対決を制し当選[356]。
  - 京都府京丹後市長選挙を告示。現職の中山泰のほかに立候補の届け出がなかったため、無投票で5選[357]。
- 15日
  -  シンガポールの首相府は1カ月後の5月15日に首相をリー・シェンロンからローレンス・ウォン副首相兼財務相に交代すると発表[358]。
  -  コンゴ民主共和国元老院選挙（フランス語版）を4月22日から4月29日に延期。一部の知事選挙と同日に[359]。
- 16日
  - 愛知県扶桑町長選挙を告示。現職の鯖瀬武のほかに立候補の届け出がなかったため、無投票で再選[360]。
  - 自由民主党は、離党勧告の処分を不服として安倍派座長の塩谷立が求めていた再審査請求を却下[361]。23日に塩谷が離党届を提出し、受理された[362]。
  - 無所属の須藤元気参議院議員（比例区）が衆議院東京15区補欠選挙に立候補を届け出て自動失職[363]。26日、2019年参院選の旧立憲民主党比例名簿に基づき市井紗耶香が繰り上げ当選。当選辞退を表明していた市井は即日辞職[364]。5月13日に次々点の奥村政佳が繰り上げ当選[365]。
  - 立憲民主党の山田勝彦衆議院議員（比例九州ブロック）が衆議院長崎3区補欠選挙に立候補を届け出て自動失職[363]。24日、2021年衆院選の同党比例名簿に基づき、川内博史元衆議院議員の繰り上げ当選が決定[366]。
  -  国際連合リビア支援団のアブドゥライ・バシリー（英語版）事務総長特別代表が辞意を表明。理由について「リビア指導者らの政治的意思の欠如」で協力が得られず、和平の進展が期待できないとして、仲介を断念したと説明した[367]。
- 17日
  - 石川県志賀町発注工事の入札を巡る贈収賄事件で金沢地方裁判所は、小泉勝前町長に対し加重収賄と官製談合防止法違反などの罪で懲役3年、執行猶予5年、追徴金110万円の判決を言い渡した[368]。
  -  クロアチア総選挙（英語版）を執行。与党のクロアチア民主同盟は第1党を維持したが、過半数にならず[369]。
  -  ソロモン諸島総選挙（英語版）を執行。翌18日に開票し[370]、与党は過半数を維持できず[371]。29日、マナセ・ソガバレ首相は続投を断念し、与党はジャーマイア・マネレ外相を首相候補に擁立[372]。
  -  アメリカ合衆国上院はアレハンドロ・マヨルカス国土安全保障長官に対する弾劾訴追案2件（移民法執行拒否、議会虚偽証言）を棄却する動議がいずれも民主党の賛成多数で可決され、弾劾手続きが終了[373]。
- 18日 -  国際連合安全保障理事会はパレスチナの国際連合加盟を勧告する決議案を否決。15理事国のうち日本や韓国を含む12カ国が賛成したが、常任理事国のアメリカが拒否権を行使した[374]。
- 19日
  - 名古屋地方裁判所は、大村秀章愛知県知事のリコール運動で署名を偽造したとして、リコール運動団体元事務局長の田中孝博に地方自治法違反罪で懲役2年、執行猶予4年を言い渡した[375]。
  -  インド総選挙が投票開始。6月1日まで7回に分けて投票を実施予定[376]。
- 21日
  - 山口県美祢市長選挙を執行。現職の篠田洋司が再選[377]。
  - 愛知県碧南市長選挙・碧南市議会議員選挙を執行。市長選挙は元碧南市議会議員の小池友妃子が現職の禰冝田政信を下し初当選[378]。
  - 新潟県阿賀野市長選挙を執行。新人の加藤博幸が初当選[379]。
  - 大阪府大東市長選挙を執行。元市高齢介護室課長の逢坂伸子が大阪維新の会公認の石垣直紀らを破り初当選[380]。
  -  モルディブ総選挙（英語版）を執行。モハメド・ムイズ大統領率いる親中派の人民国民会議（英語版）が93議席中62議席以上を獲得する見通し[381]。
  -  エクアドル憲法改正国民投票（英語版）を執行。軍の役割拡大など承認される見通し[382]。
  -  コソボ北部の多数派のセルビア人はアルバニア人の市長の交代を目指すコソボ北部国民投票（英語版）をボイコットした[383]。
- 22日 -  ミャンマーのヘンリーバンティオ第2副大統領が健康上の問題を理由に辞任[384]。
- 23日
  - 自由民主党の宮澤博行衆議院議員が議員辞職願を提出。自身の女性問題が原因とみられる[385]。25日の衆議院本会議で辞職が許可された[386]。5月13日、衆議院比例東海ブロックにて次点の森由起子が繰り上げ当選[365]。
  -  ロシア連邦捜査委員会は、収賄容疑でチムル・イワノフ（英語版）国防次官を拘束したと発表[387]。
  -  ジャマイカはパレスチナ国を国家として承認。パレスチナ国を承認する国は140か国に達する[388]。
  -  コロンビア政府は19世紀から20世紀のゴム産業ブームで被害を受けた6万人の先住民について、先住民コミュニティに謝罪[389]。
  -  ニカラグアは在大韓民国・在ドイツの大使館および在アメリカ・メキシコなどの多数の領事館を閉鎖。一方、朝鮮民主主義人民共和国に大使館を開設する合意を交わしたことも判明[390]。
- 24日
  - 町の第三者委員会で職員へのパワハラやセクハラが認定された愛知県東郷町の井俣憲治町長が辞職願を提出[391]。
  -  北マケドニア大統領選挙（英語版）を執行。開票序盤で野党系のゴルダナ・シルヤノフスカ＝ダフコバが大幅リードし、現職のステボ・ペンダロフスキと共に5月8日の決選投票に進出へ[392]。
  -  スペインのペドロ・サンチェス首相が、裁判所がベゴーニャ・ゴメス・フェルナンデス（スペイン語版）夫人に対する利益誘導疑惑の捜査着手を表明したことを受け首相辞任を検討し、29日に進退を明らかにすると表明[393]。29日、辞任検討を撤回すると表明[394]。
  -  モルドバのガガウズ自治区のエフゲニア・グシュル知事が親ロ政党の元ジョル党（英語版）にロシアから調達した資金を流した容疑で刑事裁判にかけられる[395]。
- 25日
  - 町の第三者委員会から女性職員15人へのセクハラが認定された岐阜県池田町の岡崎和夫町長が辞職願を提出[396]。
  -  スコットランド国民党がスコットランド緑の党（英語版）との連立を解消したため、連立政権が崩壊し少数与党体制へ[397]。
  -  ハイチのアリエル・アンリ首相が滞在先のロサンゼルスから辞表を提出[398]。同日に辞表が受理され、投票権を持つメンバー7名と持たないオブザーバー2名の合計9名で構成された暫定大統領評議会に大統領権限を、経済・財務相だったミシェル＝パトリック・ボワヴェールに首相権限を委譲され、アンリ暫定政権は幕を閉じた[399]。
- 26日 -  ベトナム共産党中央委員会はヴオン・ディン・フエをベトナム国会議長職からの解任を許可[400]。5月2日に国会で議長の職を解く決議案が承認された。議長職はチャン・タイン・マン副議長が代行する[401]。
- 27日 -  アメリカ緑の党のジル・スタイン大統領選予備候補はセントルイス・ワシントン大学での親パレスチナデモで警察により逮捕された[402]。
- 28日
  - 国会議員の前期補欠選挙を執行。
    - 衆議院東京都第15区補欠選挙で前江東区議会議員の酒井菜摘（立憲民主党）が初当選[403]。
    - 衆議院島根県第1区補欠選挙で前衆議院議員の亀井亜紀子（立憲民主党）が返り咲き[404]。
    - 衆議院長崎県第3区補欠選挙で前衆議院議員の山田勝彦（立憲民主党）が再選[405]。

  -  欧州連合はミャンマーに対する制裁措置を1年間延長[406]。
- 29日
  -  スコットランド首相のハムザ・ユーサフが辞任表明、スコットランド国民党党首からも辞任[407]。
  -  第22代総選挙後に辞任した韓東勲・国民の力非常対策委員長（党首）の後継として、元セヌリ党代表の黄祐呂が指名される[408]。
  -  コンゴ民主共和国元老院選挙（英語版、フランス語版）を執行[359]。
  -  トーゴ総選挙（英語版）を執行。113議席中、与党が108議席を獲得する圧勝[409]。
- 30日
  - 大塚耕平参議院議員が国民民主党を離党。政務調査会長の後任には同代理の濱口誠参議院議員が昇格[410]。
  - 福島県石川町発注の道路工事の入札を巡り、業者に予定価格を漏らしたとして、福島県警察は官製談合防止法違反などの容疑で町長の塩田金次郎を逮捕[411]。塩田は5月15日に辞職願を提出[412]。
  -  対北朝鮮制裁決議の履行状況を調べる国連安保理の専門家パネルが活動を停止。任期を延長する決議案にロシアが拒否権を行使し、事実上の廃止に追い込まれた[413]。

### 5月
- 1日 -  コロンビアのグスタボ・ペトロ大統領はイスラエルとの断交を宣言[414]。
- 2日
  -  ソロモン諸島議会は、先月17日に行われた総選挙（英語版）で当選した外務・貿易相のジャーマイア・マネレを首相に指名。同日に行われた首相指名選挙が無記名投票で行われ、マネレは出席した49人から過半数の31票を獲得し、首相に選出された。マネレ政権下でもマナセ・ソガバレ前首相が掲げた親中路線は継続する見込み[415]。
  -  イギリス地方選挙（英語版）を執行。約2,600議席中、労働党は1,158議席を獲得し大勝。保守党は989議席から半減となる515議席にとどまり、522議席の自由民主党にも抜かれる惨敗[416][417]。ロンドン市長選挙（英語版）は現職のサディク・カーンが3選[418]。
- 3日 -  アメリカ合衆国司法省は、便宜を図る見返りにアゼルバイジャン企業などから計60万ドルの賄賂を受け取ったとして民主党のヘンリー・クエラー（英語版）下院議員と妻を起訴[419]。
- 4日 -  ドイツの欧州議会議員、マティアス・エッケ（英語版）はドレスデンで襲撃された[420]。
- 5日 -  パナマ議会選挙・大統領選挙（英語版）を執行[421]。ラウレンティノ・コルティソ大統領の任期満了に伴う大統領選挙では、元外相のホセ・ラウル・ムリーノが34.36%と最多の得票率を獲得し、当選[422][423]。
- 6日
  -  スコットランド国民党は新党首にジョン・スウィニー（英語版）元副首相を選出[424]。翌7日、自治議会はスウィニーを新首相に選出[425]。
  -  チャド大統領選挙（英語版）を執行[426]。16日、憲法評議会はマハマト・デビ暫定大統領が6割強を得票して勝利したと発表[427]。
- 7日 - 熊本県山都町の梅田穰町長が町議会議長に辞職願を提出し、受理された。辞職は27日付。脳梗塞を発症して療養生活に入っていた[428]。
- 8日 -  北マケドニア総選挙（英語版）および大統領選挙（英語版）決選投票を執行。議会選挙は右派野党VMRO-DPMNEが開票序盤で大幅リード[429]。大統領選挙はVMRO-DPMNE所属のゴルダナ・シルヤノフスカ＝ダフコバが序盤から6割以上の票を獲得し、現職のステボ・ペンダロフスキが敗北宣言[430]。
- 9日
  -  フィジーの高等裁判所は捜査妨害の罪に問われたフランク・バイニマラマ前首相に禁錮1年の実刑判決を言い渡した[431]。
  -  ハイチの暫定大統領評議会は2026年2月7日までの議長職を務める順番を決定。現職のエドガール・ルブラン・フィス（5カ月）の後はスミス・オーギュスタン（Smith Augustin、5カ月）、レスリー・ヴォルテール（Lesly Voltaire、5カ月）、ルイ・ジェラール・ジル（Louis Gérald Gilles、6カ月）の順番[432]。
- 10日
  -  クロアチアのアンドレイ・プレンコビッチ首相はゾラン・ミラノヴィッチ大統領に新政府樹立を求める国会議員78名（過半数）の署名を提出し、ミラノヴィッチはプレンコビッチに対して新政府樹立の権限を付与[433]。
  -  クウェートのミシュアル首長は国家機関に腐敗が蔓延っていることを理由に、4月4日に執行した選挙による議会を解散し、憲法の一部条項を最長4年間停止し、その間は首長と首長が任命する内閣が議会の一部権限を引き継ぐと発表[434]。12日、ミシュアル首長はアフマド（英語版）元石油相を首班とする新内閣を任命[435]。
  -  ロシア下院がミハイル・ミシュスチン首相の再任を承認したことを受け、ウラジーミル・プーチン大統領が首相に再任命[436]。14日に新内閣が発足。セルゲイ・ショイグが国防相から国家安全保障会議書記に転じ、後任にアンドレイ・ベロウソフ前第一副首相が就任[437]。
  -  イラン総選挙（英語版）第二回投票を執行[438]。
  -  ペルー政府はトランスセクシュアリズムを「精神疾患」に分類する新たな法令を制定。17日に同国のLGBTQ+団体は抗議[439]。
  -  国連総会が緊急特別会合を開き、パレスチナの国連正式加盟を支持し、安全保障理事会に再検討を求める決議案を採択。日本やフランス、中国など143カ国が賛成。反対はアメリカやイスラエルなど9カ国のみで、棄権は25カ国[440]。
- 12日
  -  リトアニア大統領選挙（英語版）およびリトアニア憲法改正国民投票（英語版）を執行。大統領選挙は、現職のギタナス・ナウセダが46％、イングリダ・シモニーテ首相が16％を獲得し、5月26日の決選投票に進出[441]。二重国籍を認める国民投票は投票者のうち70%以上が賛成したが、有権者数の半数を超えていないため、不成立[442]。
  -  カタルーニャ自治州議会選挙を執行。135議席中、独立派は4党合計で61議席と過半数に届かず、退潮が鮮明に。反独立派のカタルーニャ社会党（英語版）が42議席を獲得し第1党[443]。
- 13日 -  ニューカレドニアでフランスからの分離独立を目指す政治勢力のデモが引き金になったとみられる暴動が発生。警察官35人が負傷し、80人近くが逮捕された[444]。15日、フランス政府が非常事態を宣言[445]。
- 15日
  -  スロバキア首相のロベルト・フィツォはハンドロヴァー（英語版）で銃撃を受けた[446]。31日に退院し自宅療養を開始したと発表[447]。
  -  シンガポールのリー・シェンロン首相が退任し、ローレンス・ウォン副首相兼財務相が首相に就任[448]。前首相であるリー・シェンロンは上級相として内閣に留まる[449]。
  -  ロシアのウラジーミル・プーチン大統領が「外国の代理人」に指定された個人に対し国や地方自治体の選挙への立候補を禁止する法案に署名し、成立[450]。
- 16日
  -  次期韓国国会の最大党の共に民主党は禹元植を次期国会議長候補に選出した[451]。
  -  ベトナム共産党が中央委員会総会を開き、党序列5位のチュオン・ティ・マイ（英語版）書記局常務兼中央組織委員長の辞任を決定[452]。
- 17日
  - 4月の衆議院東京15区補欠選挙を巡り、他候補の街頭演説を妨害したとして、警視庁は公職選挙法違反（自由妨害）の疑いで、政治団体つばさの党代表の黒川敦彦、補選で落選した党幹事長の根本良輔、党組織運動本部長の杉田勇人を逮捕[453]。
  - 2023年10月の所沢市長選挙の告示日前に有権者に投票を呼びかけたとして、埼玉県警察が公職選挙法違反（事前運動）の疑いで小野塚勝俊市長を書類送検[454]。7月11日、さいたま地検は小野塚を不起訴処分とした[455]。
  -  大韓民国の国家遺産基本法が施行し、文化財庁は「国家遺産庁」に再編発足[456]。
- 18日
  -  ベトナム共産党は国家主席にトー・ラム警察相、国会議長にチャン・タイン・マン副議長を指名。20日開会の国会で承認手続き後、マンは同日、ラムは22日に正式に就任[457][458][459]。
  -  中国共産党中央紀律検査委員会と国家監察委員会は、農業農村部長の唐仁健を重大な規律違反と違法行為の疑いで調査中だと発表[460]。
  -  パレスチナ自治区ガザでの戦闘をめぐり、イスラエル戦時内閣メンバーのベニー・ガンツ前国防相はベンヤミン・ネタニヤフ首相に戦後ガザの統治方針を6月8日までに示すよう求め、合意できなければ政権を離脱すると表明[461]。
  -  ジョージアのサロメ・ズラビシュヴィリ大統領は、議会が可決した外国から資金提供を受ける団体を「外国の代理人」と見なす法案に拒否権を発動[462]。28日、議会は大統領の拒否権を与党の賛成多数で覆した[463]。6月3日、議会のシャルバ・パプアシビリ（英語版）議長が法案に署名し、成立[464]。
- 19日
  - 神奈川県小田原市長選挙を執行。元職の加藤憲一が現職の守屋輝彦らを破り、返り咲き[465]。
  -  イランのエブラーヒーム・ライースィー大統領やホセイン・アミールアブドッラーヒヤーン外相の搭乗したヘリコプターが北西部の東アーザルバーイジャーン州に墜落（東アーザルバーイジャーン州ヘリコプター墜落事故）[466]。翌20日、両者の死亡を確認[467]。22日、首都テヘランで大規模な葬儀を挙行[468]。
  -  コンゴ民主共和国軍によると、野党・統一コンゴ党（英語版）党首のクリスチャン・マランガ（英語版）によるクーデターは失敗し、マランガ本人は殺された[469]。
  -  ドミニカ共和国議会選挙・大統領選挙（英語版）を執行。大統領選挙は現職のルイス・アビナデルが再選[470]。
  -  マドリードで開催された右翼の集会でアルゼンチンのハビエル・ミレイ大統領がスペインのペドロ・サンチェス首相の妻を「汚職」と口撃したことに対し、スペインは在アルゼンチン大使を召還[471]。
- 20日
  -  1月の中華民国総統選挙に於いて当選した頼清徳が正式に第8代総統に就任[472]。同日、卓栄泰前行政院秘書長が行政院長（首相）に就任[473]。
  -  前日のヘリコプター墜落事故にて大統領と外相が死亡したことを受け、最高指導者のハメネイ師がモハンマド・モフベル第一副大統領を大統領代行に任命。外相代行にはアリー・バーゲリー・キャニー（ペルシア語版）外務副大臣が就任[474]。
  -  フィリピン元老院議長のフアン・ミゲル・スビリが辞任し、フランシス・エスクデーロ（英語版）が就任[475]。
  -  国際刑事裁判所（ICC）のカリム・カーン（英語版）主任検察官がパレスチナ・イスラエル戦争における状況を踏まえ、イスラエルのネタニヤフ首相とガラント国防相、ハマース幹部のハニーヤ政治局長、軍事部門トップのデイフ、ガザ地区指導者シンワルに逮捕状を請求することが明らかにされた[476]。
  -  ロシアのウラジーミル・プーチン大統領はユーリー・サドベンコ（ロシア語版）国防次官を解任し[477]、後任に会計院監査役のオレク・サベリエフ（ロシア語版）を指名[478]。
- 21日
  -  トーゴで4月に執行された総選挙の結果が13日に発表されたことを受け、ヴィクトワール・トメガ・ドグベ首相が慣例に従い辞表を提出[479]。
  -  イラン専門家会議が保守強硬派のモハンマドアリー・モヴァッヘディー・ケルマーニー（英語版）師を議長に選出[480]。
- 22日
  - 立憲民主党は地元の会合で有権者に日本酒を配った梅谷守衆議院議員を3カ月の党役職停止処分とする処分を決定[481]。29日にはさらに党員資格停止1カ月の処分も決定[482]。
  -  イギリスのリシ・スナク首相が近く下院議会を解散し、総選挙を7月4日に実施する意向を表明[483]。30日、下院議会を解散[484]。
  -  オランダ第二院議会（下院議会）は国家諮問評議会メンバーのリシャルト・ファン・ズヴォル（英語版）を組閣担当者(formateur)に任命[485]。
- 23日
  -  アメリカ合衆国のジョー・バイデン大統領は国賓として訪米したケニアのウィリアム・ルト大統領と会談し、同国をNATO非加盟の主要同盟国に指定する方針を表明[486]。
  -  国連総会が7月11日をスレブレニツァ虐殺の記念日に指定する決議案を採択。84カ国が賛成。反対はセルビアなど19カ国で、棄権は68カ国[487]。
- 24日 -  国際司法裁判所はイスラム組織ハマースとの戦闘を続けるイスラエルに対し、ガザ最南部ラファフへの侵攻を即時停止するよう求める暫定措置命令を出した[488]。
- 25日 -  ブルキナファソ暫定軍事政権は新憲章を採択。7月の民政移行を治安上の問題を理由に撤回し、統治期間を最大60カ月間（～2029年7月）延長[489]。
- 26日
  - 静岡県知事選挙で立憲民主党・国民民主党・連合静岡が推薦する元浜松市長の鈴木康友が72万8500票を獲得し、当選[490][491]。
  -  リトアニア大統領選挙（英語版）決選投票を執行。現職のギタナス・ナウセダが約75%を得票して再選[492]。
  -  マデイラ自治議会総選挙（英語版）を執行。47議席中、社会民主党が19議席を獲得し引き続き第1党。社会党は11、地域政党の人々のために共に（英語版）は9議席[493]。
- 27日 -  アルゼンチンのハビエル・ミレイ大統領はニコラス・ポッセ（英語版）内閣首席大臣（首相）の辞任を了承し、後任にギジェルモ・フランコス（英語版）内務大臣を任命[494]。
- 28日
  -  スペイン、ノルウェーとアイルランドはパレスチナ国を国家として承認[495]。
  -  ハイチの暫定大統領評議会は全会一致でギャリー・コニーユ元首相を新首相に指名[496]。
- 29日
  - 自民党の長谷川岳参議院議員は、自治体職員らへの威圧的言動が問題視されたことを受け、参議院地方創生及びデジタル社会の形成等に関する特別委員長を辞任することを表明[497]。
  -  タイ王国検察当局はタクシン・シナワット元首相が2015年に応じた朝鮮日報のインタビューの中で王室を侮辱する発言があったとして起訴する方針を表明。タクシンは容疑を否認したが新型コロナウイルス感染症罹患を理由に出廷せず、起訴手続きは6月18日に延期[498]。
  -  南アフリカ総選挙を執行。アパルトヘイト政策の撤廃以降、政権を担ってきたアフリカ民族会議(ANC)は400議席中159議席にとどまり、第1党を維持するも過半数には届かず。民主同盟(DA)は87、民族の槍（英語版）(MK)は58議席を獲得[499]。
  -  マダガスカル総選挙（英語版）を執行[500]。163議席中、与党・決意したマダガスカルの青年（英語版）は80議席にとどまり過半数割れ。無所属が52議席[501]。
  -  バヌアツ憲法改正国民投票（英語版）を執行[502]。2件とも賛成多数となり改正を可決[503]。
  -  ブラジルは在イスラエル大使を召還[504]。
- 30日
  -  スペイン国会は数百名のカタルーニャ分離主義者に恩赦を与える法案を177対172で可決[505]。
  -  ドナルド・トランプ前大統領による不倫口止め料記録改ざん事件の公判で、ニューヨーク州連邦地裁の陪審はトランプ前大統領に34件全ての罪状で有罪評決を言い渡した[506]。

### 6月
- 1日
  - 日本維新の会は4月の衆議院東京15区補欠選挙中に党の批判をしたとして、足立康史衆議院議員を党員資格停止6カ月とする処分を決めた[507]。
  -  アイスランド大統領選挙（英語版）を執行[508]。2日に投票結果が公表され、実業家のハッラ・トーマスドッティルが初当選を果たし、同国史上2人目となる女性大統領に就任することが確実となった[509]。
  -  インド総選挙の最終回投票が終了[510]。4日より開票され、与党連合で過半数を確保したが議席数を大幅に減らし、インド人民党（BJP）単独では過半数に届かない見通し[511]。
- 2日
  - 東京都港区長選挙を執行。元港区議会議員の清家愛が現職の武井雅昭ら2人を破り初当選[512]。
  -  メキシコ議会選挙・大統領選挙（英語版）を執行。大統領選挙は、ロペス・オブラドール大統領の後継者である前メキシコ市長のクラウディア・シェインバウムが6割前後を得票し当選確実、3割未満にとどまった元ミゲル・イダルゴ区長のソチル・ガルベス（英語版）が敗北宣言[513]。議会選挙は与党・国民再生運動（MORENA）が下院で3分の2以上、上院で過半数を確保し圧勝[514]。
  -  クウェートのミシュアル首長はサバーハ（英語版）元首相を皇太子に指名[515]。
- 3日
  - 選挙人名簿を不正にコピーし自身の選挙に利用したなどとして、神奈川県真鶴町が刑事告発していた松本一彦前町長と元町選挙管理委員会書記について、横浜地検は建造物侵入と窃盗の罪で在宅起訴[516]。
  -  パキスタン高等裁判所は国家機密漏洩容疑で1月に有罪判決が下ったイムラン・カーン元首相に対して一審判決を破棄し無罪判決。別件で有罪判決を受けているため収監は継続[517]。
  -  エジプトのモスタファ・マドブーリー首相が内閣総辞職を表明。アブドルファッターフ・アッ＝シーシー大統領はマドブーリーを首相に再任し、再組閣を要請[518]。
  - 太平洋諸島フォーラム（PIF）事務局長に元ナウル大統領のバロン・ワカ就任[519]。
- 5日
  -  大韓民国の第22代総選挙で選出された国会議員192名により共に民主党の禹元植が国会議長に、李学永（朝鮮語版）が野党側の国会副議長に選出された。与党の国民の力議員108名は投票をボイコットした[520]。
  -  ウェールズ議会がヴォーン・ゲシング（英語版）首相の不信任決議を賛成29、反対27票で可決。決議に拘束力はない[521]。
- 6日
  -  欧州議会議員選挙がオランダを皮切りに投票開始、9日まで[522]。親欧州派の会派で過半数を維持するも極右勢力が躍進[523]。
  -  北マケドニアのゴルダナ・シルヤノフスカ＝ダフコバ大統領がVMRO-DPMNE党首のフリスティヤン・ミツコスキに新政権樹立を委任[524]。
  -  国際連合総会は次期議長にカメルーンのフィレモン・ヤン（英語版）前首相を選出[525]。
- 7日 -  デンマークのメッテ・フレデリクセン首相は首都コペンハーゲンで男に襲われる[526]。
- 9日
  - 栃木県鹿沼市長選挙を執行。元県議の松井正一が初当選[527]。
  -  イランの監督者評議会（護憲評議会）は下旬の大統領選挙への立候補が認められた候補者を発表。保守強硬派のモハンマド・バーゲル・ガーリーバーフ国会議長ら6人が通過、穏健派実力者のアリー・ラーリージャーニー前国会議長は前回に引き続き立候補を認められず[528]。
  -  イスラエルのベニー・ガンツ前国防相が戦時内閣からの離脱を表明、早期の議会解散を要求[529]。16日、ベンヤミン・ネタニヤフ首相が戦時内閣を解散[530]。
  -  欧州議会議員選挙のフランス割当枠で与党連合が国民連合に惨敗したことを受け、エマニュエル・マクロン大統領が国民議会の解散と総選挙を表明[531][532]。10日、社会党＆公共広場（英語版）、ヨーロッパ・エコロジー＝緑の党、不服従のフランス、フランス共産党の4党が極右政党に対抗するためとして、総選挙で左派連合を結成すると発表[533]。11日、共和党のエリック・シオッティ（英語版）総裁が国民連合と選挙連合を組むと表明[534]。12日、共和党はシオッティ総裁を除名処分とした[535]。
  -  ベルギー総選挙（英語版）を執行。与党・フラームス自由民主が同日の地方選挙、欧州議会選挙も含めて大敗し、地域主義政党新フラームス同盟が勝利宣言[536]。選挙結果を受け、アレクサンダー・デ・クロー首相が翌日に辞任すると表明[537]。
  -  ブルガリア総選挙（英語版）を執行。中道右派のヨーロッパ発展のためのブルガリア市民が優勢[538]。
  -  サンマリノ総選挙（英語版）を執行[539]。
  -  南オセチア総選挙（英語版）を執行。ジョージアは非難[540]。
- 10日
  -  モナコのアルベール2世大公が、国務大臣（首相格）に元フランス農業・食料大臣のディディエ・ギヨームを任命、9月2日に就任予定[541]。
  -  マラウイ副大統領のサウロス・チリマ（英語版）を乗せた飛行機はチカンガワ森林保護区（英語版）一帯で消息不明[542]。11日、ラツルス・チャクウェラ大統領は、チリマ副大統領を含む搭乗者10人全員が死亡したと発表[543]。
- 11日 - 岐阜県池田町が発注した空調機設置工事の指名競争入札で、入札参加業者に指名業者を漏らしたとして、岐阜県警察は官製談合防止法違反と公契約関係競売入札妨害の疑いで、前町長の岡崎和夫を逮捕[544]。7月1日、収賄容疑で岡崎を再逮捕[545]。
- 12日
  - 全国市長会が新会長に広島市長の松井一實を無投票で選出[546]。
  - 立憲民主党の蓮舫参議院議員は、東京都知事選挙への立候補に向け同党に離党届を提出[547]。同党は18日付で離党届を受理[548]。
  -  アルメニアのニコル・パシニャン首相が議会にて集団安全保障条約(CSTO)からの脱退を表明[549]。
  -  コンゴ民主共和国議会がジュディス・スミンワを首班とする内閣を賛成397、棄権8票で承認し政権が発足[550]。
  -  米連邦下院は機密文書の持ち出しを巡り、ジョー・バイデン大統領が検察官の聴取を受けた際の録音の提出を拒んだとして、メリック・ガーランド司法長官を議会侮辱容疑で刑事訴追するよう勧告する決議案を賛成216、反対207の賛成多数で可決[551]。14日、司法省はガーランド長官を訴追しない方針をマイク・ジョンソン下院議長に通知[552]。
  -  大韓民国検察は、企業が北朝鮮へ巨額資金を不正に渡した事件に絡み、最大野党共に民主党の李在明代表を第三者供賄罪などで在宅起訴[553]。
- 13日
  - 兵庫県の斎藤元彦知事がパワハラなどの疑惑を内部告発された問題で、兵庫県議会は地方自治法100条に基づく調査特別委員会（百条委員会）の設置議案を賛成多数で可決[554]。
  -  第50回先進国首脳会議がイタリアのプッリャ州ファザーノで開幕[555]。
- 14日
  - 2023年4月の江東区長選挙を巡り、東京地裁は公職選挙法違反（買収、有料ネット広告）の罪で前区長の木村弥生に懲役1年6カ月、執行猶予5年を言い渡した[556]。
  -  南アフリカ共和国下院議会が大統領選出選挙を行い、283票を獲得した現職のシリル・ラマポーザを大統領に再選。経済的解放の闘士党首のジュリアス・マレマは44票[557]。
- 15日 -  元首相で声・社会民主主義所属のペテル・ペレグリニがスロバキア共和国大統領に就任[558]。
- 16日
  - 沖縄県議会議員選挙を執行。玉城デニー知事を支える共産、立憲民主両党など県政与党は改選前から4議席減らす20議席となり大敗。自民、公明両党などの県政野党が4議席増の28議席で過半数を獲得[559]。
  -  ソロモン諸島国民議会は新総督にデビッド・ティヴァ・カプ（英語版）を選出[560]。
  -  中国共産党中央紀律検査委員会と国家監察委員会は、元共産党チベット自治区委員会書記の呉英傑が重大な規律・法律違反の疑いで調査を受けていると発表[561]。
- 17日 -  ロシアのウラジーミル・プーチン大統領は国防次官4人を解任し、いとこの娘のアンナ・ツィビリョワ（英語版）らを後任に任命[562]。
- 18日
  -  タイ王国検察当局はタクシン・シナワット元首相を不敬罪で起訴したと発表[563]。
  -  タイ王国元老院は同性婚の合法化法案を通過。120日後に発効[564]。
- 19日
  - 自民党派閥の裏金事件を受けた改正政治資金規正法が参院本会議で自民、公明両党などの賛成多数で可決、成立。政治資金収支報告書の不記載などで議員に連帯責任を問う仕組みや政治資金パーティー券購入者の公開基準額の5万円超への引き下げなどが盛り込まれた[565]。
  -  ロシアのウラジーミル・プーチン大統領と北朝鮮の金正恩朝鮮労働党総書記が平壌で会談し、有事の際の相互支援などが盛り込まれた「ロ朝戦略的パートナーシップ条約」に署名[566]。
  -  ベトナム共産党政治局は、ディン・ティエン・ズン（ベトナム語版）ハノイ市党委員会書記の辞任を承認[567]。21日には党中央委員会総会を開き、政治局員の辞任も承認[568]。
- 20日
  - 衆議院本会議で、立憲民主党が提出した岸田内閣に対する不信任決議案を自民、公明両党などの反対多数で否決[569]。
  - 蓮舫参議院議員が東京都知事選挙への立候補に伴い自動失職[570]。最長で2025年の第27回参議院議員通常選挙まで欠員。
- 21日 -  中国共産党中央紀律検査委員会と国家監察委員会は、張建春（中国語版）党中央宣伝部副部長が重大な規律・法律違反の疑いで調査を受けていると発表[571]。
- 23日 - 第213回国会会期末[572]。
- 25日
  - 自民党の堀井学衆議院議員（北海道第9区選出）は、札幌市内で記者会見を開き次期衆議院選挙に出馬しないことを表明。派閥の裏金問題で4月に党の役職停止1年の処分を受けており、「政治家としてこの問題にけじめをつけたい」と述べた[573]。
  -  国際刑事裁判所は、ロシアのウクライナ侵攻を巡る戦争犯罪などの疑いで、同国のワレリー・ゲラシモフ軍参謀総長とセルゲイ・ショイグ前国防相の逮捕状を出したと発表[574]。
- 26日
  - 宮崎県児湯郡川南町の東高士町長は、食道癌の療養に専念するため、7月16日付の辞表を町議会議長宛に提出[575]。
  -  北大西洋条約機構は次期事務総長にオランダのマルク・ルッテ首相を選出。任期は10月1日から[576]。
  -  ボリビアでクーデター未遂（英語版）。軍の一部が蜂起し大統領官邸に突入したが数時間後に撤退し、首謀者が逮捕されクーデターは失敗[577]。
  -  アメリカ合衆国へのコカイン密輸で麻薬組織と共謀した罪などに問われたホンジュラス前大統領のフアン・オルランド・エルナンデスに対し、ニューヨーク連邦地裁は禁錮45年と罰金800万ドルの判決を言い渡した[578]。
- 27日
  -  中国共産党政治局は、重大な規律違反があったとして李尚福前国防部長と魏鳳和元国防部長の党籍剥奪を決定[579]。
  -  欧州連合（EU）は首脳会議を開催し、ウルズラ・フォン・デア・ライエン欧州委員会委員長の2期目続投と、欧州理事会議長（大統領）にポルトガルのアントニオ・コスタ前首相、外務・安全保障政策上級代表（外相級）にエストニアのカヤ・カッラス首相を指名することで合意[580]。
  -  ベラルーシのアレクサンドル・ルカシェンコ大統領は、セルゲイ・アレイニク（英語版）外相を解任し、後任にマキシム・ルイジェンコフ（ロシア語版）大統領府第1副長官を任命[581]。
  -  モルディブ警察当局は、環境・気候変動・エネルギー副大臣ファティマス・シャムナズ・アリ・サリーム（英語版）他2名をモハメド・ムイズ大統領に対する黒魔術行使の容疑で逮捕したと発表[582]。
  -  大韓民国与党・国民の力側の国会副議長に朱豪英が選出された[583]。
- 28日
  - 大阪府枚方市議会は、6月議会に提出していた教育長人事案を理由も示さず取り下げるなどの対応で市政に混乱を招いたとして、大阪維新の会以外の主要4会派が提出した伏見隆市長に対する問責決議案を賛成多数で可決[584]。市政与党の維新は採決前に退席。伏見は議会閉会後、「（維新が）退席とは議場で初めて知った。反対してほしかった」 と述べた[585]。
  - 今年4月に行われた衆議院東京15区の補欠選挙で、政治団体「つばさの党」の代表らが別の陣営の選挙カーを追い回して選挙運動を妨害したとして逮捕された事件で、警視庁はほかにも3件の妨害行為を繰り返していたとして代表ら3人を再逮捕。代表らが逮捕されるのは3回目[586]。
  - 政府は閣議で、6月末を以て退任する甲斐行夫検事総長の後任に、東京高検検事長の畝本直美氏を充てることを決定。検察トップの検事総長に女性が就くのは初[587]。
  -  イラン大統領選挙を執行。2450万票のうち改革派のマスウード・ペゼシュキヤーンが1041万票、保守派のサイード・ジャリーリーが947万票を獲得し、7月5日の決選投票に進出[588]。
  -  モンゴル総選挙を執行。与党モンゴル人民党を率いるロブサンナムスライ・オユーンエルデネ首相は68～70議席を獲得したとして勝利宣言[589]。
- 29日 -  モーリタニア大統領選挙（英語版）を執行。現職のモハメド・ウルド・ガズワニが過半数を得票し再選[590]。
- 30日
  -  フランス議会総選挙の第1回投票を執行。右派の国民連合が得票率で首位、左派連合の新人民戦線が2位、マクロン大統領の中道連合は3位[591]。7月7日の決選投票を待たずして確定した議席数は、国民連合が37、新人民戦線が32議席[592]。
  -  南アフリカ共和国の与党アフリカ民族会議（ANC）を率いるシリル・ラマポーザ大統領は、白人主体の民主同盟（DA）など野党10党との連立政権の閣僚32人を発表。DAはジョン・スティーンハイゼン（英語版）党首が農相で入閣するなど計6ポストを確保したが、外相に当たる国際関係・協力相や財務相にはANC出身者が指名された[593]。

### 7月
- 1日
  -  サム・モスティンがオーストラリア総督に就任[594]。
  -  ブルガリアのルメン・ラデフ大統領がローセン・ジェリャスコフ（英語版）元国民議会議長に組閣を要請し、所属政党のGERBは直ちに組閣名簿を提出[595]。3日、議会はジェリャスコフの首相就任を賛成98、反対138、棄権2票で否決[596]。
  -  ホセ・ラウル・ムリーノがパナマ共和国大統領に就任[597][598]。
- 2日 -  ディック・スホーフがオランダの首相に就任[599]。
- 3日 -  ネパールのK.P.シャルマ・オリ元首相率いる統一共産党がプラチャンダ政権から閣僚8人を引き上げ、連立政権が事実上崩壊[600]。12日、連邦議会はプラチャンダに対する信任決議案を賛成63、反対194票（可決には138票が必要）で否決し不信任[601][602]。14日、ラム・チャンドラ・パウデル大統領は新首相にシャルマ・オリ元首相を任命し[603]。15日に就任宣誓[604]。
- 4日
  - 福岡県中間市議会は、学校給食の無償化に応じないことなどを理由に、福田健次市長に対する辞職勧告決議案を賛成8、反対7の賛成多数で可決[605]。
  -  中国とロシアが主導する枠組みの上海協力機構が、第24回首脳会議をカザフスタンのアスタナで開催し、ロシアの同盟国ベラルーシの正式加盟を承認[606]。
  -  イギリス総選挙を執行。650議席中、野党・労働党が倍増となる412議席を獲得して圧勝し、与党・保守党は解散前の約3分の1程度の121議席にとどまる歴史的惨敗。自由民主党は71、リフォームUKは初の議席獲得（5議席）[607]。リシ・スナク首相が辞任を表明し、翌5日に国王チャールズ3世が労働党のキア・スターマー党首を新首相に任命[608]。
- 5日
  -  6月28日のイラン大統領選挙第1回投票で1位・2位となったマスウード・ペゼシュキヤーンとサイード・ジャリーリーの両者によって決選投票が執行され、ペゼシュキヤーンが約1,638万票を獲得して当選を果たした[609]。
  -  南スーダンの選挙管理委員会は、独立後初となる議会選挙・大統領選挙（英語版）を12月22日に実施すると発表（9月13日に2年間延期）[610]。
- 6日
  -  ニアメでのサミットにより、ニジェール、マリ、ブルキナファソの軍事政権からなる「サヘル国家連合（フランス語版）」が成立[611]。
  -  中華民国の桃園地方検察署は、前行政院副院長で対中国交渉窓口機関・海峡交流基金会理事長の鄭文燦を収賄などの容疑で逮捕したと発表。同日、裁判所は保釈を認める決定を行った[612]。鄭は7日に理事長を辞任[613]。検察が不服を申し出たのを受け高等法院は保釈の理由が不十分だとして地裁の決定を破棄。11日、地方法院は鄭の勾留と接見停止を決定[614]。
- 7日
  - 東京都知事選挙を執行。現職の小池百合子が3選[615]。
  - 鹿児島県知事選挙を執行。現職の塩田康一が再選[616]。
  - 広島県安芸高田市長選挙を執行。無所属で新人の藤本悦志が初当選[617]。
  - 東京都議会議員補欠選挙（江東区、品川区、中野区、北区、板橋区、足立区、八王子市、府中市、南多摩）を執行。
    - 9選挙区のうち、8選挙区に候補者を擁立した自民党は2勝6敗に終わり、目標としていた4議席以上の獲得には及ばず敗北。一方、小池百合子都知事が特別顧問を務める地域政党「都民ファーストの会」は候補者を擁立した4選挙区のうち、3議席を獲得し、勢力を拡大。立憲民主党も1議席を確保。その他、諸派1人、無所属2人が当選[618][619]。日本共産党、日本維新の会は議席の獲得ならず[620][621]。

  -  フランス議会総選挙（第2回投票）を執行。最終的に左派連合の新人民戦線が577議席中182議席を獲得し議会最大勢力に。大統領与党連合のアンサンブル（英語版）は168、右派の国民連合は143、共和党は45議席を獲得[622]。選挙の結果を受けてガブリエル・アタル首相は8日に辞意を表明したが、エマニュエル・マクロン大統領は首相を当面続投するよう要請[623]。16日にアタル内閣が総辞職、後継が決まるまで暫定的に首相にとどまる[624]。
- 8日 -  保守党のスナク党首は暫定の影の内閣を発表。下院院内総務は落選したペニー・モーダントにかわりクリス・フィリップ（英語版）が就任[625]。
- 9日 -  カメルーン下院議会は議員の任期を1年間延長し、2026年3月30日までとする法案を可決。表向きは4つの選挙が集中する2025年の日程を軽くするための措置と説明されているが、野党はポール・ビヤ大統領が終身大統領であり続けるための策略であると批判[626][627]。
- 10日 -  ベルギーの国王フィリップはアントウェルペン市長のバルト・デウェーフェルを組閣担当者(formateur)に任命[628]。
- 11日 -  ケニアのウィリアム・ルト大統領が大規模な反政府運動を受けて、リガティ・ガチャグア（英語版）副大統領、ムサリア・ムダバディ（英語版）内閣筆頭長官（首相格）兼外相を除く全閣僚を解任[629]。12日、ルト大統領は空席となった全てのポストにムダバディを代理で就任させ、17日に官報で公表[630]。ルト大統領は19日より個別の閣僚ポストの候補者を随時発表し、一人内閣状態が解消へ[631]。
- 12日
  - 兵庫県の斎藤元彦知事のパワハラ疑惑などを告発する文書を作成した元県西播磨県民局長の男性が死亡した問題を受け、片山安孝副知事が7月末で副知事を辞職する意向を表明[632]。
  - 次期衆院選への立候補を予定している秋田県大館市の福原淳嗣市長は8月31日付で退職すると市議会議長に届け出た[633]。
  -  マダガスカルのアンドリー・ラジョエリナ大統領が辞任を表明していたクリスチャン・ンツァイ首相を再任[634]。
- 13日 -  アメリカ合衆国のドナルド・トランプ前大統領がペンシルベニア州での演説中に銃撃された[635]。同日、トランプはSNSで右耳の上部を銃弾が貫通する負傷を負ったことを明らかにした。命に別条はないという。容疑者はシークレットサービスにより殺害されたほか、集会の参加者1人が死亡[636]。
- 14日 -  アラブ首長国連邦で内閣改造が行われ、ムハンマド副大統領（ドバイ首長）が国防大臣の兼任を解かれ息子のハムダーン（英語版）が就任。53年ぶりの交代[637]。
- 15日
  -  エストニアのカヤ・カッラス首相がEU外相への就任準備のため、アラル・カリス大統領に辞表提出[638]。16日、カリス大統領は気候大臣で元経済インフラ大臣のクリステン・ミッハルに組閣を要請[639]。23日、ミッハルはエストニア首相に就任し、新しい内閣が成立[640]。
  -  アメリカ合衆国のドナルド・トランプ前大統領が2024年アメリカ合衆国大統領選挙での副大統領候補にJ・D・ヴァンスを指名したと発表[641]。同日、共和党全国大会にてトランプを共和党候補に正式指名[642]。
  -  ルワンダ代議院選挙・大統領選挙（英語版）を執行。大統領選挙は現職のポール・カガメが得票率99.18％で4選[643]。
  -  シリア総選挙（英語版）を執行。バアス党を中心としたバッシャール・アル＝アサド大統領の政党連合・国民進歩戦線（英語版）が250議席中185議席を獲得し勝利[644]。
- 16日
  -  収賄などの罪に問われた民主党のロバート・メネンデス上院議員に対し、ニューヨーク州連邦地裁の陪審員は、16の罪状全てで有罪の評決を言い渡した[645]。
  -  ウェールズ労働党（英語版）党首でウェールズ自治政府のヴォーン・ゲシング（英語版）首相が辞任を表明[646][647]。24日、新党首にエルネド・モーガン（英語版）が就任、8月6日に議会より首相に指名[648][649]。
- 18日
  - 選挙区内の有権者に秘書を通じて香典を配った疑いがあるとして、東京地検特捜部が堀井学衆議院議員の議員会館の事務所などを公職選挙法違反容疑で家宅捜索。同日、堀井は自由民主党を離党[650]。
  -  ベトナム共産党は最高指導者のグエン・フー・チョン書記長が病気治療に専念し、代わりに序列第2位のトー・ラム国家主席が党中枢を統括することを決定[651]。19日、チョンが死去[652]。25日から2日間、ハノイ市内の国立葬儀場でチョンの国葬（ベトナム語版）が執り行われた[653]。
  -  欧州議会は欧州委員会委員長に現職のウルズラ・フォン・デア・ライエンを賛成401、反対284票で再選[654]。
- 19日
  - 新潟県上越市議会が「工場勤務は高卒レベル」と発言した中川幹太市長の辞職勧告決議案を賛成多数で可決[655]。
  -  2024年アメリカ大統領選挙に向けた共和党の全国党大会は最終日を迎え、正式に党の大統領候補に指名されたドナルド・トランプが指名受諾演説[656]。
  -  2018年からバングラデシュで公務員採用特別枠の破棄を巡って、行われていた学生団体の抗議活動が暴動へ発展したことに伴い、バングラデシュ政府が全土の夜間外出禁止令を発出。21日、外務省はバングラデシュへの渡航をレベル2（不要不急の渡航自粛）に引き上げた[657][658]。
- 21日 -  ジョー・バイデン米国大統領が2024年大統領選挙から撤退し、2025年1月20日の任期満了まで大統領職の責務を果たすと表明[659]。同時に副大統領のカマラ・ハリスを後継として支持すると表明し[660]、22日にハリスが民主党の候補指名獲得に必要な代議員数を確保[661]。
- 22日
  -  ブルガリアのルメン・ラデフ大統領は政党連合・我々は変化を継続する-民主ブルガリア（英語版）(PP-DB)に組閣を委任し、同党はこれを即日返上[662]。
  -  ミャンマーのミンスエ大統領代行は自身の健康悪化に伴い、ミン・アウン・フライン国家行政評議会議長に大統領代行の職務を委譲[663][664]。
- 23日 -  大韓民国与党の国民の力は高陽市で党大会を開き、党代表に前非常対策委員長の韓東勲を選出[665]。
- 28日
  -  マスウード・ペゼシュキヤーンが第9代イラン・イスラム共和国大統領に就任[666]。
  -  ベネズエラ大統領選挙（英語版）を執行。選挙管理委員会は開票率80％時点で現職のニコラス・マドゥロが得票率51.2％、野党統一候補のエドムンド・ゴンサレス（英語版）が44.02％でマドゥロが当選したと発表。野党は票集計に大規模不正があったと指摘し争う方針[667]。
- 30日 - 国から公設秘書の給与をだまし取っていた疑いがあるとして、東京地検特捜部が広瀬めぐみ参議院議員の自宅や国会議員事務所などを詐欺容疑で家宅捜索。同日、広瀬は自由民主党を離党[668]。
- 31日 -  パレスチナのイスラム組織ハマースは、最高指導者のイスマーイール・ハニーヤがイランのテヘランで暗殺されたと発表。また、敵対するイスラエルに暗殺されたと主張[669]。8月6日、ガザ地区指導者のヤヒヤ・シンワルを後任の最高指導者に選出したと発表[670]。

### 8月
- 1日
  -  ハッラ・トーマスドッティルが第7代アイスランド大統領に就任[671]。
  -  トーゴのフォール・ニャシンベ大統領がヴィクトワール・トメガ・ドグベ首相を再任[672]。
- 2日 -  1日に2期目の任期が開始したモーリタニアのモハメド・ウルド・ガズワニ大統領は、新首相にモクタル・ウルド・ジャイ元経済・財務大臣を任命[673]。
- 3日 -  先月19日に死去したグエン・フー・チョンの後任として、第12代国家主席のトー・ラムが第8代ベトナム共産党中央執行委員会書記長（ベトナム最高指導者の役職）に選出された。ラムの任期は2026年1月に行われる第14回党大会（ベトナム語版）までである[674]。
- 5日
  -  7月30日にレバノンの首都ベイルート郊外で行われた、イスラム教シーア派組織であるヒズボラとイスラエル軍の戦闘悪化に伴い、日本国外務省はレバノンへの渡航を全土に対しレベル4（退避勧告）に引き上げた[675][676]。
  -  バングラデシュのシェイク・ハシナ首相は、反政府デモの激化を受けて辞任し、国外脱出。ハシナは国外脱出後、ヘリコプターでインドへ向かった。ワケル＝ウズ＝ザマン陸軍参謀長は国民向けの演説で、暫定政権樹立のためモハンマド・シャハブッディン大統領に面会すると発表[677]。同日にはデモ参加者数千人が首都ダッカにある首相公邸へ乱入した[678]。6日にシャハブッディン大統領が暫定政権樹立のために議会を解散し、前政権下で軟禁状態にあったカレダ・ジア元首相を解放[679]。同日、暫定政権首席顧問にノーベル平和賞受賞者のムハマド・ユヌスが指名[680]。
  -  ブルガリアのトシュコ・ヨルダノフ（ブルガリア語版）議員（こんな人々がいる（英語版）(ITN)所属）がルメン・ラデフ大統領より委任された組閣の権限を返上[681]。7日、ラーヤ・ナザリャン（英語版）国民議会議長が暫定首相への就任を拒否[682]。
- 6日
  -  イランとイスラエル軍の軍事的状況を懸念して、日本国外務省はイランへの渡航を全土に対しレベル3（渡航中止勧告）に引き上げ[683]、同じく、イスラエルへの渡航も全土に対しレベル3（渡航中止勧告）に引き上げた[684]。
  -  ウェールズ自治議会は首相指名選挙を行い、ウェールズ労働党（英語版）党首のエルネド・モーガン（英語版）が28票を獲得し選出。ウェールズ保守党（英語版）のアンドリュー・R・T・デイヴィス（英語版）が15、プライド・カムリのルン・アプ・イオルワース（英語版）が12票[649]。
- 7日
  - 兵庫県市長会は斎藤元彦知事への内部告発で混乱が続く県政について意見交換を行うため、臨時総会を開いた。県内29市のうち22市が参加し、川西市の越田謙治郎市長は斉藤元彦知事が辞任を拒否する現状に対し、危機的状況だと強調している[685]。
  -  タイ王国憲法裁判所は2023年の総選挙で王室に対する不敬罪の改正を公約に掲げたことは「国家転覆」に当たるとして、下院最大勢力の野党・前進党の解党を命じた。ピター・リムジャロェーンラット前党首ら幹部の政治活動も10年間禁止した[686]。
  -  チュニジアのカイス・サイード大統領はアハメド・ハシャニ首相を解任し、後任にカメル・マドゥリ（英語版）社会問題相を指名[687]。
- 8日
  - 岐阜県知事の古田肇が、2025年2月に執行予定の次期知事選挙に立候補しない意向を表明[688]。
  -  6日にバングラデシュ人民共和国暫定政府首席顧問に指名されたムハマド・ユヌスが就任宣誓を行い、暫定政権が正式に発足[689]。
- 9日 - 岸田文雄首相は南海トラフ地震臨時情報（巨大地震注意）が出たことを受け、この日から12日までの日程で予定していた中央アジア3カ国の歴訪を取りやめた[690]。
- 11日 - 広島県福山市長選挙を執行。現職の枝広直幹が3選[691]。
- 13日
  - 人事院は、今年度の国家公務員の一般職試験で女性の合格者の割合が43％と過去最多であったと同時に、技術職では1542人の定員に対し、合格者が1482人と初めて定員割れになったと発表している[692]。
  -  リビアのトブルクに拠点を置く国民代議院は、トリポリに拠点を置く大統領評議会の任務に終止符を打つことを決定し、アブドゥルハミード・ドベイバ（英語版）首相率いる国民合意政府を承認せず、新たな統一政府が選出されるまではオサーマ・ハンマード（英語版）政権を正当な政府をみなすことを再確認[693]。
- 14日
  - 岸田文雄内閣総理大臣が総理官邸で記者会見を行い、9月の自身の任期満了に伴う自由民主党総裁選挙に出馬しない意向を表明[694]。
  -  タイ王国の憲法裁判所は4月の内閣改造時に発生した政治倫理規定違反について、セター・タウィーシン首相の任命責任を認定して解職と内閣総辞職を命令、セターは同日失職。副首相兼商務大臣のプームタム・ウェーチャヤチャイが首相代行に就任[695][696]。
  -  キリバス総選挙（英語版）の第1回目投票を執行。親中派のタネスィ・マアマウ大統領がオノトア選挙区にて得票率83％で当選し、親中路線を事実上信任[697]。第2回目投票は19日に執行[698]。
- 15日
  - 広瀬めぐみ参議院議員（無所属・岩手県選挙区選出）が、尾辻秀久議長に対して自身の公設秘書の給与詐取容疑などを理由として議員辞職願を提出[699]。尾辻議長は同日、広瀬の辞職を許可[700]。
  -  タイ王国の連立政権与党はセターの失職を受けた新たな首相候補として、タイ貢献党党首を務めるペートンターン・シナワットを候補者とすることに合意[701]。翌16日、下院議会で首相指名選挙が行われて賛成多数の議決によりペートンターンが新首相に選出された[702]。18日に国王ラーマ10世が承認し、正式に新首相に就任[703]。
- 16日 -  赤道ギニアのテオドロ・オビアン・ンゲマ大統領が新首相に中央銀行トップのマヌエル・オサ・ヌスエ・ヌスア（英語版）を任命[704]。
- 18日 -  大韓民国の最大野党共に民主党は党大会を開き、李在明を代表に再選[705]。
- 19日
  - 奈良県御所市の東川裕市長が肺癌の治療に専念するため9月末で辞職する意向を表明[706]。
  -  シント・マールテン総選挙（英語版）を執行。15議席のうち、国家連合（英語版）、統一回復シント・マールテン運動（英語版）、シント・マールテン民主党（英語版）がいずれも3、統一人民党（英語版）が2議席を獲得[707]。
- 20日 -  ウクライナの最高ラーダはモスクワ系のウクライナ正教会の活動を禁止する法案を通過[708]。24日、ウォロディミル・ゼレンスキー大統領は同法律に署名[709]。
- 21日 -  マカオ行政長官の賀一誠は次期行政長官選挙（中国語版）への不出馬を表明[710]。28日、マカオ終審裁判所所長・裁判官の岑浩輝は辞職し、出馬を表明[711]。
- 22日 -  ベルギーのアントウェルペン市長を務めるバルト・デウェーフェルが組閣を断念し、組閣担当者(formateur)を辞任。国王フィリップはこれを了承[712]。
- 23日
  - 兵庫県議会は、斎藤元彦知事の一連のパワーハラスメント疑惑を議題とする百条委員会を開催。県の職員6人が出頭し証人尋問を行った。なお、職員のプライバシー保護の観点から、関係者以外立ち入り禁止の上、完全非公開で開催[713]。
  -  アメリカ大統領選挙に無所属で出馬していたロバート・ケネディ・ジュニアは、選挙戦から撤退し共和党候補のドナルド・トランプ前大統領を支持すると表明[714]。
- 25日
  - 膵臓の腫瘍で闘病中の富山県氷見市の林正之市長が入院治療に入ることを理由に、10月末を目処に退任する意向を表明[715]。
  - 大阪府箕面市長選挙を執行。前府議の原田亮が大阪維新の会公認で現職の上島一彦らを破り初当選[716]。
  - 岩見沢市長選挙。現職の松野哲が4選[717]。
- 26日
  - 立憲民主党所属の北海道小樽市議が酒に泥酔した状態で市民に暴言を吐くなどのトラブルを起こしていたことが判明[718][719]。当該市議は立憲民主党道連に離党届を提出[720]。
  -  ブルガリアのルメン・ラデフ大統領が10月27日に総選挙を実施すると表明。当面はディミタル・グラフチェフ（英語版）が首相代行を務める[721]。
- 28日 - 選挙区内で違法に香典を配布したとされる事件で自由民主党を離党した堀井学衆院議員が額賀福志郎議長宛てに議員辞職願を提出し、受理された[722]。29日、東京地検特捜部は選挙区内の有権者に違法に香典などを配った公職選挙法違反（寄付の禁止）と安倍派から還流を受けた収入を政治資金収支報告書に記載しなかった政治資金規正法違反（虚偽記入）の罪で堀井を略式起訴。同日、東京簡易裁判所は堀井に罰金100万円、公民権停止3年の略式命令を出した[723]。
- 30日
  - 同月15日に自民党を離党し議員辞職した広瀬めぐみ元参議院議員が、公設秘書として勤務実態のない人物を届け出て国から秘書給与など350万円余りをだまし取ったとして、東京地検特捜部は詐欺の罪で在宅起訴[724]。
  - 兵庫県議会は、斎藤元彦知事の一連のパワーハラスメント疑惑を議題とする百条委員会において、斎藤知事本人に対する一回目の証人尋問[725]。
  -  Xが扇動的な内容を削除せよというブラジルの裁判所の判決に従わないため、ブラジル連邦最高裁判所判事のアレシャンドレ・ジ・モラエス（英語版）は同国内でのXのサービスを停止すると命じた。翌31日より発効[726]。
  -  ウクライナのウォロディミル・ゼレンスキー大統領が空軍のミコラ・オレシチュク司令官を解任[727]。
- 31日
  -  中華民国の検察当局は、台北市長時代の汚職容疑で事情聴取していた台湾民衆党の柯文哲主席（29日に3カ月の休職を表明済）を逮捕[728]。9月2日、台北地方法院は検察による柯への勾留請求に対し「犯罪事実が明確ではない」として保証金なしでの釈放を決定[729]。検察は決定を不服として抗告。4日、台湾高等法院は地方法院の決定を取り消し、審理を地方法院に差し戻した[730]。5日、地方法院が柯の勾留を決定。柯は同日収監された[731]。
  -  ニウエ憲法改正国民投票（英語版）を執行。行政の長の役職名をPremierからPrime Minister（いずれも首相）に変更する案は賛成多数で可決、内閣の閣僚数を4人から6人に増やす案と、ニウエ議会の任期を3年から4年に増やす案は否決[732]。

### 9月
- 1日
  - 秋田県大館市長選挙を執行。元市議の石田健佑が初当選[733]。
  -  ドイツ東部2州で州議会選挙を執行。ドイツのための選択肢が躍進し、テューリンゲン州では32.8％の票を獲得し第1党に躍進した。一方、ショルツ首相率いる社会民主党や緑の党、自由民主党などは軒並み議席を減少させた[734][735]。
  -  アゼルバイジャン議会選挙（英語版）を執行。125議席中、与党・新アゼルバイジャン党が68議席を獲得。野党・ミュサヴァト党は正当性を認めず再選挙を要求、選挙監視を行った欧州安全保障協力機構(OSCE)は民主的な水準を満たしていないと批判[736]。
- 2日
  -  ベルギーの国王フィリップがアントウェルペン市長のバルト・デウェーフェルを再び組閣担当者(formateur)に任命[737]。
  -  モナコの国務大臣（首相格）にディディエ・ギヨームが就任[738]。
- 3日
  -  ウクライナのウォロディミル・ゼレンスキー大統領が政府の大規模刷新を表明し[739]、翌4日にかけてオリハ・ステファニシナ副首相やドミトロ・クレーバ外相ら複数の閣僚が辞任表明。近く内閣改造が行われる公算[740]。
  -  ボツワナのモクウィツィ・マシシ大統領が総選挙（英語版）を10月30日に実施すると発表[741]。
- 4日 -  タイ王国の国王ラーマ10世がペートンターン・シナワット新内閣の閣僚名簿を承認。反タクシン派の民主党も連立に加わり、前政権から一部閣僚を留任[742]。
- 5日 -  フランスのエマニュエル・マクロン大統領は、新首相にミシェル・バルニエ元外相を指名[743]。
- 6日
  - 飲食店に勤める女性に同意を得ずにキスをしたとして、警視庁は自由民主党の山口晋衆議院議員を不同意わいせつ容疑で書類送検[744]。10月8日、東京地検は山口を不起訴処分とした[745]。
  -  イタリアの ジェンナーロ・サンジュリアーノ（英語版）文化相が辞任。不倫相手の女性を公的行事に伴ったなどと問題視され、野党が辞任を求めていた。後任にはアレッサンドロ・ジュリ（英語版）が任命された[746]。
- 7日
  - 立憲民主党代表選挙が告示。現職の泉健太に加え、枝野幸男、野田佳彦、吉田晴美の4人が立候補[747]。
  -  アルジェリア大統領選挙（英語版）を執行。暫定速報では現職のアブデルマジド・テブンが得票率94.65％で再選[748]。その後、対立候補による不正行為の訴えを受け、憲法裁判所が14日にテブンの得票率を84.3％に訂正（テブン再選は変わらず）[749]。
  -  7月のベネズエラ大統領選挙（英語版）で野党連合の統一候補として出馬したエドムンド・ゴンサレス（英語版）がスペインに亡命するためベネズエラを出国[750]。
- 8日 - 宜野湾市長選挙を執行。元職の佐喜眞淳が玉城デニー知事の全面支援を受けた元市議ら2人を破って3回目の当選を果たした[751]。
- 10日
  - 公明党の山口那津男代表が党代表選挙に立候補せず、同月28日開催の公明党大会を以て代表職を退任する意向を表明[752]。
  - 自民党派閥の政治資金パーティー収入をめぐる事件で、政治資金規正法違反（虚偽記載）に問われた志帥会（二階派）の元会計責任者に対し、東京地裁は、禁錮2年、執行猶予5年の判決を言い渡した[753]。
  -  ヨルダン総選挙（英語版）を執行。2022年の選挙法改正以降初の選挙で、イスラム行動戦線が138議席中31議席を獲得し最大勢力に[754]。15日にビシェル・アル＝ハサーウネ首相が内閣総辞職を表明し、国王アブドゥッラー2世は国王首席補佐官のジャアファル・ハッサーンに組閣を要請[755]。18日にハッサーンを首班とする新内閣が国王の勅令によって承認され発足[756]。
- 12日
  - 自由民主党総裁選挙告示。1972年に「推薦人制度」が導入されて以降、最多となる9人が立候補[757]。立候補者は届け出順に、高市早苗、小林鷹之、林芳正、小泉進次郎、上川陽子、加藤勝信、河野太郎、石破茂、茂木敏充。
  - 兵庫県の斎藤元彦知事らが内部告発された問題で、自民党など県議会4会派と無所属議員4人が斎藤あてに辞職を申し入れた。日本維新の会も9日に辞職を申し入れており、これで県議会の全会派、全86議員が斎藤に辞職を求めたことになる[758]。
  -  セネガルのバシル・ジョマイ・ファイ大統領が議会を解散し、11月17日に総選挙を実施すると表明[759]。
- 13日
  -  コモロのアザリ・アスマニ大統領は何者かに刃物で襲われ、軽傷を負った[760]。
  -  中華人民共和国全国人民代表大会常務委員会は唐仁健農業農村部長を解任し、その後任に韓俊前吉林省人民政府（中国語版）省長を選出[761]。
  -  中華人民共和国全国人民代表大会常務委員会は少子高齢化が進む影響で労働者の定年退職の年齢が男性は60歳から63歳、女性は50歳から55歳に、15年かけて段階的に引き上げることを発表した[762]。
  -  南スーダンは準備不足を理由に議会選挙と大統領選挙を2年間延期し、2026年12月22日に実施すると発表[763]。
- 14日 -  シリアのバッシャール・アル＝アサド大統領はムハンマド・ガーズィー・アル＝ジャラーリー（アラビア語版）に新内閣樹立を指示[764]。
- 15日 -  アメリカ合衆国の捜査当局は、フロリダ州ウェストパームビーチのゴルフ場でプレーしていたドナルド・トランプ前大統領を銃撃しようとした疑いで、男を拘束したと発表[765]。
- 16日 -  フランスが指名した域内市場担当欧州委員のティエリ・ブルトンが辞任。ブルトンはフォンデアライエン委員長と対立してきた[766]。
- 17日
  - 千葉市議会は、名義人の了解を得ない自作自演の請願を議会に提出したとして、会派「日本維新の会・無所属の会」に所属する市議2人に対する辞職勧告決議を全会一致で可決[767]。
  - 石垣市議会は議会を著しく軽視したとして、中山義隆市長に対する問責決議案を賛成11、反対10の賛成多数で可決[768]。
  -  ジョージア議会は、LGBTの権利を制限する複数の法案を可決[769]。
- 18日
  - 公明党が党代表選挙を告示。石井啓一幹事長のみ立候補を届け出たため、石井の無投票当選が決定。28日の党大会で就任予定[770]。
  - 第49回衆議院議員総選挙の比例北海道ブロックの選挙会で、自由民主党の髙橋祐介の繰り上げ当選が決定[771][772]。
  -  中国共産党中央紀律検査委員会と国家監察委員会は、教育部の杜玉波（中国語版）元次官を重大な規律違反と法律違反の疑いで調査していると発表[773]。
  -  国連総会は緊急特別会合を開き、イスラエルに対してパレスチナへの不法な占領政策を1年以内に終わらせるよう求める決議案を採択。日本など124カ国が賛成し、イスラエルやアメリカなど14カ国が反対、イギリスやドイツなど43カ国は棄権[774]。
- 19日 - 兵庫県議会が斎藤元彦県知事に対する不信任決議を全会一致で可決[775]。26日、斎藤知事は県議会を解散せず、出直し選挙を行うことを表明[776]。
- 20日
  - 滋賀県米原市の平尾道雄市長は、次期衆院選に立候補するため、市議会議長に退職申出書を提出[777]。
  - 北海道豊浦町の村井洋一町長は赤字が続く町営のバイオガスプラント事業について民意を問いたいとして辞表を提出[778]。
- 21日
  -  スリランカ大統領選挙（英語版）を執行。人民解放戦線党首のアヌラ・クマラ・ディサナヤカが42.3％、統一人民戦線党首のサジット・プレマダーサが32.8％の票を獲得し、同国史上初の決選投票に進出（現職のラニル・ウィクラマシンハは17.3％にとどまり敗退）[779]。上位2人による再集計の結果、ディサナヤカが得票率55.89％で当選し、プレマダーサは44.11％で落選[780]。23日にディサナヤカが宣誓し大統領に就任[781]。これに伴い、ディネーシュ・グナワルダナ首相が辞任表明[782]。24日、ハリニ・アマラスリヤ（英語版）が新首相に就任[783]。同日、ディサナヤカ大統領は議会を解散し、11月14日に総選挙を実施、同21日に新議会を招集すると表明[784]。
  -  アルバニアのエディ・ラマ首相は、ティラナ市内にバチカンの様なベクタシュ教団の主権国家を設立する案があると表明[785]。
- 22日
  - 摂津市市長選挙を執行。嶋野浩一朗前市議会議員が初当選[786]。
  - 座間市市長選挙を執行。現職の佐藤弥斗が再選[787]。
- 23日 - 泉健太の任期満了に伴う立憲民主党代表選挙を執行。投票の結果、1回目の投票では過半数のポイントを獲得した候補者が居らず、上位2名による決選投票となった。決選投票で野田佳彦が枝野幸男を退け当選、3代目代表となる[788]。
- 24日 - 立憲民主党が国会内で両院議員総会を開き、野田佳彦新代表の就任に伴う新たな執行役員の骨格人事を承認。代表代行に長妻昭・辻元清美・大串博志（選挙対策委員長を兼務）、幹事長に小川淳也、政務調査会長に重徳和彦、国会対策委員長に笠浩史[789][790]。
- 26日
  - 兵庫県議会から不信任決議を受けた知事の斎藤元彦が、議会を解散せず、9月30日付で知事を失職した上で、出直し知事選挙に出馬することを表明[791]。30日、斎藤が自動失職[792]。
  - 無所属の広田一参議院議員が会派「立憲民主・社民」に入会[793]。
  - 神奈川県真鶴町の選挙人名簿が不当に流用された問題をめぐり、横浜地裁は建造物侵入と窃盗の罪で松本一彦前町長に懲役10カ月執行猶予2年、元町選挙管理委員会書記長に懲役8カ月執行猶予2年の判決を言い渡した[794]。
  -  ニューヨーク市長のエリック・アダムス（英語版）が、2021年の市長選でトルコ政府から違法な献金を受け取ったとして収賄や詐欺などの容疑で起訴された。現職のニューヨーク市長が在任中に起訴されたのは史上初[795]。
- 27日
  - 岸田文雄の後任を選ぶ2024年自由民主党総裁選挙の投開票。1回目の投票では過半数(368票)を獲得した候補者が居らず、1位の高市早苗と2位の石破茂による決選投票の結果、215-194で石破茂が高市早苗を逆転して新総裁となった[796]。
  - 町発注事業を巡り町内業者に非公表の見積額を漏らしたとして、大阪地裁は官製談合防止法違反罪で奈良県三郷町の森宏範前町長に懲役1年6月、執行猶予3年の判決を言い渡した[797]。
  - 鹿児島県西之表市議会は、馬毛島で進む自衛隊基地の建設をめぐる八板俊輔市長の対応について、「説明不足で建設による市の負担への対応が後手になっている」として、辞職勧告決議案を賛成8、反対5の賛成多数で可決[798]。
- 28日 - 公明党が党大会。山口那津男の後任の代表に幹事長の石井啓一が就任、新執行部も発足[799][800]。
- 29日 -  オーストリア総選挙（英語版）を執行。暫定結果では183議席中オーストリア自由党が58議席を獲得し初の第1党となる情勢、オーストリア国民党は52、オーストリア社会民主党は41議席[801][802]。
- 30日
  - 自由民主党総裁の石破茂は10月9日に衆議院を解散する方針を示し、10月27日に衆議院議員総選挙を行うと表明[803]。同日、新執行部が発足[804]。
  - 自民党派閥の政治資金パーティーを巡る事件で、東京地裁は清和政策研究会（旧安倍派）の会計責任者に対し政治資金規正法違反（虚偽記入）の罪で禁錮3年、執行猶予5年の有罪判決を言い渡した[805]。
  - 立憲民主党代表の野田佳彦は、「次の内閣」（NC）の人事を発表[806][807]。
  - 自由民主党は総務会で党役員人事を決定。最高顧問に麻生太郎、副総裁に菅義偉、幹事長に森山裕、総務会長に鈴木俊一、政務調査会長に小野寺五典が就任[808][809][810]。

### 10月
- 1日
  - 第214回国会召集。
  - 第2次岸田第2次改造内閣が総辞職[811]。その後衆参両院の本会議で内閣総理大臣指名選挙を実施し、自由民主党総裁の石破茂を第102代内閣総理大臣に選出[812]。第1次石破内閣が発足[813]。
  - 立憲民主党代表の野田佳彦は、両院議員総会で新たな人事を発表。最高顧問に菅直人・枝野幸男。常任顧問に岡田克也・泉健太[814][815]。
  -  メキシコ議会選挙・大統領選挙（英語版）で勝利した、ロペス・オブラドール大統領の後継者である前メキシコ市長クラウディア・シェインバウムが第59代メキシコ合衆国大統領に就任。同国史上初の女性大統領となった[816]。
  -  ミャンマーの国家行政評議会は2025年総選挙（英語版）の実施に向け、15日まで国勢調査を行うことを発表[817]。
  -  チェコのペトル・フィアラ政権から海賊党が離脱。同党に所属するヤン・リパフスキー（英語版）外相は党の方針に反発し外相辞任を表明するが、フィアラ首相より残留要請を受け、無所属として続投[818]。
  -  マルク・ルッテがNATO事務総長に就任[819]。
- 3日
  - 教育無償化を実現する会の前原誠司代表ら4人の国会議員が日本維新の会に合流すると発表[820]。なお、維新に合流するのは代表の前原を含む4人で、残る1人は参政党に移籍する。
  -  イギリスはモーリシャスと合意を交わし、チャゴス諸島の主権をモーリシャスに引き渡し、同時にイギリスはイギリス軍とアメリカ軍が使うディエゴガルシア基地の利用権を99年間確保すると発表[821]。
  -  シンガポールの裁判所は、計約40万シンガポールドル相当の物品を実業家から受け取ったとして、汚職などの罪でスブラマニアム・イスワラン（英語版）前運輸相に禁錮1年の実刑判決を言い渡した[822]。
- 5日 - 自由民主党北海道連と新党大地が次期衆院選での選挙協力を発表[823]。
- 6日
  - 石破茂首相は、10月27日に投開票予定の衆議院議員総選挙を巡って、政治資金パーティー収入の裏金問題で収支報告書に不記載が確認された議員は比例代表との重複立候補を拒否する方針を発表[824]。不記載があった議員で説明責任を十分に負わなかったとして、下村博文元文部科学大臣、西村康稔元経済産業大臣、高木毅元国会対策委員長、萩生田光一元政調会長、平沢勝栄元復興大臣、三ツ林裕巳衆院議員ら6人を非公認とした[825]。
  - 愛知県岡崎市長選挙を執行。元職の内田康宏が現職の中根康浩ら3人を破って返り咲きを果たした[826]。
  - 新潟県長岡市長選挙を執行。現職の磯田達伸が3選[827]。
  -  チュニジア大統領選挙（英語版）を執行。現職のカイス・サイードが得票率90.7％で圧勝し再選。野党候補のアヤチ・ザメル（英語版）は7.3％、投票率は28.8％[828]。
  -  カザフスタンで原子力発電所建設の是非を問う国民投票（英語版）を執行。暫定結果は賛成71.12％、投票率63.66％で原発建設を承認[829]。
- 7日
  - 兵庫県・尼崎市議会の光本圭佑議員が政務活動費を横領したなどとして在宅起訴された事件で市議会は議会運営委員会を開き、全会一致で百条委員会を設置する方針を採択[830]。
  - 徳島県立新ホールの整備を巡り徳島市議会は、藍場浜公園での整備について市長の一存で決定したことなどを理由に、遠藤彰良市長に対する問責決議案などを賛成18、反対10の賛成多数で可決[831]。
  -  エチオピア連邦議会がタイエ・アツケセラシエ外相を大統領に選出し、即日就任[832]。
  -  ハイチの暫定大統領評議会が輪番制となっている議長（元首格）にレスリー・ヴォルテールを選出。本来次の順番だったスミス・オーギュスタン（英語版）は汚職疑惑のため順番から除外。現職のエドガール・ルブラン・フィスは汚職事件の未解決を理由に政権移譲の署名を拒否[833]。
  -  8日にかけて最高人民会議第14期第11回（議会に相当）を開催。憲法改正や立法、人事案承認などを実施[834]。
- 8日
  -  ルクセンブルクのアンリ大公が長子で大公世子のギヨーム・ド・リュクサンブールを摂政に任命。ギヨームは議会での宣誓式を経て摂政に就任[835]。
  -  ケニア下院は、私腹を肥やしたり民族的憎悪を煽ったとして提出されたリガティ・ガチャグア（英語版）副大統領の弾劾決議を賛成281、反対44、棄権1票で可決し、上院に送付[836]。17日、上院は賛成多数でガチャグア副大統領を弾劾。18日、ウィリアム・ルト大統領は後任にキトゥレ・キンディキ（英語版）内務・国家調整相を指名[837]。裁判所はキンディキの副大統領宣誓を阻止する命令を下したが、31日になって高等法院がこの命令を解除[838]。
- 9日
  - 第214臨時国会が会期末。
    - 石破茂政権下で初の党首討論。全体の時間は通常の45分から80分に延長され、うち立憲民主党の野田佳彦代表が40分、日本維新の会の馬場伸幸代表が20分、日本共産党の田村智子委員長と国民民主党の玉木雄一郎代表が10分[839]。
    - 野党4党（立憲民主党・日本維新の会・日本共産党・国民民主党）が衆議院に内閣不信任決議案を提出[840]。
    - 衆議院解散[841]。不信任案は採決されず廃案[840]。

  - 自由民主党はこの日午前、石破茂総裁ら党幹部出席の下で選挙対策会議を開催し、今回の衆議院議員総選挙に於いて非公認とする者について新たに菅家一郎、小田原潔、中根一幸、越智隆雄、細田健一、今村洋史の6名を追加することを決定。6日に決定した下村博文ら6名と併せて非公認者を12名とした[842]。
  - 名古屋市の河村たかし市長が辞職願を提出[843]。しかし11日の市議会で辞職の同意は得られず、15日に衆議院議員総選挙に立候補を届け出て自動失職する見込み[844]。
  -  モザンビーク議会選挙・大統領選挙（英語版）を執行。与党のモザンビーク解放戦線は議会選挙で勝利し、大統領選挙は同党のダニエル・チャポが当選した[845]。
  -  国連総会は、人権理事会の理事国のうち年末で任期が切れる18カ国を改選する選挙を実施。立候補した19カ国のうちサウジアラビアが落選。大韓民国やタイ王国、カタールなどほかの18カ国は選出された[846]。
  -  カメルーン政府は大統領ポール・ビヤの体調を論ずることは国家安全保障上の問題があるとして報道で論述することを禁止。ポール・アタンガ・ヌジ（フランス語版）国土管理大臣が各州知事に対し監視を行うよう文書で通知[847]。
- 10日 - 総務省は、教育無償化を実現する会が、日本維新の会との合流に伴い所属国会議員5人以上という政党要件を満たさなくなったため、政治資金規正法と政党助成法に基づく政党要件を失ったことを発表[848]。
- 13日
  -  マカオ特別行政区行政長官選挙（中国語版）が間接選挙で行われ、唯一の立候補者である岑浩輝前マカオ終審法院長官が当選[849]。
  -  リトアニア総選挙（英語版）の比例代表投票を執行。70議席中、リトアニア社会民主党が18、祖国連合＝リトアニア・キリスト教民主派が17、ネムナスの夜明け（英語版）が14、民主連合「リトアニアのために」（英語版）が8、自由運動が7、リトアニア農民・緑の連合が6議席を獲得。選挙区の投票は10月27日に執行予定[850]。
  -  アイスランドのビャルニ・ベネディクトソン首相が連立政権の終焉を発表し、議会の解散と11月30日の総選挙実施を表明[851]。
- 15日
  - 第50回衆議院議員総選挙公示[852][853]。小選挙区289、比例代表176のあわせて465議席をめぐって、1344人(小選挙区：1113人、比例代表単独：231人)が立候補(NHK調べ[854])。
  - 衆院選への立候補に伴い与野党の参院議員7人が自動失職[855]。
  - 総選挙に立候補した名古屋市長の河村たかしが自動失職[856]。
- 16日 - 日米韓など11カ国は、国連安保理決議による対北朝鮮制裁の実施状況を調べる「多国間制裁監視チーム」を発足させたと発表。ロシアの拒否権行使により4月に活動を終えた「専門家パネル」の代替組織[857]。
- 17日
  - 尼崎市議会の光本圭佑市議が政務活動費を横領したなどとして在宅起訴された事件で、真相究明のために市議会に設置された百条委員会の初会合が開催される[858]。
  -  バングラデシュの特別法廷は、治安部隊を投入し反政府デモを暴力的に鎮圧しようとしたなどとして人道に対する罪の容疑でシェイク・ハシナ前首相に対する逮捕状を発付[859]。
  -  北朝鮮が韓国を敵対国家と規定する憲法改正を行ったことが朝鮮中央通信の報道で明らかとなった。15日には南北軍事境界線の北側で韓国につながる道路や鉄道線路などを爆破[860]。
- 20日
  -  インドネシア共和国元国防相のプラボウォ・スビアントが第8代インドネシア共和国大統領に就任。就任演説でジョコ・ウィドド前大統領の政策を踏襲しつつ、汚職根絶と貧困解消を公約に掲げた[861]。
  -  モルドバ大統領選挙（英語版）及び欧州連合加盟に向けた憲法改正の是非を問う国民投票（英語版）を執行。大統領選挙は現職のマイア・サンドゥが42.45％、親ロシア派のアレクサンドル・ストイアノグロ（英語版）元検事総長が25.98％を獲得し、共に11月3日の決選投票に進出[862]。国民投票は賛成50.39％で憲法改正案を可決[863]。ロシアはモルドバ政府の主張する、外国による選挙への干渉を否定し、大統領選のサンドゥ票と国民投票の賛成票が不自然に伸びたと主張[864]。
  -  クルディスタン自治議会選挙（英語版）を執行。選挙管理委員会はクルディスタン民主党が第1党となり、以降はクルディスタン愛国同盟、新世代運動（英語版）と続く暫定結果を発表[865]。
- 21日
  -  ベトナム国会は人民軍大将で共産党書記局常務のルオン・クオンを国家主席に選出。国家主席の任期は2026年1月までである[866]。
  -  ペルーの裁判所は、建設会社から巨額の賄賂を受け取ったとして、マネーロンダリングなどの罪でアレハンドロ・トレド元大統領に禁錮20年6月の判決を言い渡した[867]。
- 22日
  - 衆院選に立候補した参議院議員3人の自動失職に伴う欠員補充のため、公明党の新人高橋次郎、日本維新の会の元職山口和之、日本共産党の元職大門実紀史が繰り上げ当選[868]。
  -  ウクライナのアンドリー・コスティン（英語版）検事総長は、徴兵逃れに関する不正に検察官が関与した疑いが発覚したことを受け辞意を表明[869]。
- 24日
  -  ロシアのカザンで行われた第16回BRICS首脳会議が閉幕。総括文書「カザン宣言」を採択[870]。
  -  モントセラト議会総選挙（英語版）を執行。ルーベン・ミード（英語版）元首相率いる統一同盟（英語版）が9議席中5議席を獲得[871]。翌25日、ミードが自治政府首相に就任し、新内閣が発足[872]。
- 25日 -  キリバス大統領選挙（英語版）を執行。現職のタネスィ・マアマウ大統領が約55％を獲得し再選、カオティアケ・ココリア（英語版）は約42％[873]。
- 26日
  -  ジョージア総選挙（英語版）を執行。開票率72％時点で与党ジョージアの夢が約53％を得票し過半数を占めた[874]。27日、サロメ・ズラビシュヴィリ大統領はこの結果を認めないと主張した上で、ロシアによる選挙介入の可能性を示唆。国民に対して議会選挙の結果に対する抗議行動への参加を呼びかけた[875]。
  -  2024年クイーンズランド州議会選挙（英語版）を執行。国政与党でもある与党の労働党が敗北、地域政党のクイーンズランド自由国民党（英語版）が州政を奪還[876]。
- 27日
  - 第50回衆議院議員総選挙を執行[803]。自由民主党と公明党の連立与党は、自民党が191議席、公明党が24議席、合計215議席で過半数の233議席を下回り敗北。一方野党は、立憲民主党は選挙前の98議席から大幅に増やし148議席。日本維新の会は6議席減。国民民主党は選挙前から4倍、れいわ新選組は選挙前から3倍に、それぞれ議席増。日本共産党は2議席減の8議席。社会民主党は1議席を死守。参政党は2議席増の3議席。政治団体・日本保守党は初めて議席を確保し3議席を獲得[877]。日本保守党は、同選挙の比例代表での得票率が2%を超えたことで政治資金規正法、公職選挙法、政党助成法に定義された政党要件を満たした[878][879]。
  - 参議院岩手県選挙区補欠選挙を執行。立憲民主党元職の木戸口英司が当選[880]。
  - 富山県知事選挙を執行。現職の新田八朗が再選[881]。
  - 岡山県知事選挙を執行。現職の伊原木隆太が4選[882]。
  - 茨城県つくば市長選を執行。現職の五十嵐立青が3選[883]。
  - 大阪府阪南市長選挙を執行。元市議の上甲誠が大阪維新の会公認で現職の水野謙二らを破り初当選[884]。
  -  ウルグアイ議会選挙・大統領選挙（英語版）を執行。大統領選挙は、拡大戦線所属のヤマンドゥ・オルシと国民党のアルバロ・デルガド（英語版）が11月24日の決選投票に進出[885]。議会選挙は、下院全99議席と上院全30議席が改選され、拡大戦線が48議席（下院）と16議席（上院）、国民党が29議席（下院）と9議席（上院）、コロラド党が17議席（下院）と5議席（上院）を獲得[886]。同時に執行された、年金受給開始年齢の引き下げと麻薬犯罪対策のための警察権限強化を問う憲法改正国民投票（英語版）はいずれも賛成少数で否決される公算[887]。
  -  ブルガリア総選挙を執行。240議席中、中道右派のGERB-民主勢力同盟連合が69議席で引き続き最大勢力に。親欧米派・我々は変化を継続する（英語版）-民主ブルガリア（英語版）連合が37議席、親ロシア右翼政党・再生（英語版）が35議席、新党・権利と自由のための運動–新たな始まり（英語版）が30議席、左派連合のブルガリアのための連合が29議席[888]。
  -  リトアニア総選挙（英語版）の小選挙区投票を執行[850]。
  -  ウズベキスタン総選挙（英語版）を執行。150議席中、与党自由民主党が64議席で引き続き第1党。国民復興民主党が29、人民民主党が20、公正社会民主党が21、環境党（英語版）が16議席[889]。
- 28日
  - 自由民主党の小泉進次郎選挙対策委員長は、衆院選での大敗を受け石破茂総裁に辞表を提出し、受理された[890]。11月12日、木原誠二選挙対策委員長代行が後任の選挙対策委員長に就任[891]。
  - 神埼市のふるさと納税PR事業を巡り入札情報を漏らしたとして、佐賀地方裁判所は官製談合防止法違反などの罪で内川修治前市長に懲役2年、執行猶予3年を言い渡した[892]。
  -  イスラエル議会は国際連合パレスチナ難民救済事業機関の国内での活動を禁止する法案を可決。可決に先立ち日本やイギリスなど7カ国が法案に対して「深刻な懸念を表明する」との共同声明を発表していた[893]。
- 29日
  - 北海道苫小牧市の岩倉博文市長は「市政のかじ取り役として、肉体的な限界を実感した」と述べ、辞職する意向を表明[894]。
  -  レバノンのイスラム教シーア派組織ヒズボラは、イスラエル国防軍に殺害された最高指導者ハサン・ナスララの後継者に副指導者だったナイーム・カーセムを選出したと発表[895]。
  -  天津市の中級人民法院は、収賄罪に問われた元共産党貴州省委員会書記の孫志剛に執行猶予2年付きの死刑判決を言い渡した[896]。
- 30日 -  ボツワナ総選挙（英語版）を執行。公選の61議席中、民主変革のためのアンブレラ（英語版）が36議席を獲得し初の第1党に。ボツワナ会議党が15、ボツワナ愛国戦線（英語版）が5、ボツワナ民主党が4議席を獲得。ボツワナ民主党は1966年の独立以来、はじめて下野することが確定[897]。
- 31日
  - 公明党の石井啓一代表は、衆院選での自身の落選や議席大幅減の責任を取り代表を辞任すると表明[898]。
  - 無所属の上田清司参議院議員が会派「国民民主党・新緑風会」に入会[899]。
  - 清水貴之参議院議員が兵庫県知事選挙への立候補に伴い自動失職[899]。
  -  フィジー議会が次期大統領選出選挙を執行し、37票を獲得したナインガマ・ラランバラヴが当選。野党候補のラトゥ・メリ・トラ・タヴァイキア (Ratu Meli Tora Tavaiqia)は16票[900]。

### 11月
- 1日
  - 自民党派閥の政治資金問題に関与して自民党非公認で衆院選に立候補し当選した議員ら6人が会派「自民党・無所属の会」に入会[901]。
  -  ボツワナ総選挙（英語版）の結果が発表され、ボツワナ民主党のモクウィツィ・マシシ党首（大統領）が敗北宣言。民主変革のためのアンブレラ（英語版）党首であるドゥマ・ボコが同日中に第6代大統領に就任し、独立以来の政権交代[902][903]。
  -  ケニアの副大統領にキトゥレ・キンディキ（英語版）前内務・国家調整相が就任[904]。
- 2日
  -  イギリスの保守党党首選挙は決選投票の末にケミ・ベーデノックを選出[905]。
  -  ギニアビサウのウマロ・シソコ・エンバロ大統領は、11月24日に予定されていた議会選挙について、物流上の困難と資金不足を理由に延期すると表明。4日、7月に制定した選挙実施の布告を取り消し延期が正式決定、実施日は未定[906]。
- 3日 -  モルドバ大統領選挙（英語版）決選投票を執行。現職のマイア・サンドゥが得票率55％で再選、親ロシア派のアレクサンドル・ストイアノグロ（英語版）元検事総長は45％[907]。
- 4日 -  ベルギーのアントウェルペン市長を務めるバルト・デウェーフェルが組閣を断念し、組閣担当者(formateur)を再び辞任。国王フィリップは12日まで協議を続けるよう要請[908]。その後は11月25日[909]、12月10日と任期を再延長[910]。
- 5日
  - 無所属の大塚耕平参議院議員が名古屋市長選挙に出馬するため辞職[911]。
  - 公用車の運転手だった女性にわいせつな行為をしたとして、沖縄県警は南城市の古謝景春市長を強制わいせつの疑いで書類送検。起訴を求める「厳重処分」の意見をつけたという[912]。
  -  イスラエルのベンヤミン・ネタニヤフ首相が対ハマース戦争の進め方を巡って対立が続いていたヨアヴ・ガラント国防大臣を更迭し、後任にイスラエル・カッツ外相を指名[913]。
  -  アメリカ合衆国大統領選挙および上院選挙（英語版）・下院選挙（英語版）を執行。大統領選挙は共和党候補者のドナルド・トランプ前大統領が当選確実となり勝利宣言[914]、選挙人538人のうちトランプが312人、民主党のカマラ・ハリス副大統領は226人を獲得。ハリスは激戦州すべてを落とし、総得票数でもトランプを下回る大敗[915]。議会選挙は上下院の両方で共和党が過半数を制し、いわゆる『トリプルレッド』を達成[916]。
  -  パラオ議会選挙・大統領選挙（英語版）を執行。大統領選挙は現職のスランゲル・ウィップス・ジュニアが勝利宣言し、トミー・レメンゲサウ前大統領は敗北を認める[917]。
  -  カタールで憲法改正国民投票（英語版）を執行し、諮問評議会（議会）選挙を廃止し任命制に戻す改正案を90.6％の賛成多数で可決承認[918]。
- 6日
  - 10月の総選挙で議席を減らし敗北した日本維新の会が、議員などを対象とした代表選挙の開催の可否を決めるオンライン投票を実施。賛成が696票、反対56票となったことを受けて直ちに常任幹事会が開催され、11月17日告示・12月1日投開票のスケジュールで代表選挙を実施することを正式決定[919]。なお、現代表の馬場伸幸は、自身のX(旧・Twitter)にて次期代表選挙への出馬を辞退すると表明[920]。
  - 参院自民党は特別総会を開き、武見敬三を参議院議員会長に選任。参議院議長に就任する関口昌一の後任[921]。
  -  ドイツのオラフ・ショルツ首相が来年度予算案をめぐって対立が深まっていたクリスティアン・リントナー財務相を更迭し、リントナーは自身が党首を務める自由民主党が連立政権を離脱すると発表。ショルツ首相は2025年3月の総選挙実施を視野に、1月15日に下院議会で信任投票を実施する方針を表明[922]。
- 7日
  - 自民党と立憲民主党の国会対策委員長が会談、自民党は17ある常任委員長のうち、政府の予算案を審議する重要ポストである予算委員長を含め、野党側に8つを配分することを提案し、合意。予算委員長は、立憲民主党に割りふられ、衆議院の事務局によると、野党の議員が予算委員長を務めるのは、1994年の羽田内閣以来、30年ぶり[923]。
  - 公明党は中央幹事会を開き、衆院選で議席を減らしたことや自身が落選したことの責任を取り辞任を表明している石井啓一代表の後任に斉藤鉄夫国土交通相を推薦することを決定[924]。
  - 立憲民主党は、社会保険料の負担が生じる「130万円の壁」の是正に向けた給付制度を柱とし、能登半島の復旧・復興や物価高への対応などを盛り込んだ総額7兆4000億円の緊急経済対策を発表[925]。
  -  ドナルド・トランプ次期大統領は、第2次内閣の人事第一弾として、次期大統領首席補佐官にスージー・サマーオール・ワイルズ選挙対策本部長を指名[926]。
- 9日
  - 公明党は臨時党大会を開催。石井啓一の代表辞任と斎藤鉄夫の新代表就任を正式に承認。併せて新役員も発表し、代表代行に竹谷とし子副代表を起用。代表代行を置くのは、浜四津敏子以来[927]。
  - 来年1月に行われる岐阜県知事選挙への立候補を表明していた自民党の渡辺猛之参院議員が、立候補を取りやめることを表明。先の衆院総選挙で自民党が敗北したことを受け、不出馬を決断したと説明[928]
- 10日
  - 荒川区長選挙を執行。滝口学前都議が初当選[929]。
  -  ハイチの暫定大統領評議会はギャリー・コニーユ首相を解任し、アリックス・ディディエ・フィス＝エメを新首相に任命する決議を採択（エドガール・ルブラン・フィスだけは反対）、11日に就任宣誓式。コニーユは解任を違法と主張[930]。
  -  モーリシャス議会選挙（英語版）を執行。62議席中、政党連合・変革同盟（英語版）が60議席を獲得[931]。
- 11日
  - 第215回国会（特別会）が召集[932][933]。
  - 参議院は尾辻秀久議長が健康上の事由により退任し、後任の第33代議長に自由民主党の関口昌一を本会議にて選出[934]。
  - 衆議院本会議にて自由民主党の額賀福志郎を議長、立憲民主党の玄葉光一郎を副議長に選出[935]。
  - 衆参両院の本会議で内閣総理大臣指名選挙を実施し、自由民主党総裁の石破茂を第103代内閣総理大臣に選出。与党が過半数議席を持たない衆議院では決選投票となり、石破が立憲民主党代表の野田佳彦を上回った[936]。決選投票となるのは戦後5回目。社会党の村山富市が海部俊樹との決選投票で首相に選出された1994年以来で30年ぶり[937]。衆院で過半数を割る得票数で首相に就任するのは1979年の大平正芳以来で45年ぶり[938]。
  -  ドナルド・トランプ次期大統領は、第2次内閣の国連大使にエリス・ステファニク（英語版）下院議員を指名[939]。また、元大統領上級顧問のスティーブン・ミラーを政策担当大統領次席補佐官に指名[940]。
- 12日
  - 7月の東京都知事選挙に立候補し、次点となった広島県安芸高田市の元市長・石丸伸二が、自身のYouTubeで、翌年の東京都議選に向けて、新しい地域政党を結成する意向を表明[941]。
- 13日
  - 第2次石破内閣の発足に伴って、政府は臨時閣議で、副大臣と政務官の人事を決定。政治資金収支報告書に不記載のあったいわゆる裏金議員の起用は0人。副大臣に決まったのは自民党から23人、公明党から3人、計26人でこのうち女性は1人。政務官に決まったのは自民党から25人、公明党から3人、計28人でこのうち女性は5人[942]。
  - 立憲民主党は、いわゆる「年収130万円の壁」の対策として、社会保険料の支払いによる減収分を給付で補う「就労支援給付制度」の創設を柱とする法案を衆議院に提出[943]。
  -  ソマリランド大統領選挙・政党選挙（英語版）を執行[944]。元下院議長のアブディラフマン・モハメド・アブドゥラヒが約64％を得票し当選[945]。
- 14日
  - 国民民主党の古川元久国会対策委員長が代表代行を兼務[946]。
  -  スリランカ議会総選挙（英語版）を執行。225議席中、アヌラ・クマラ・ディサナヤカ大統領率いる左派勢力・国民の力（英語版） (NPP)が、解散前の3議席から議会の3分の2を上回る159議席を獲得する大勝。スリランカ人民戦線 (SLPP)は3議席という惨敗し、新民主戦線（英語版） (NDF)も5議席と伸び悩み[947]。
- 15日
  - 10月の衆院選で選挙運動への報酬を運動員2人に支払ったとして、大阪府警は公職選挙法違反（買収）の疑いで、自由民主党の島田智明（大阪15区・比例復活）陣営の大阪府太子町議を逮捕[948]。
  -  ドナルド・ジョン・トランプ次期合衆国大統領は、大統領選挙での自陣の広報官を務めたカロリン・クレア・リーヴィットを第二次政権下におけるホワイトハウス報道官に指名した[949]。
  -  ソウル中央地方法院は共に民主党党首の李在明が公職選挙法違反の罪に問われた裁判で、懲役1年、執行猶予2年の有罪判決を言い渡した[950]。
  -  フランス検察当局は、ラシダ・ダティ文化相と日産自動車のカルロス・ゴーン元会長について汚職などの罪で公判を請求したと発表[951]。
  -  アブハジアでロシアとの投資協定に反対する野党勢力が首都スフミで抗議デモを実施。デモ隊が大統領府や、協定の批准に関する法案を採決を予定していた議会に突入する事態となり、事態収拾のためアスラン・ブジャニヤ大統領は法案を撤回したが、野党勢力はブジャニヤの辞任を要求[952][953]。与野党協議の結果、19日にブジャニヤが辞任することに同意し、またバドラ・グンバ副大統領が大統領を代行すること、バレリ・ブガンバ（英語版）前首相が再び首相に就任することも決定[954][955]。
- 16日 -  ガボンで新憲法案の是非を問う国民投票（英語版）を執行。賛成が約92％で新憲法案を承認[956]。
- 17日
  - 日本維新の会代表選挙が告示され、吉村洋文、金村龍那、空本誠喜、松沢成文の4人が立候補[957]。
  - 栃木県知事選挙。現職の福田富一が6選[958]。
  - 兵庫県知事選挙。元職の斎藤元彦が再選[959]。
  - 宇都宮市長選挙を執行。現職の佐藤栄一が6選[960]。
  -  セネガル総選挙（英語版）を執行。165議席中、ウスマン・ソンコ（英語版）首相率いるPASTEF（英語版）が131議席を獲得し最大勢力に[961]。
- 18日
  - 福島地裁郡山支部は、収賄や官製談合防止法違反などの罪で前石川町長の塩田金次郎に懲役2年6月、執行猶予5年、追徴金約42万円の判決を言い渡した[962]。
  - 齋藤元彦兵庫県知事の内部告発文書問題で、県議会の百条委員会の委員だった竹内英明県議が議員辞職。百条委員会の別の県議らによると、竹内県議は辞職理由について「一身上の都合」としているが、実際は知事選中などにSNS上で誹謗中傷を受けたことが原因だという[963]。
  -  バヌアツのニケニケ・ヴロバラヴ大統領が議会を解散[964]。
- 19日
  - 大阪維新の会代表選を執行。現職の吉村洋文大阪府知事が中野宏基豊中市議を退け再選[965]。
  - 岐阜地裁は加重収賄などの罪で前池田町長の岡崎和夫に懲役2年6月、執行猶予4年、追徴金100万円の判決を言い渡した[966]。
  -  京畿道知事時代に予算を私的に流用したとして、水原地検は共に民主党の李在明代表を業務上背任の罪で在宅起訴[967]。
  -  ウズベキスタンのアブドゥラ・アリポフ首相が憲法規定に従い、10月総選挙後の新議会招集を前に辞任表明。新内閣発足までは業務を継続[968]。20日、新議会がアリポフを首相に再任[969]。
  -  インドネシア国会はジャカルタの首都としての地位を廃止し特別行政区域にして、ヌサンタラを首都とする法案を可決[970]。
  -  リトアニアのギタナス・ナウセダ大統領が社会民主党のギンタウタス・パルツカス第一副議長を新首相に指名したことを議会に提出[971]。21日、議会はパルツカスの首相就任を賛成86、反対36、棄権6票で承認[972]。
- 20日
  - 新たな経済対策をめぐり、自民・公明両党と国民民主党は、いわゆる「年収103万円の壁」の見直しやガソリン減税につながる内容などを盛り込んだ修正案で合意[973]。
  - 政治団体・つばさの党の代表の男らに対する4月の衆院東京15区補欠選挙を巡る選挙妨害事件の初公判が東京地裁で行われ、代表らは起訴事実を否認して無罪を主張[974]。
  -  マリ共和国のアシミ・ゴイタ移行大統領がショゲル・コカラ・マイガ（英語版）暫定首相とその内閣を解任[975]。翌21日、アブドゥライ・マイガ（英語版）中佐を暫定首相に任命[976]。22日に職務引き継ぎ式典[977]。
- 21日
  - 衆参両院の議院運営委員会の理事会が行われ、政府は臨時国会を11月28日に召集することを伝達。これを受け11月28日から12月21日までの24日間を会期とすることで、与野党が合意[978]。
  - 立憲民主党・日本維新の会・国民民主党の政策責任者が会談し、臨時国会をはじめとする今後の政策面での連携について協議。この席で立憲民主党は、能登半島の復旧・復興や物価高への対応などを盛り込んだ総額7兆4000億円の緊急経済対策をまとめていて、両党に今後の協力を要請。また、国民民主党の「103万円の壁」やトリガー条項の撤廃についても意見交換が行われた[979]。
  -  ドナルド・トランプ次期米大統領から司法長官に指名されたマット・ゲイツ前下院議員は、未成年者買春などの疑惑で上院承認が困難となっていることを受け、指名の辞退を表明。トランプは同日、パム・ボンディ元フロリダ州司法長官を新たに指名すると発表[980]。
  -  ガザに対するイスラエルの攻撃をめぐり、国際刑事裁判所は同国のベンヤミン・ネタニヤフ首相とヨアヴ・ガラント前国防相に対し、人道に対する罪と戦争犯罪の容疑で逮捕状を出したと発表[981]。
- 22日
  - 「国民の安心・安全と持続的な成長に向けた総合経済対策」が閣議決定[982][983]。
  - 兵庫県知事の斎藤元彦への内部告発を調査する県議会調査特別委員会（百条委員会）は、秘密会で実施した10月24、25日の証人尋問の映像を公開。知事選に影響する可能性から特例的に秘密会としたが批判を受けていた[984]。
- 24日
  - 名古屋市長選挙、前市長河村たかしの後継で日本保守党・減税日本推薦の新人広沢一郎が当選[985][986]。
  - 鹿児島市長選挙、現職の下鶴隆央が2選[987]。
  -  ルーマニア大統領選挙（英語版）を執行。北大西洋条約機構(NATO)懐疑派のカリン・ジョルジェスク（英語版）が22.9％、中道右派のエレナ・ラスコニ（英語版）が19.2％を獲得し12月8日の決選投票に進出。現職首相のマルチェル・チョラクは3位にとどまり落選[988]。12月6日、憲法裁判所が第1回目投票のやり直しを命令[989]。
  -  ウルグアイ大統領選挙（英語版）決選投票を執行。拡大戦線所属で左派のヤマンドゥ・オルシが49.8％を獲得し当選、与党で国民党所属のアルバロ・デルガド（英語版）は45.9％[990]。
- 25日
  - 元衆議院議員の秋本真利が洋上風力発電をめぐる受託収賄などの罪に問われている事件の初公判が東京地裁で開かれ「国会の職務と関係なく利益供与ではない」と述べて、無罪を主張[991]。
  - 無所属の堂込麻紀子参議院議員が会派「国民民主党・新緑風会」に入会[992]。
  -  ソマリア内ジュバランド自治議会は大統領選挙を行い、現職のアフメッド・モハメッド・イスラム（英語版）（マドベ）を再選。マドベは55票、ファイサル・モハメド・マタンは16、アブバカル・アブディ・ハッサンは4票[993]。
  -  アメリカ合衆国司法省のジャック・スミス特別検察官は、ドナルド・トランプが5日の大統領選挙で勝利したことを受け、トランプに対する2020年大統領選挙の敗北を覆そうとした事件と機密文書の不正保管事件の2件の起訴の取り下げをそれぞれ連邦裁判所に申請。ワシントンの連邦地裁は即日、大統選挙選事件の起訴取り下げを認めた[994]。
- 26日
  - 28日から始まる臨時国会に先がけ、政治とカネ問題を受け、政治資金規正法の再改正に向けた与野党7党（自民党・公明党・立憲民主党・国民民主党・日本維新の会・日本共産党・れいわ新選組）の代表者による初協議が開催。協議の模様は、全編報道陣に公開されるフルオープンで行われる[995]。
  - 沖縄県が米ワシントン事務所を営業実態がないのに株式会社として事業者登録していた問題で、沖縄県議会は事務所の関連経費を盛り込んだ2023年度一般会計決算を賛成少数で不認定とした[996]。同日、自民党など3会派が地方自治法に基づく監査を求める動議を提出し賛成多数で可決[997]。
  - 公表前の県道工事の入札情報を漏えいするよう唆したとして、和歌山県警察は、和歌山県議会議員の冨安民浩ら2人を地方公務員法違反（唆し）の疑いで逮捕し、情報を漏らしたとして元県日高振興局建設部長を同法（守秘義務）違反容疑で逮捕[998]。12月17日、和歌山区検は冨安県議と元建設部長を同法違反の罪で略式起訴。同日、和歌山簡裁は冨安県議に罰金40万円、元建設部長に罰金50万円の略式命令を出した[999]。
- 27日
  -  国際刑事裁判所のカリム・カーン（英語版）主任検察官は、ロヒンギャを迫害したとして人道に対する罪の疑いでミン・アウン・フライン国軍総司令官の逮捕状を請求したと発表[1000]。
  -  ナミビア議会選挙・大統領選挙（英語版）を執行。大統領選挙はネトゥンボ・ナンディ＝ンダイトワ副大統領が得票率58.1％で当選、変革を目指す愛国者達（英語版）(IPC)党首のパンドゥレニ・イトゥラ（英語版）は25.8％。議会選挙は、96議席のうち南西アフリカ人民機構(SWAPO)が前回より減らしながらも過半数の51議席を獲得、IPCは20議席[1001]。
- 28日
  - 第216回国会（臨時会）が召集[1002]。
  -  中国国防部は、共産党中央軍事委員会の苗華委員が職務を停止され、重大な規律違反の疑いで調査を受けていると発表[1003]。
- 29日
  - 自民党の田畑裕明衆院議員は党国会対策副委員長を辞任する意向を坂本哲志国会対策委員長に伝え、了承された。自らの事務所が関与した不適切な党員登録が明らかになり、問題視されていた[1004]。
  -  イギリスのルイーズ・ヘイグ（英語版）運輸相は、過去に警察への虚偽の通報で有罪を認めていたとの報道を受け、辞任。キア・スターマー首相は後任にハイディ・アレクサンダー（英語版）を任命[1005]。
  -  世界貿易機関は一般理事会の特別会合で現職のンゴジ・オコンジョ・イウェアラ事務局長の再任を承認[1006]。
  -  アイルランド総選挙（英語版）を執行。連立与党の共和党が48、統一アイルランド党が38議席を獲得し政権維持。シン・フェイン党が39、社会民主党と労働党が11、緑の党が1議席[1007]。
- 30日
  - 選挙運動の見返りに現金授受の約束をしたとして、警視庁捜査2課は、公職選挙法違反（買収約束）の疑いで、第50回衆院選にて東京26区から無所属で立候補し落選した候補者と、運動員の男を逮捕[1008]。
  -  ベトナム国会は中央直轄市のフエ市を設置し、トゥアティエン＝フエ省を廃止する法案を通過。2025年1月1日より実施[1009]。
  -  アイスランド総選挙（英語版）を執行。63議席中、社会民主同盟が議席数を増やして15議席となり議会最大勢力に。崩壊した旧・連立与党の独立党が14、中道右派の進歩党が5、左派の左翼環境運動が議席獲得なく合計でも過半数割れ[1010][1011]。

### 12月
- 1日
  - 日本維新の会代表選挙を執行。大阪府知事の吉村洋文を新代表に選出[1012]。
  -  ルーマニア総選挙（英語版）を執行。与党の社会民主党が上下院ともに第1党を確保。極右のルーマニア統一同盟（英語版）が2位、国民自由党が3位[1013]。
  -  アメリカ合衆国のジョー・バイデン大統領は、銃の不法購入・所持罪で有罪評決を受け、脱税罪などを認めた次男ハンター・バイデンに対し、恩赦を与えたと発表[1014]。
- 2日 - 日本維新の会は、吉村洋文の代表就任を受けて国会内で両院議員総会を開き、共同代表に前原誠司、幹事長に岩谷良平、政務調査会長に青柳仁士、国会対策委員長に漆間譲司、総務会長に阿部司を起用する新たな幹部人事を決定[1015]。
- 3日
  -  大韓民国の尹錫悦大統領が非常戒厳令を宣布[1016]。4日になって国会が与野党の全会一致で撤回要求を決議したため、尹は数時間後に戒厳令を撤回[1017]。共に民主党は尹大統領、金龍顕国防部長官、李祥敏（朝鮮語版）行政安全部長官を内乱罪で告発し、弾劾手続きを開始すると表明[1018]。大統領室室長と首席秘書官が一斉に辞任表明[1019]したほか、全閣僚が韓悳洙国務総理に辞表を提出[1020]。
  -  アイスランドのハッラ・トーマスドッティル大統領が社会民主同盟党首のクリストルン・フロスタドッティルに組閣を要請[1021]。21日、フロスタドッティルが首相に就任[1022]。
- 4日
  - 国民民主党は女性との不適切な関係が明るみに出た党代表の玉木雄一郎に対し、この日付で「役職停止3ヶ月」（期間：2024年12月4日 - 2025年3月3日）の処分を下すと共に[1023]、古川元久代表代行が玉木の役職停止期間中の代表職務を執行することを決めた[1024]。
  - 立憲民主党、日本維新の会、国民民主党、日本共産党、参政党、日本保守党、社会民主党の野党7党が、政策活動費の廃止を盛り込んだ政治資金規正法の改正案を、共同で衆議院に提出[1025]。
  -  フランス下院議会はミシェル・バルニエ内閣に対する不信任決議を議員574人中331人の賛成で可決[1026]。5日、バルニエがエマニュエル・マクロン大統領に辞表提出[1027]。
  -  リトアニアのギタナス・ナウセダ大統領がギンタウタス・パルツカスを首班とする内閣を法務大臣と環境大臣を除いて承認（2閣僚は議会に人事案を未提出）[1028]。
- 5日
  - 公明党元代表の山口那津男が2025年夏の参議院選挙で、東京選挙区から立候補しないことを表明[1029]。
  -  大韓民国の尹錫悦大統領が金龍顕国防部長官の辞任を了承し、後任に駐サウジアラビア大使の崔秉赫(최병혁)を指名[1030]。8日、検察が金を緊急逮捕[1031]。10日、検察が金を内乱と職権乱用の容疑で逮捕[1032]。
- 6日
  - 自民党、公明党、国民民主党による税制協議が行われ、「年収103万円の壁」の見直しに関連し、子どもを持つ世帯の所得税負担を軽減する「特定扶養控除」の年収要件も103万円から引き上げることで合意[1033]。
  - 国民民主党は、燃油価格に含まれるガソリン税の上乗せ部分の課税を停止する「トリガー条項」の凍結解除などを盛り込んだ法案を、国会に提出[1034]。
  -  ルーマニア憲法裁判所は、11月24日に執行された大統領選挙（英語版）の第1回目投票について、12月2日に下した有効との判断を取り消し[1035]、一転して不正介入があったとして投票のやり直しを命令。8日に予定されていた決選投票は中止[989]。
  -  モーリシャス国民議会は全会一致でダランビア・ゴクールを新大統領に選出[1036]。
  -  ブルキナファソ大統領であるイブラヒム・トラオレはアポリネール・ヨアヒム・キレム・デ・タンベラを暫定首相職から解任[1037]。翌7日、イブラヒム・トラオレ大統領はジャン・エマニュエル・ウエドラオゴ（英語版）を暫定首相に任命[1038]。
- 7日
  -  大韓民国国会は本会議に於いて野党・共に民主党などから提出された尹錫悦大統領に対する弾劾訴追決議案ついての審議及び採決を行ったが、与党・国民の力所属議員が議場を退席したこともあり、議場出席定足数（200名）を下回ったとして禹元植議長が「投票は成立しない」とした宣言を行った。この結果、本決議案は廃案となった[1039]。
  -  ガーナ議会選挙・大統領選挙（英語版）を執行。大統領選挙はジョン・ドラマニ・マハマ前大統領が過半数を制し当選、マハムドゥ・バウミア（英語版）副大統領は敗北宣言。議会選挙はマハマの国民民主会議が勝利宣言[1040]。
- 8日
  - 苫小牧市長選挙[1041]。元苫小牧市議の金澤俊が初当選[1042]。
  - 大阪維新の会は、女性から性的関係を巡って損害賠償を求める訴訟を起こされ、解決金を支払うことで和解した岸和田市の永野耕平市長に対する離党勧告処分を決定[1043]。
  -  シリアの反政府勢力は首都ダマスカスに進攻したと発表[1044]。ロシア外務省は同日、バッシャール・アル＝アサド大統領が辞任し出国したと発表[1045]、家族とともに亡命が認められモスクワに到着しアサド政権が崩壊[1046]。またジャラーリー（アラビア語版）首相はビデオ声明を発し、「どのような政府とも協力する用意がある」と語り、平和裏の政権移譲に協力する意思があることを表明[1047]。反政府勢力シャーム解放機構(HTS)の司令官アブー・ムハンマド・アル＝ジャウラーニーは、すべての国家機関は正式な引き渡しを受けるまでジャラーリー『前首相』の監督下にあると宣言[1048]。
  -  大韓民国の尹錫悦大統領が李祥敏（朝鮮語版）行政安全部長官の辞任を了承[1049]。後任を任命するまで、高綺童（朝鮮語版）行政安全部次官が職務代行となる[1050]。
- 9日
  - 政府は2024年度一般会計の補正予算案を国会に提出。低所得世帯向けの給付金や相次ぐ災害に見舞われた能登半島の復興など、歳出（支出）総額は13兆9433億円[1051]。
  -  トンガのシャオシ・ソヴァレニ首相が辞任[1052]。サミウ・ヴァイプル（英語版）副首相が首相代行に就任[1053]。10日、ヴァイプル副首相（首相代行）が外相代行、国防相代行も兼任[1054]。24日、議会での首相指名選挙でアイサケ・エケ元財務相が16票、ヴィリアミ・ラトゥ（英語版）観光相が8票を獲得し、エケが当選。国王トゥポウ6世はこの結果を承認し、2025年2月3日に就任宣誓することが決定[1055]。
  -  シリア反政府勢力シャーム解放機構(HTS)がシリア救済政府（英語版）で首相格だったムハンマド・アル＝バシールを新政権の首相に指名[1056]。同日、HTSのジャウラーニー司令官がジャラーリー（アラビア語版）首相と会談し、救済政府への政権移譲を行うことで一致[1057]。
  -  大韓民国の高位公職者犯罪捜査処は尹錫悦大統領に対する出国禁止措置を法務部に申請し、承認された[1058]。
  -  ベルギーの国王フィリップが、アントウェルペン市長のバルト・デウェーフェルを組閣担当者(formateur)に再任。20日まで組閣協議を続けるよう要請[1059]。期限の20日、国王フィリップは翌2025年1月7日まで延長[1060]。
- 10日
  -  ベトナム国会常務委員会はニンビン省にホアルー市を設置し、ニンビン市とホアルー県を廃止する決議を通過。2025年1月1日より実施[1061]。
  -  中華人民共和国の最高人民検察院は、前農業農村部長の唐仁健を収賄の疑いで逮捕することを決定した[1062]。
  -  ブラジルのルーラ大統領は頭蓋骨内出血により、サンパウロで緊急手術を受けた[1063]。
- 11日
  - 与野党各党が提出した政治資金規正法の改正案9本が衆議院の特別委員会で審議入り[1064]。
  - 自民党、公明党、国民民主党の幹事長会談で、「103万円の壁」の178万円への引き上げを目指して2025年度から引き上げることや、ガソリンの暫定税率を廃止することで合意。これを受けて国民民主党は補正予算案に賛成する考えを表明[1065]。
  - 立憲民主党は衆院予算委員会理事会で補正予算案の修正案を単独で提出。政府案のうち緊急性が低く過大と判断した基金への支出1兆3600億円分の減額を要求。能登半島の復旧・復興へ1000億円の増額を盛り込んだ[1066]。自民党と立憲民主党の国対委員長は、立憲民主党の案を一部反映した修正案を自民党が提出することで合意[1067][1068]。
  -  スイス連邦議会は連邦参事会の議長選挙を執行し、今年度副議長のカリン・ケラー＝ズッターを2025年度議長（連邦大統領）に（203票中168票）、ギー・パルムランを副議長（連邦副大統領）に選出（219票中196票）[1069]。
- 12日
  - 衆院本会議で2024年度補正予算案の採決が行われ、自民党、公明党に加え、日本維新の会や国民民主党などの賛成多数で可決。衆議院を通過[1070]。
  - 長野県宮田村の小田切康彦村長は、職員にパワハラの疑いがある発言をしたなどとして、村議会議長に辞職願を提出し、受理された[1071][1072]。
  - 群馬県渋川市の高木勉市長が特定の市議の税などに関する情報を外部に伝えた問題で、市議会は高木に対する辞職勧告決議案を全会一致で可決[1073]。
  -  大韓民国の大法院は、野党・祖国革新党代表の曺国に子供の入試不正を巡る公文書偽造などの罪で懲役2年の実刑判決を言い渡した1、2審判決を支持し、判決が確定。曺は国会議員を失職[1074]。
  -  ソマリランドの大統領にアブディラフマン・イロが就任[1075]。14日、新内閣の閣僚名簿を発表[1076]。
  -  共産党中央規律検査委員会と国家監察委員会は、重大な規律・法律違反があったとして国家体育総局の苟仲文（中国語版）前局長の党籍剝奪処分を決めたと発表。19日、最高人民検察院は苟を収賄容疑で逮捕することを決定したと発表[1077]。
- 13日 -  フランスのエマニュエル・マクロン大統領が新首相に中道派のフランソワ・バイルを任命[1078]。23日、大統領府が新内閣の閣僚人事を承認[1079]。
- 14日
  -  大韓民国国会は本会議に於いて野党・共に民主党などが提出した尹錫悦大統領に対する弾劾訴追決議案の採決を行い、賛成204、反対85、棄権3、無効8票で可決（200票が必要）。これにより尹は職務停止となり、韓悳洙国務総理が大統領代行に就任[1080]。
  -  ジョージア議会が大統領選挙（英語版）を執行。野党がボイコットし、唯一の候補者であるジョージアの夢＝民主ジョージア所属のミヘイル・カベラシヴィリが225人中224票を集め当選。現職のサロメ・ズラビシュヴィリ大統領は10月の議会総選挙には不正があったとしてその議会による今回の大統領選挙も認めず、29日の大統領就任式以降も現職にとどまる意向[1081]。
  -  ブラジル連邦警察はクーデター未遂事件の捜査を妨害した疑いでワルテル・ブラガ・ネット（英語版）元国防相を逮捕[1082]。
- 15日
  - 日本維新の会の兵庫県組織・兵庫維新の会の代表選が告示され、届け出順に金子道仁参院議員と門隆志県議の2氏が立候補[1083]。現職の片山大介代表(参院議員)が衆院選の県内選挙区で全敗したことや、県知事選で維新が支援した候補が斎藤元彦知事に大敗したことを受け辞任を表明したことに伴う。
  - 泉大津市長選挙を執行。現職の南出賢一がNHKから国民を守る党党首の立花孝志を大差で破って、3選[1084][1085]。
  - 国立市長選挙を執行。新人の浜崎真也が初当選[1086][1087]。
  -  アメリカ合衆国のドナルド・トランプ次期大統領夫妻はマー・ア・ラゴで、元内閣総理大臣安倍晋三の妻安倍昭恵と面会[1088]。
- 16日
  - 政治資金規制法の改正について、自民党と立憲民主党の国対委員長が会談。自民が立民など野党7党提出法案に賛成し、自民案に盛り込んだ支出先を非公開にできる「公開方法工夫支出」の新設を撤回することを打診し、立民がこれに合意。政治団体の政治資金を幅広く監査する第三者機関設置に関して、国民民主党と公明党が提出した法案に両党が賛成することでも合意。立民が提出した企業・団体献金禁止法案については、来年3月末までに結論を得ると申し合わせた。翌17日の衆院政治改革特別委員会で採決し、同日中に衆院通過させる方針[1089]。同日、自民党は12月9日に提出した改正案から「公開方法工夫支出」の規定を削除するなどした修正法案を衆議院の特別委員会に改めて提出[1090]。
  - 11月の兵庫県知事選挙で、斎藤元彦県知事に対する百条委員会の委員長を務めていた県議が交流サイト（SNS）上で、虚偽の内容を投稿され名誉を傷つけられたとして、同選挙に出馬した「NHKから国民を守る党」党首の立花孝志を刑事告訴した問題で、兵庫県警が立花に対して任意で事情聴取を求めていたことが判明[1091]。
  -  大韓民国与党である国民の力の韓東勲代表が辞任表明[1092]。12日、院内代表に権性東（朝鮮語版）を選出[1093]し代表代行を兼任。24日、権性東が非常対策委員長に権寧世を指名[1094]。
  -  ドイツ連邦議会（下院）がオラフ・ショルツ首相に対する信任投票を実施し、賛成207、反対394、棄権116票で否決。この結果、ショルツを不信任とした[1095]。
  -  カナダのクリスティア・フリーランド副首相兼財務大臣がジャスティン・トルドー首相からの求めを受け入れ辞任表明[1096]。同日、後継の財務大臣にドミニク・ルブラン（英語版）元公安相が就任[1097]。
  -  キルギスのサディル・ジャパロフ大統領は、アキルベク・ジャパロフ閣僚会議議長（首相）が辞任したことに伴いアディルベク・カスィマリエフ（英語版）第一副首相を首相代行に任命[1098]。カスィマリエフは18日に議会より正式な首相に選出され、ジャパロフ大統領が任命[1099]。
- 17日
  - 参院本会議で2024年度補正予算案が、自民党、公明党に加え、日本維新の会、国民民主党などの賛成多数で可決、成立[1100]。
  - 衆議院政治倫理審査会が開かれ、旧安倍派に所属していた4人が出席。18日に7人、19日に4人が出席予定[1101][1102]。
- 18日
  - 参議院政治倫理審査会にて政治資金収支報告書への不記載が発覚した自由民主党議員の審査を開始。初日は旧安倍派に所属していた4人の議員が出席[1103]。
  -  アイルランドのサイモン・ハリス首相が新議会招集の手続きの一環として辞任[1104]。
  -  フランス破毀院（最高裁）は、汚職などの罪に問われたニコラ・サルコジ元大統領の上告を退け、有罪とした控訴審判決を支持した。収監の代わりに電子ブレスレットを1年間装着して監視される[1105]。
  -  ミャンマー軍事政権の国家行政評議会がマウン・マウン・エイ（英語版）将軍を副首相兼国防大臣に任命[1106]。
- 19日
  - 11月の岡山県新見市長選挙で車上運動員に法定上限額を超える報酬を支払ったとして、岡山県警は、公職選挙法違反（買収）の疑いで現職として出馬し落選した戎斉前市長と会計責任者だった妻を書類送検[1107]。
  -  アブハジア議会で議員が銃を発射し、別の議員1人を射殺し、もう1人を負傷させた[1108]。
  -  ガボンで新憲法を公布[1109]。
- 20日
  - 国会議員に毎月100万円支給される調査研究広報滞在費（旧文書通信交通滞在費）について使途の公開や未使用分の国庫返納を義務づける歳費法の改正案が参院本会議で全会一致で可決、成立。施行は2025年8月1日を予定[1110]。但し、提出された報告書の公開の範囲や方法、頻度のほか、人件費や出張経費など使い道として認められる細目などは、先送りとなった[1111]。
  - 岸和田市議会が永野耕平市長に対する不信任決議案を賛成20票、反対4票で可決[1112]。24日、永野市長が議会解散を市議会に通知[1113]。
  - 石岡市議会は谷島洋司市長に対する辞職勧告決議案を賛成12、反対5、棄権3の賛成多数で可決[1114]。
  - 沖縄県が設立したワシントン駐在事務所の運営手続きに問題があるとして、沖縄県議会は百条委員会の設置を賛成多数で可決[1115]。
- 21日 - 自民党の前衆議院議員・甘利明は、次期衆院選に立候補しない意向を表明[1116]。
- 22日 - 四條畷市長・市議補欠選挙を執行[1117]。元四條畷市職員の銭谷翔が元四條畷市議の渡辺裕を破り、初当選。全国では8年ぶりの電子投票が導入された[1118]。
- 23日
  - 自民党が『一連の裏金問題のけじめ』として、報告書への不記載分に相当する7億円ほどを国庫に寄付をすることを決定[1119]。
  - 立憲民主党、日本維新の会、国民民主党は、公立の小中学校を対象に給食を無償化する法案を共同提出[1120]。
  - 守口市議会は、市議会百条委員会が市の補助金が増額された経緯に「不適切な点があった」などと指摘する報告書をまとめたことを受け、瀬野憲一市長と副市長に対する辞職勧告決議案を賛成多数で可決[1121]。
  -  ルーマニア議会で過半数を占める親欧州派3政党（社会民主党、国民自由党、ハンガリー人民主同盟）が連立政権の樹立で合意したことを受け、クラウス・ヨハニス大統領がマルチェル・チョラク首相に組閣を要請[1122]。
- 24日
  - 第216回国会（臨時会）会期末[1123][1124]。参院本会議で、政治資金規正法改正案など政治改革関連3法案が与野党の賛成多数で可決され成立[1125]。
  -  ルクセンブルクのアンリ大公が2025年10月3日に退位し、長子で摂政のギヨーム・ド・リュクサンブールに譲位すると発表[1126]。
  -  ニューカレドニアのルイ・マプ（フランス語版）政権内で復興のための資金調達計画に意見の相違が生じ、共にカレドニア（英語版）(CE)の閣僚が辞任したため連立政権が崩壊[1127]。
- 25日
  - 兵庫県知事の斎藤元彦がパワハラの疑いなどで告発された問題をめぐり、県議会の百条委員会にて、本人に対する最後の証人尋問が行われ、斎藤は告発文書への県の対応は適切だったとの認識示す[1128]。
  - 東京都議会の自由民主党会派が開催した政治資金パーティーの収入を一部の都議が「中抜き」していた疑いがある問題で、政治資金収支報告書に記載されていない収入額が過去5年間で3千万円前後に上ることが判明[1129]。
- 26日
  - 政府は、第217回国会（常会）を1月24日に召集する方針を固め、自民党に伝達[1130]
  - 選挙区内の有権者に現金を配ったとして福島県警は、亀岡偉民前衆議院議員を公職選挙法違反（寄付の禁止）容疑で書類送検[1131]。
  -  中華民国の台北地検は、土地開発をめぐる贈収賄や政治献金横領の罪などで第2野党・台湾民衆党の柯文哲主席を起訴[1132]。
- 27日
  - 政府は、一般会計の総額がおよそ115兆5000億円となる令和7年度予算案を閣議決定。当初予算としては過去最大で、財源の4分の1を国債に頼る厳しい財政状況が続く見通し[1133][1134]。
  - 自民党は一連の裏金問題のけじめとして、政治資金収支報告書の不記載分に相当する約7億円に一定額を上乗せした8億円を「赤い羽根共同募金」で知られる中央共同募金会に寄付[1135]。
  -  大韓民国国会は本会議に於いて野党・共に民主党などが提出した韓悳洙大統領代行（国務総理）に対する弾劾訴追決議案の採決を行い可決。これにより韓は職務停止となり、崔相穆経済副首相兼企画財政相が首相代行と大統領代行の代行を兼ねる[1136]。与党側は採決を無効として憲法裁判所に対し、弾劾議案の効力停止を求める仮処分を申し立て[1137]。
  -  北朝鮮は23～27日に開いた朝鮮労働党中央委員会総会で、金徳訓首相の後任に朴泰成党書記を充てる人事を決定。また、副首相には金正官、資源開発相にクォン・ソンファン、商業相にキム・ヨンシクをそれぞれ任命するなど、主要幹部を交代。党中央委員会は崔善姫外相と李永吉軍総参謀長を同委員会の政治局委員にあてる人事を発表[1138]。
- 28日
  -  ミヘイル・カベラシヴィリがジョージア第6代大統領に就任。親欧米派勢力は同日、カベラシヴィリの就任に抗議するデモを行った[1139]。カベラシヴィリ大統領の就任を認めず、現職に留まる意向を示していたサロメ・ズラビシュヴィリ前大統領は大統領公邸を出たと地元メディアは報じている[1140]。
  -  クロアチア大統領選挙（英語版）の第1回投票を執行。現職のゾラン・ミラノヴィッチが得票率49％で1位、元科学・教育・スポーツ相のドラガン・プリモラツ（英語版）が19％。この二人が2025年1月12日の決選投票に進出[1141]。
- 30日 -   警察などでつくる合同捜査本部は非常戒厳を宣言した尹錫悦大統領に対し、内乱などの容疑で拘束令状を裁判所に請求[1142]。31日、ソウル西部地裁が拘束令状を発行[1143]。

## 死去

### 1月
- 1日 - バスデオ・パンデイ（英語版）： 第5代トリニダード・トバゴ首相（* 1933年）[1144]
- 2日 - サーレハ・アル＝アルーリー（英語版）： ハマース政治局副議長（* 1966年）[1145]
- 3日 - 室井邦彦：参議院議員、元衆議院議員【民主党・旧日本維新の会・結いの党・維新の党・日本維新の会所属】（* 1947年）[1146]
- 11日 - 金慶玉： 元朝鮮労働党組織指導部副部長（* 1930年）[1147]
- 12日 - 薛駒： 元中国共産党浙江省委員会書記（* 1922年）[1148]
- 14日 - 小川友一：元衆議院議員【自由民主党所属】（* 1946年）[1149]
- 15日 - 施明徳： 第6代中華民国民主進歩党主席（* 1941年）[1150]
- 16日 - ヴァイノ・ヴァリャス（英語版）： 元エストニア共産党第一書記、元党委員長（* 1931年）[1151]
- 20日 - 崔泰福： 元北朝鮮最高人民会議議長（* 1930年）[1152]
- 22日 - 池田元久：元経済産業副大臣、元衆議院議員【日本社会党・民主党所属】（* 1940年）[1153]
- 30日
  - 沓掛哲男：第73代国家公安委員会委員長、元衆議院議員、元参議院議員【自由民主党・民主党所属】（* 1929年）[1154]
  - ジーン・カーナハン（英語版）： 元アメリカ合衆国上院議員（* 1933年）[1155]

### 2月
- 4日 - ハーゲ・ガインゴブ： 第3代ナミビア大統領、初・第4代首相（* 1941年）[1156]
- 5日 - ドリース・ファン・アフト（英語版）： 元オランダ首相（* 1931年）[1157]
- 6日
  - 赤松良子：第118・119代文部大臣（* 1929年）[1158]
  - ジョン・ブルトン： 第16代アイルランド首相（* 1947年）[1159]
  - セバスティアン・ピニェラ： 第35・37代チリ大統領（* 1949年）[1160]
- 7日
  - 中島啓雄：元参議院議員【自由民主党所属】（* 1937年）[1161]
  - 世古口哲哉：三重県明和町長（* 1966年）[1162]
- 9日 - ロベール・バダンテール： 元フランス司法大臣、元憲法評議会議長（* 1928年）[1163]
- 10日
  - 時田博機：山形県遊佐町長（* 1950年）[1164]
  - エドワード・ロワッサ（英語版）： 第8代タンザニア首相（* 1953年）[1165]
- 16日 - アレクセイ・ナワリヌイ： ロシアの反政権運動指導者（* 1976年）[1166]
- 20日 - アンフィン・カルスベルク（英語版）： 第14代フェロー諸島自治政府首相（* 1947年）[1167]
- 23日
  - 角田義一：元参議院議員【日本社会党・社会民主党・民主党所属】、第25代参議院副議長（* 1937年）[1168]
  - マノーハル・ジョーシー： 元ローク・サバー（インド下院）議長、第12代マハーラーシュトラ州首相（* 1937年）[1169]
- 28日 - ニコライ・ルイシコフ： 第7代ソビエト連邦閣僚会議議長（* 1929年）[1170]
- 29日
  - アリ・ハッサン・ムウィニ： 第2代タンザニア大統領、元副大統領（* 1925年）[1171]
  - ブライアン・マルルーニー： 第24代カナダ首相（* 1939年）[1172]

### 3月
- 2日
  - 真鍋賢二：第36代環境庁長官、元参議院議員【自由民主党所属】（* 1935年）[1173]
  - セーレン・パーペ・ポールセン（英語版）： 元デンマーク法務大臣（英語版）、フォルケティング議員（* 1971年）[1174]
- 3日 - アグベヨメ・コジョ（英語版）： 第6代トーゴ首相（* 1954年）[1175]
- 18日 - ダニエル・バルブ（英語版）： 元ルーマニア文化大臣（英語版）（* 1957年）[1176]
- 21日 - フレデリック・ミッテラン： 元フランス文化大臣（* 1947年）[1177]
- 27日
  - ナミク・アバソフ： 元アゼルバイジャン国家保安相（* 1940年）[1178]
  - ジョー・リーバーマン： 元アメリカ合衆国上院議員（* 1942年）[1179]
- 28日 - 平林鴻三：第67代郵政大臣、元衆議院議員【自由民主党所属】、公選第8-10代鳥取県知事（* 1930年）[1180]

### 4月
- 3日 - 三浦久：元衆議院議員【日本共産党所属】（* 1931年）[1181]
- 5日
  - モハメド・ディオンヌ（英語版）： 第14代セネガル首相（* 1959年）[1182]
  - アフマド・ファトヒー・ソルール（英語版）： 元エジプト下院議長、元エジプト教育大臣（* 1932年）[1183]
- 8日 - ホセ・アントニオ・アルダンサ・ガロ： スペイン王国バスク自治州政府元レンダカリ（政府首班）（* 1941年）[1184]
- 13日 - 川越孝洋：元衆議院議員【民主党所属】（* 1943年）[1185]
- 15日 - ヨシップ・マノリッチ（英語版）： 第2代クロアチア政府首班（首相）（* 1920年）[1186]
- 17日 - ジョセフ・クルップ（英語版）： 元マレーシア首相府大臣（英語版）（* 1944年）[1187]
- 18日 - パルヴィーズ・ダーヴーディー（英語版）： 元イラン第1副大統領（* 1952年）[1188]
- 20日 - ゲディミナス・キルキラス： 第13代リトアニア首相（* 1951年）[1189]
- 21日 - ロエダード・ハーン（英語版）： 元パキスタン説明責任大臣（英語版）、元パキスタン内務長官（英語版）[1190]
- 22日 - 岩本久人：元参議院議員【日本社会党所属】（* 1943年）[1191]
- 23日 - 盧在鳳： 第22代大韓民国国務総理（* 1936年）[1192]
- 28日 - アンドリス・ヴィルクス（英語版）： 元ラトビア財務大臣（英語版）（* 1963年）[1193]

### 5月
- 1日 - マイケル・ダーシー（英語版）： 元アイルランド水産大臣（英語版）（* 1934年）[1194]
- 3日 - 愛知和男：第54代防衛庁長官、第25代環境庁長官、元衆議院議員【自由民主党・新生党・新進党所属】（* 1937年）[1195]
- 5日 - 冨田幸宏：神奈川県湯河原町長（* 1957年）[1196]
- 7日
  - 金己男： 元朝鮮労働党宣伝扇動部長（* 1929年）[1197]
  - 伊志嶺亮：初代沖縄県宮古島市長、元平良市長（* 1933年）[1198]
- 17日
  - 栗田幸雄：公選第11-14代福井県知事（* 1930年）[1199]
  - アフタンディル・ジョルベナゼ（英語版）： 元ジョージア保健大臣（英語版）（* 1951年）[1200]
- 19日
  - 牟玲生（中国語版）： 元中国共産党陝西省委員会副書記、元陝西省人民代表大会常務委員会副主任（* 1931年）[1201]
  - ブルーノ・シーベルト（英語版）  元チリ公共事業大臣（英語版）、元チリ上院議員（* 1933年）[1202]
  - クワシ・クルツェ（英語版）： 第4代トーゴ首相（* 1945年）[1203]
  - 東アーザルバーイジャーン州ヘリコプター墜落事故[467]
    - エブラーヒーム・ライースィー： 第8代イラン大統領（* 1960年）
    - ホセイン・アミールアブドッラーヒヤーン： イラン外務大臣（* 1964年）
    - マーレク・ラフマティー（英語版）： 東アーザルバーイジャーン州知事（* 1982年）
- 20日 - ジャン＝クロード・ゴーダン： 元フランス国民議会議員、元元老院副議長、元マルセイユ市長（* 1939年）[1204]
- 21日
  - 根本良一：元福島県矢祭町長（* 1937年）[1205]
  - ジェームズ・セルフ（英語版）： 元南アフリカ共和国国民議会議員、元民主同盟連邦評議会主席（* 1955年）[1206]
- 24日 - ホセ・アントニオ・ムルガス（英語版）： 元コロンビア社会保護大臣（英語版）（* 1930年）[1207]
- 31日 - 吉井正澄：元熊本県水俣市長（* 1931年）[1208]

### 6月
- 1日 - ティン・ウー： ミャンマー国民民主連盟共同創設者、元国軍司令官（* 1927年）[1209]
- 2日 - ダヴィド・レヴィ（英語版）： 元イスラエル副首相（英語版）、元外務大臣、元住宅建設大臣、元クネセト議員（* 1937年）[1210]
- 3日 - ブリギッテ・ビアライン： 第31代オーストリア連邦首相（* 1949年）[1211]
- 7日
  - 鈴木望：元衆議院議員【日本維新の会・維新の党所属】、元磐田市長（* 1949年）[1212]
  - ラルフ・カサンバラ（英語版）： 元マラウイ司法大臣（ 1968年）[1213]
- 8日
  - 中島章夫：元参議院議員、元衆議院議員【日本新党・新党さきがけ・民主党所属】（* 1936年）[1214]
  - ムサ・モハマド（英語版）： 元マレーシア教育大臣（英語版）、元元老院議員（* 1943年）[1215]
- 9日
  - 松岡満寿男：元参議院議員、元衆議院議員【自由民主党・日本新党・新進党・無所属の会・民主党所属】、元光市長（* 1934年）[1216]
  - 關淳一：第17代大阪市長（* 1935年）[1217]
- 10日 - サウロス・チリマ（英語版）： マラウイ副大統領（* 1973年）[543]
- 11日 - クリスティーノ・セリチェ・ビオコ（英語版）： 初代赤道ギニア共和国首相（* 1941年）[1218]
- 12日 - フェルナンド・ジョゼ・デ・フランサ・ディアス・ヴァン＝デュネム： 第2・4代アンゴラ首相（* 1934年）[1219]
- 18日 - ストヤン・アンドフ（英語版）： 元マケドニア大統領代行、元議会議長（* 1935年）[1220]
- 24日 - スサーナ・ルイス・セルッティ（英語版、スペイン語版）： 元アルゼンチン外務・通商・宗務相（スペイン語版）、元外務長官（* 1940年）[1221]
- 25日 - 岡部三郎：第64代北海道開発庁長官、第33代沖縄開発庁長官、元参議院議員【自由民主党所属】（* 1926年）[1222]
- 28日 - モハメド・オスマン・ジャワリ： 元ソマリア大統領代行、元連邦議会議長（* 1945年）[1223]
- 30日 - ハルヴァルト・バッケ（英語版）： 元ノルウェー文化科学大臣、元貿易海運大臣、元ストーティング議員（* 1943年）[1224]

### 7月
- 3日 - ローラン・デュマ： 元フランス外務大臣（* 1922年）[1225]
- 6日 - ハビエル・ヴァッレ・リエストラ（英語版）： 第131代ペルー共和国閣僚評議会議長（首相）（* 1932年）[1226]
- 8日 - ヨグヴァン・スンドシュタイン（英語版）： 第10代フェロー諸島自治政府首相（* 1933年）[1227]
- 9日
  - ジェームズ・インホフ（英語版）： 元アメリカ合衆国上院・アメリカ合衆国下院議員、元タルサ市長、元オクラホマ州議会上院・下院議員（* 1934年）[1228]
  - アル＝ヘーディー・ムヘニー（英語版）： 元チュニジア国防相、元内務相、元社会事務相、元保健相（* 1942年）[1229]
- 10日
  - 徳田虎雄：元衆議院議員【自由連合所属】、元沖縄開発政務次官、元自由連合代表（* 1938年）[1230]
  - ヤーニス・ストラウメ（英語版、ラトビア語版） ： 元ラトビア議会議員・議長（* 1962年）[1231]
- 12日 - 松谷蒼一郎：元参議院議員【自由民主党所属】、元内閣官房副長官（* 1928年）[1232]
- 13日 -  イングリーダ・ラティミラ＝ウードレ（英語版、ラトビア語版）： 元ラトビア経済相、元ラトビア議会議員・議長（* 1958年）[1233]
- 14日
  - トゥペニ・ババ（英語版）： 元フィジー副首相、元外相、元教育相、元フィジー議会議員（* 1942年）[1234]
  - カトリーナ・ハンセ＝ヒマルワ（英語版）： 元ナミビア教育・芸術・文化相、元国民議会（英語版）議員、元ハルダプ州知事（* 1967年）[1235]
- 19日
  - グエン・フー・チョン： ベトナム共産党中央執行委員会書記長・中央軍事委員会書記、第9代国家主席、元国会議長（* 1944年）[652]
  - シーラ・ジャクソン・リー（英語版）： アメリカ合衆国下院議員（* 1950年）[1236]
  - イリーナ・ファリオン（英語版）： 元ウクライナ最高議会議員（* 1964年） [1237]
- 24日 - ハムザ・ハズ： 第9代インドネシア副大統領（* 1940年）[1238]
- 25日 - 川橋幸子：元参議院議員【日本社会党・社会民主党・民主党所属】（* 1938年）[1239]
- 26日 - 松川正則：第18代宜野湾市市長（* 1953年）[1240]
- 29日 - 中川和雄：第12代大阪府知事（* 1926年）[1241]
- 31日
  - 渡辺秀央：元参議院議員、元衆議院議員【自由民主党・新進党・自由党・民主党・新党改革所属】、第54代郵政大臣、初代改革クラブ代表（* 1934年）[1242]
  - イスマーイール・ハニーヤ： ハマース最高指導者、第4代パレスチナ首相、元ガザ政府首相（* 1963年）[669][1243]

### 8月
- 2日 - 金栄洙： 元大韓民国国会議員（* 1935年）[1244]
- 7日 - 小谷芳正：和歌山県みなべ町長（* 1949年）[1245]
- 8日 - 高谷茂男：第33・34代岡山市長（* 1937年）[1246]
- 10日 - 朴権欽： 元大韓民国国会議員、元新民党総裁秘書室長（* 1932年）[1247]
- 11日 - アスランベク・アスラハノフ： 元ロシア国家院議員、元北コーカサス担当大統領顧問（* 1942年）[1248]
- 12日 - ザイド・アル＝リファーイー（英語版）： 元ヨルダン首相（* 1936年）[1249]
- 15日
  - ルイ・メルマズ： 元フランス国民議会議長（* 1931年）[1250]
  - 偰松雄： 元大韓民国国会議員、元ソウル特別市龍山区庁長（* 1942年）[1251]
  - セルゲイ・カリャキン（ベラルーシ語版）： ベラルーシ統一左派政党「公正世界」（ベラルーシ語版）党首（* 1952年）[1252]
- 18日 - ドゥシャン・シニゴイ（英語版）： 元スロベニア社会主義共和国行政評議会議長（* 1933年）[1253]
- 20日 - 溝口善兵衛：公選第16-18代島根県知事（* 1946年）[1254]
- 25日 - サリーム・アル＝フス（英語版）： 元レバノン大統領代行、元首相（* 1929年）[1255]
- 26日 - ナビール・エル＝アラビー： 元エジプト外相、第7代アラブ連盟事務総長（* 1935年）[1256]
- 30日 - シュリダス・ランファル（英語版）： 元ガイアナ外相、第2代イギリス連邦事務総長（* 1928年）[1257]

### 9月
- 1日
  - ブディミル・ロンチャル（英語版、クロアチア語版）：/ 元ユーゴスラビア社会主義連邦共和国外相、元非同盟運動担当国際連合事務総長特別代表（* 1924年）[1258]
  - フランツ・ザウアーツォプフ（英語版、ドイツ語版）： 元ブルゲンラント州副知事、元ブルゲンラント州議会議員（* 1932年）[1259]
  - アンジェルス・マルティネス・カステルス（スペイン語版、カタルーニャ語版）： カタルーニャ独立運動家、元カタルーニャ自治州議会議員（* 1948年）[1260]
- 2日
  - （訃報発表日）クパ・ミハーイ（英語版、ハンガリー語版）： 元ハンガリー財務大臣（英語版）、元国会議員（* 1941年）[1261]
  - ロドルフォ・エルナンデス・スアレス（英語版、スペイン語版）： 元コロンビア元老院（英語版）議員、元ブカラマンガ市長（* 1945年）[1262]
- 3日
  - フローラ・フレーザー（英語版）： 元イギリス貴族院議員（* 1930年）[1263]
  - マイク・トロード（英語版）： 元ガーンジー首相（英語版）・内務相、元ガーンジー議会議員（* 1940年?）[1264]
  - 山口昇士： 元神奈川県箱根町長（* 1944年）[1265]
- 4日 - 楊仁福（中国語版）： 元中華民国立法委員、元台湾省議会議員（* 1942年）[1266]
- 8日
  - 松前達郎：元参議院議員【日本社会党所属】（* 1927年）[1267]
  - 呉健保（中国語版）： 元台南市議会議員、元台南県議会議員・副議長・議長（* 1950年）[1268]
- 9日 - アレクサンドル・エフスチフェーフ（ロシア語版）： ロシア連邦マリ・エル共和国第4代政府議長（元首格）（* 1958年）[1269]
- 10日
  - （訃報発表日）ジェフリー・ティトフォード（英語版）： 元欧州議会議員、元イギリス独立党党首（* 1933年）[1270]
  - クリオ・マリア・ビットーニ（英語版、イタリア語版）： 元ファーストレディ【ジョルジョ・ナポリターノ第11代大統領夫人】（* 1934年）[1271]
- 11日
  - 鄭在文（朝鮮語版）： 元大韓民国国会議員（* 1936年）[1272]
  - アルベルト・フジモリ： 第54代ペルー大統領（* 1938年）[1273]
- 12日
  - （訃報発表日）オージー・マルコム（英語版）： 元ニュージーランド移民大臣・保健大臣、元ニュージーランド代議院議員（* 1940年）[1274]
  - ジョン・ハグレルガム： 元ミクロネシア連邦大統領、元連邦議会議員（* 1949年）[1275]
  - シターラーム・イェーチューリ（英語版、テルグ語版）： 元ラージヤ・サバー議員、インド共産党マルクス主義派書記長・政治局員（* 1952年）[1276]
- 13日 - ヴォルフガング・ゲルハルト： 元ドイツ自由民主党党首（* 1943年）[1277]
- 14日
  - ジャービル・ムバーラク・アル＝ハマド・アッ＝サバーハ（アラビア語版、英語版）： 第7代クウェート国首相（* 1942年）[1278]
  - ベリット・オース： 元ノルウェー議会議員、元社会主義左翼党党首（* 1928年）[1279]
- 15日 - 南載熙： 第11代大韓民国労働部長官（* 1934年）[1280]
- 23日 - アマドゥ・マハタール・ムボウ： 第6代国際連合教育科学文化機関事務局長（* 1921年）[1281]
- 24日
  - （訃報発表日）フランシス・フォックス（英語版、フランス語版）： 元カナダ国務長官・法務長官、元カナダ庶民院・元老院議員（* 1939年）[1282]
  - 角張保：元新潟県吉川町長、元吉川町議会議員（* 1940年?）[1283]
- 27日 - ハサン・ナスルッラーフ： ヒズボラ最高指導者（* 1960年）[1284]
- 28日 - ウィンフィールド・ダン（英語版）： 元テネシー州知事（* 1927年）[1285]

### 10月
- 2日 - ダニエル・ウィリアムズ： 第4代グレナダ総督（* 1935年）[1286]
- 3日 - （空爆実施日）ハーシム・サフィーディーン（英語版）： ヒズボラ執行評議会議長（* 1964年）[1287][1288]
- 5日
  - イフィヘニア・マルティネス： メキシコ代議院（英語版）議長、元元老院（英語版）議員、ラテンアメリカ・カリブ経済委員会共同創設者、元国連大使（* 1925年）[1289]
  - A・Q・M・バドルッドジャ・チョードゥリー（英語版）： 第12代バングラデシュ大統領（* 1930年）[1290]
  - 牛嶋正：元参議院議員【公明党・新進党・黎明クラブ・公明所属】（* 1931年）[1291]
  - 矢田美英：元東京都中央区長（* 1940年）[1292]
- 6日 - アレハンドロ・アルコス（スペイン語版）： チルパンシンゴ市長（* 1981年）[1293]
- 8日
  - 呉邦国： 第8代中国全国人民代表大会常務委員長、元国務院副総理、元中国共産党中央政治局常務委員（* 1941年）[1294]
  - ティム・ジョンソン： 元アメリカ合衆国上院議員、元下院議員（* 1946年）[1295]
- 9日 - 西岡利記：和歌山県有田郡広川町長（* 1950年）[1296]
- 12日 - アレックス・サモンド： 第4代スコットランド自治政府首相（* 1954年）[1297]
- 13日 - 松井良夫：元大阪府議会議長（* 1937年）[1298]
- 15日
  - 小川元：元衆議院議員【自由民主党所属】（* 1939年）[1299]
  - 嘉数知賢：元内閣府副大臣、元衆議院議員【自由民主党所属】（* 1941年）[1300]
- 16日
  - 左近正男：元衆議院議員【日本社会党・社会民主党所属】（* 1936年）[1301]
  - ヤヒヤ・シンワル： ハマース最高指導者（* 1962年）[1302]
- 20日 - フェトフッラー・ギュレン： トルコのイスラム教指導者（* 1941年）[1303]
- 22日 - ゲラシム・クガエフ（ロシア語版）： 第2代南オセチア共和国首相（* 1946年）[1304]
- 23日
  - 李相得： 元大韓民国国会議員、元国会副議長（* 1935年）[1305]
  - グスタボ・アドルフォ・エスピナ・サルゲロ（スペイン語版）： 第42代グアテマラ大統領、元副大統領（* 1946年）[1306]
  - ハマ・アマドゥ（英語版）： 元ニジェール首相（* 1950年）[1307]
- 24日 - アルフォンス・ポアティ＝スシュラティ（英語版）： 第4代コンゴ人民共和国首相（* 1941年）[1308]
- 26日 - 田渕哲也：元参議院議員【民社党所属】（* 1925年）[1309]

### 11月
- 3日 - 中野鉄造：元参議院議員【公明党所属】（* 1927年）[1310]
- 6日（訃報発表日） - ジョン・ノット（英語版）： 元イギリス国防相、元貿易相・商務庁長官、元庶民院議員（* 1932年）[1311]
- 8日 - 中本弘：元広島市議会議員・議長（* 1931年）[1312]
- 11日（訃報発表日） - マリー・ベネショヴァー（英語版、チェコ語版）： 元チェコ司法相・政府立法評議会議長、元チェコ代議院議員（* 1948年）[1313]
- 12日
  - 梁光烈： 第10代中華人民共和国国防部部長（* 1940年）[1314]
  - ジョン・ホーガン（英語版）： 駐ドイツカナダ大使、元ブリティッシュコロンビア州首相、元ブリティッシュコロンビア州議会議員（* 1959年）[1315]
- 13日
  - ダイム・ザイヌディン（英語版）： 元マレーシア財務相（* 1938年）[1316]
  - アフメッド・シランヨ： 第4代ソマリランド大統領（* 1938年）[1317]（15日死去とする報道あり[1318]）
- 14日 - ヴァディム・ブロフツェフ（英語版）： 南オセチア元大統領代行、元首相（* 1969年）[1319]
- 15日 - 泉原保二：元衆議院議員【自由民主党所属】（* 1941年）[1320]
- 16日 - クリフトン・レジナルド・ウォートン： 元アメリカ合衆国国務副長官（* 1926年）[1321]
- 17日 - 崔在旭（朝鮮語版）： 元大韓民国環境部長官、元国務調整室室長、元国会議員（* 1940年）[1322]
- 20日 - ジョン・プレスコット： イギリス貴族院議員、元副首相、元労働党副党首（* 1932年）[1323]
- 22日 - サージ・ボオール（英語版）： 第4・6・10・14代バヌアツ首相、元外相（* 1955年）[1324]
- 25日 - 生田邦夫：元滋賀県議会議長、第2代湖南市長（* 1948年）[1325]
- 29日 - 斎藤文夫：元参議院議員【自由民主党所属】（* 1928年）[1326]
- 30日 - ニゾラモ・ザリポワ（英語版）： 元タジク・ソビエト社会主義共和国最高評議会議長（元首格）（* 1923年）[1327]

### 12月
- 1日 - 中村寿文：元青森県八戸市長、元青森県議会議員（* 1939年）[1328]
- 3日 - 宋達鏞（朝鮮語版）： 元加平郡守・高陽郡守・坡州郡守・高陽市長・坡州市長（* 1934年）[1329]
- 4日 - 太田誠一：第47代農林水産大臣、第22代総務庁長官、元衆議院議員【自由民主党・自由党・新進党所属】（* 1945年）[1330]
- 5日 - フレデリック・フィニシー（オランダ語版）： 元スリナム国民議会議員【国民民主党（英語版）所属】、元ブロコポンド地方コミッショナー（* 1956年または1957年）[1331]
- 6日 - フェレケゼラ・ムフォコ（英語版）： 元ジンバブエ大統領代行、元第二副大統領（* 1940年）[1332]
- 9日 - 桑江朝千夫：沖縄県沖縄市長、元沖縄県議会議員（* 1956年）[1333]
- 11日 - ハリル・ハッカーニ： アフガニスタン難民大臣（* 1966年）[1334]
- 12日
  - 野沢太三：第72・73代法務大臣、元参議院議員【自由民主党所属】（* 1933年）[1335]
  - 李天羽： 第25代中華民国国防部長（* 1946年）[1336]
- 19日 - フェデリコ・マヨール（英語版）： 第7代国際連合教育科学文化機関事務局長（* 1934年）[1337]
- 21日 - ドン・マルティーナ（英語版）： 元オランダ領アンティル首相（* 1935年）[1338]
- 23日 - グエン・クエット： 元ベトナム国家評議会副議長（* 1922年）[1339]
- 24日 - デシ・ボーターセ： 第9代スリナム共和国大統領、元国家軍事評議会議長（* 1945年）[1340]
- 26日 - マンモハン・シン： 第17代インド首相（* 1932年）[1341]
- 27日
  - 足立敏之：参議院議員【自由民主党所属】（* 1954年）[1342]
  - ジェラルド・キンタン（英語版、ポルトガル語版）： 元ブラジル連邦共和国国防相、元連邦弁護総長（英語版）（* 1935年）[1343]
- 29日 - ジミー・カーター： 第39代アメリカ合衆国大統領、第76代ジョージア州知事（* 1924年）[1344]
- 30日
  - 金守漢： 元大韓民国国会議長（* 1928年）[1345]
  - ジャムシード・ビン・アブドゥッラー： 元ザンジバル王国スルターン（* 1929年）[1346]
- 31日
  - アルノルド・リューテル： 第3代エストニア共和国大統領、元エストニア・ソビエト社会主義共和国最高会議幹部会議長（* 1928年）[1347]
  - 遠藤鐵四郎：元新潟県三島町町長、元長岡市議会議員（* 1934年）[1348]